# Kloster Eberbach

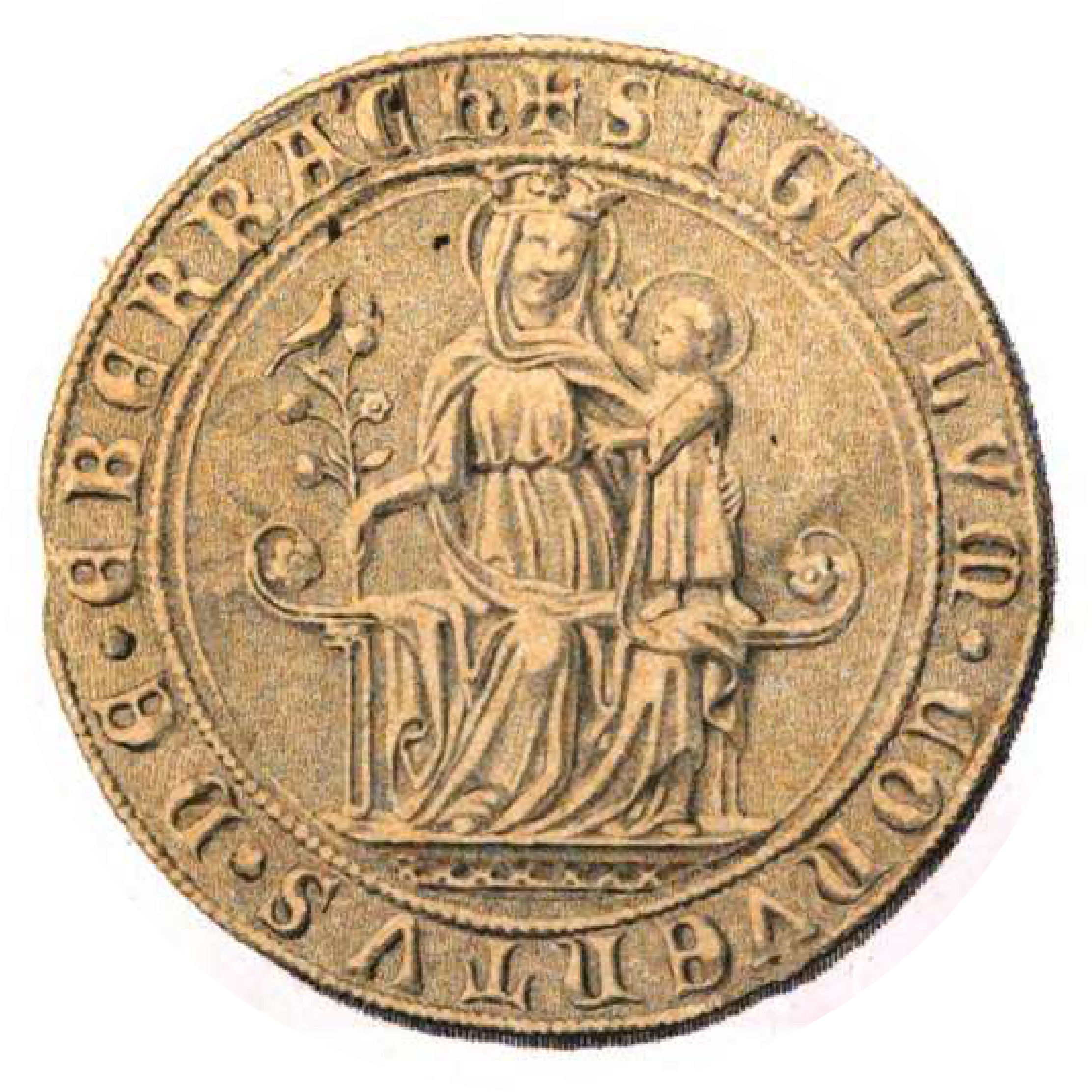
Konventssiegel, das von 1332 bis 1803 benutzt wurde

Das Kloster Eberbach (auch Kloster Erbach; lateinisch Abbatia Eberbacensis) ist eine ehemalige Zisterzienserabtei in Eltville am Rhein im Rheingau, Hessen. Das für seinen Weinbau berühmte Kloster war eine der ältesten und bedeutendsten Zisterzen in Deutschland. Die im Naturpark Rhein-Taunus gelegene Anlage zählt mit ihren romanischen und frühgotischen Bauten zu den bedeutendsten Kunstdenkmälern Europas.

## Geschichte

### Gründung und Aufstieg (12./13. Jahrhundert)

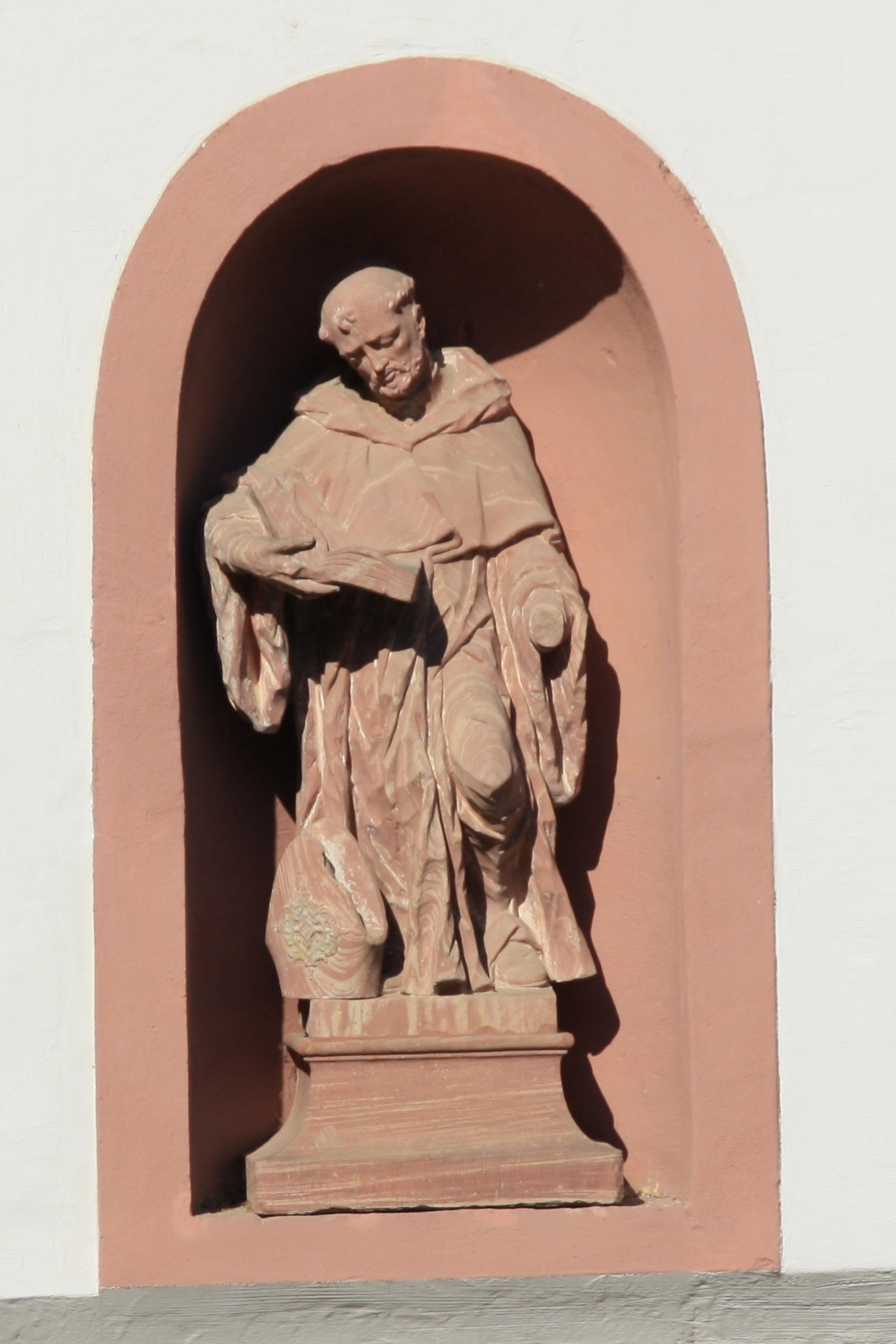
Als Gründer des Klosters genoss der heilige Bernhard besonderes Ansehen; hier die Statue vom Torhaus 1748

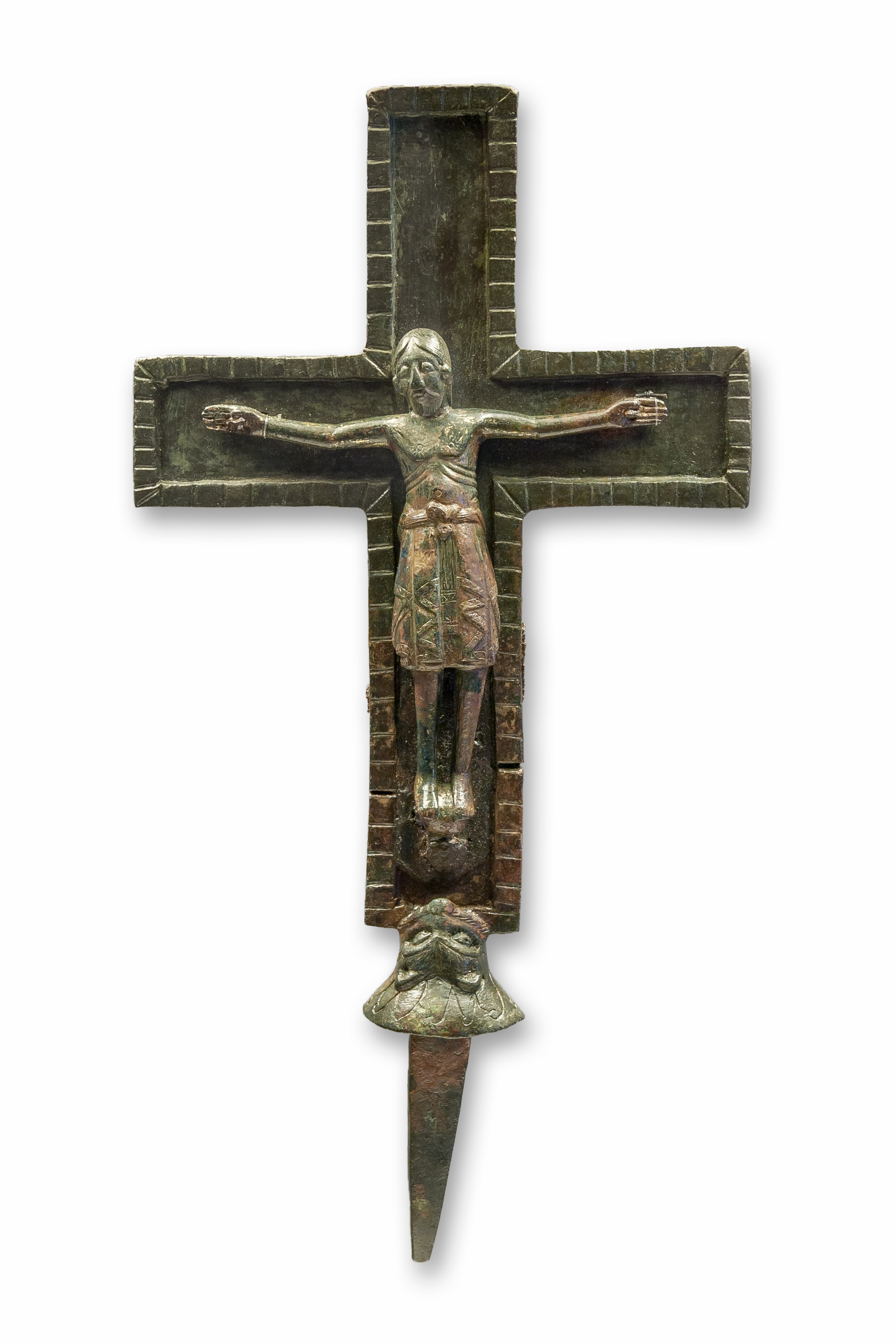
Bronzekruzifix aus der Gründungszeit des Klosters

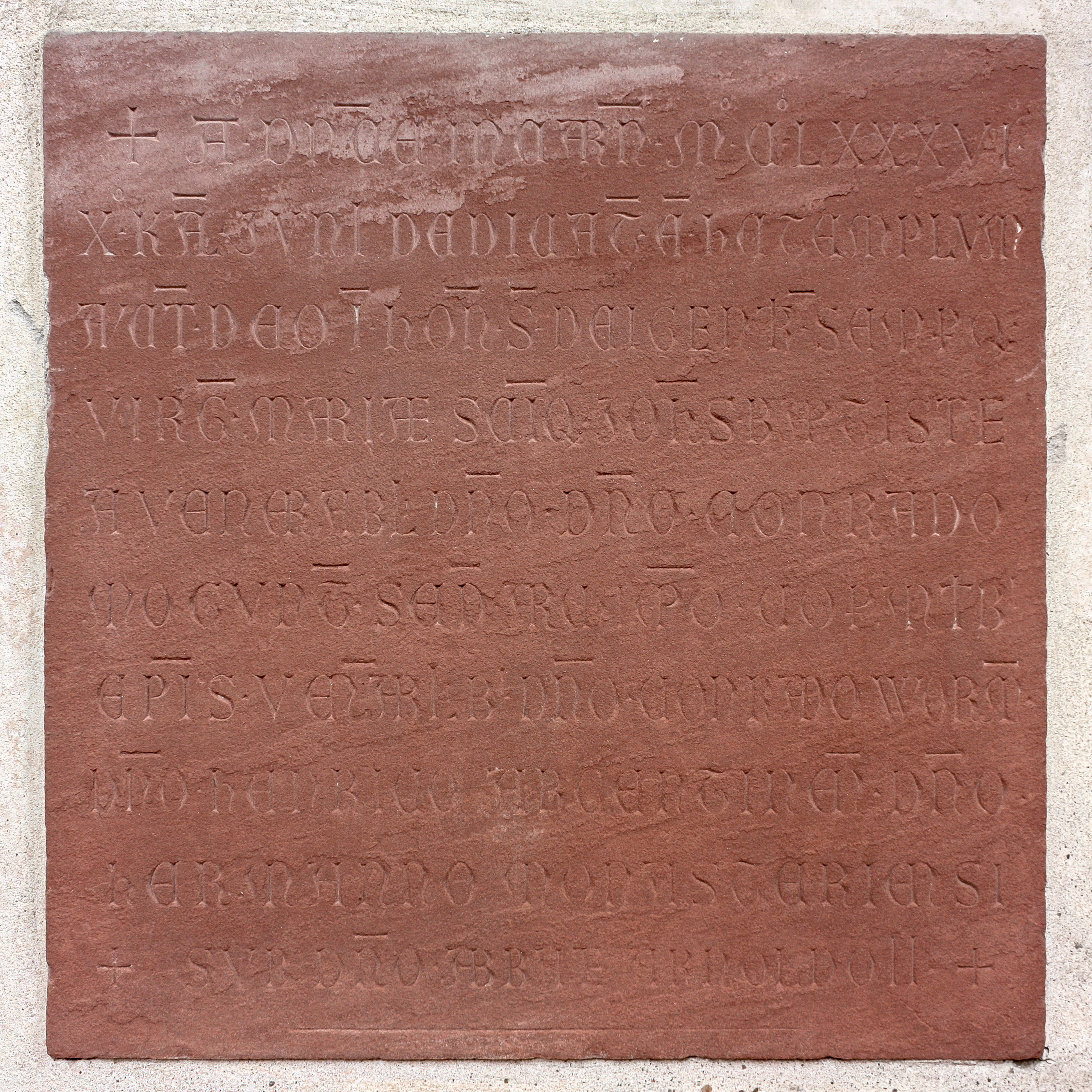
Kopie der Weiheinschrift in der Klosterbasilika

Die Gründung des Zisterzienserklosters in Eberbach geht auf Bernhard von Clairvaux zurück. Nach der Gründung des Klosters Himmerod 1135 in der Eifel war das Kloster Clairvaux des Zisterzienserordens um ein weiteres Tochterkloster in Deutschland bemüht. So kam es am 13. Februar 1136 zur Gründung des Klosters Eberbach durch Abt Ruthard und 12 Mönche, die aus Clairvaux entsandt worden waren. Das Kloster stand unter dem Patrozinium der Maria Immaculata und hatte das Nebenpatrozinium Johannes der Täufer. Diese beiden Klöster wurden durch die Primarabtei Clairvaux gegründet,
fast alle anderen Zisterzienserklöster in Deutschland durch die burgundische Primarabtei Morimond.
Grundstock des Klosters Eberbach war ein 1116 von Mainzer Bischof Adalbert I. von Saarbrücken gegründetes Augustiner-Chorherren-Stift. Dessen Patron war der heilige Thomas. Das Stift wurde jedoch von Adalbert wegen angeblicher Zuchtlosigkeit 1131 von dort wieder vertrieben und siedelte nach St. Ägidius in Mittelheim um. Die Gebäude des Stifts wurden vorübergehend für eine Priorei des Klosters Johannisberg genutzt. So konnten die Zisterzienser die aufgelassenen Gebäude beziehen und davon ausgehend ein neues Kloster nach zisterziensischen Idealvorstellungen aufbauen.
Schnell entwickelte sich das Kloster Eberbach. Bereits 1142 erfolgte die Gründung des Tochterklosters Schönau im Odenwald. Zu diesem Zeitpunkt musste, nach den Statuten der Zisterzienser, das Kloster Eberbach bereits über mehr als 60 Mönche verfügen. 1144/1145 erfolgte die Gründung des Tochterklosters Otterberg in der Pfalz und 1155 jene des Tochterklosters Hocht, später Gottesthal (Val-Dieu) bei Lüttich.
Eine erste Krise durchlebte Eberbach während der Kirchenspaltung um 1160 bis 1170. Der Zisterzienserorden unterstützte Papst Alexander III. gegen die Päpste des staufischen Kaisers Friedrich Barbarossa. Wie der Mainzer Erzbischof Konrad I. von Wittelsbach floh der Eberbacher Abt nach Rom. Weitere Mönche flohen vorübergehend nach Frankreich. Sie kehrten nach wenigen Jahren in das aufstrebende Kloster zurück.
Im Jahr 1174 erfolgte die Gründung des Tochterklosters Arnsburg in der Wetterau.
Ein von Eberbach und seinem Tochterkloster Schönau im frühen 13. Jahrhundert geplantes Tochterkloster im Königreich Sizilien konnte nicht gegründet werden. Die Planung erfolgte unter Abt Theobald, der zuvor Abt des Klosters Schönau gewesen war. Dem Generalkapitel lag die Planung vor. Die Äbte von Casamari und Fossanova waren beauftragt, die Umsetzung zu prüfen. Allerdings kam es 1217 zu einer Übersiedlung mehrerer Mönche zum Kloster Sambucina, einem Tochterkloster von Casamari.
Von 1232 bis 1234 besetzte Erzbischof Siegfried III. von Eppstein das Kloster Lorsch mit Mönchen aus Eberbach. Das bisherige Kloster der Benediktiner sollte nach den Regeln der Zisterzienser reformiert werden. Nachdem die Reformation nicht das gewünschte Ergebnis gebracht hatte, wurde das Kloster Lorsch an die Prämonstratenser übergeben. In der Zeit der Besetzung wurden 35 karolingische Handschriften in die Bibliothek des Klosters Eberbach verbracht.
Eine weitere geplante Klostergründung im Hanauer Wald um 1234 vereitelten die Grafen von Hanau.

#### Soziale Zusammensetzung

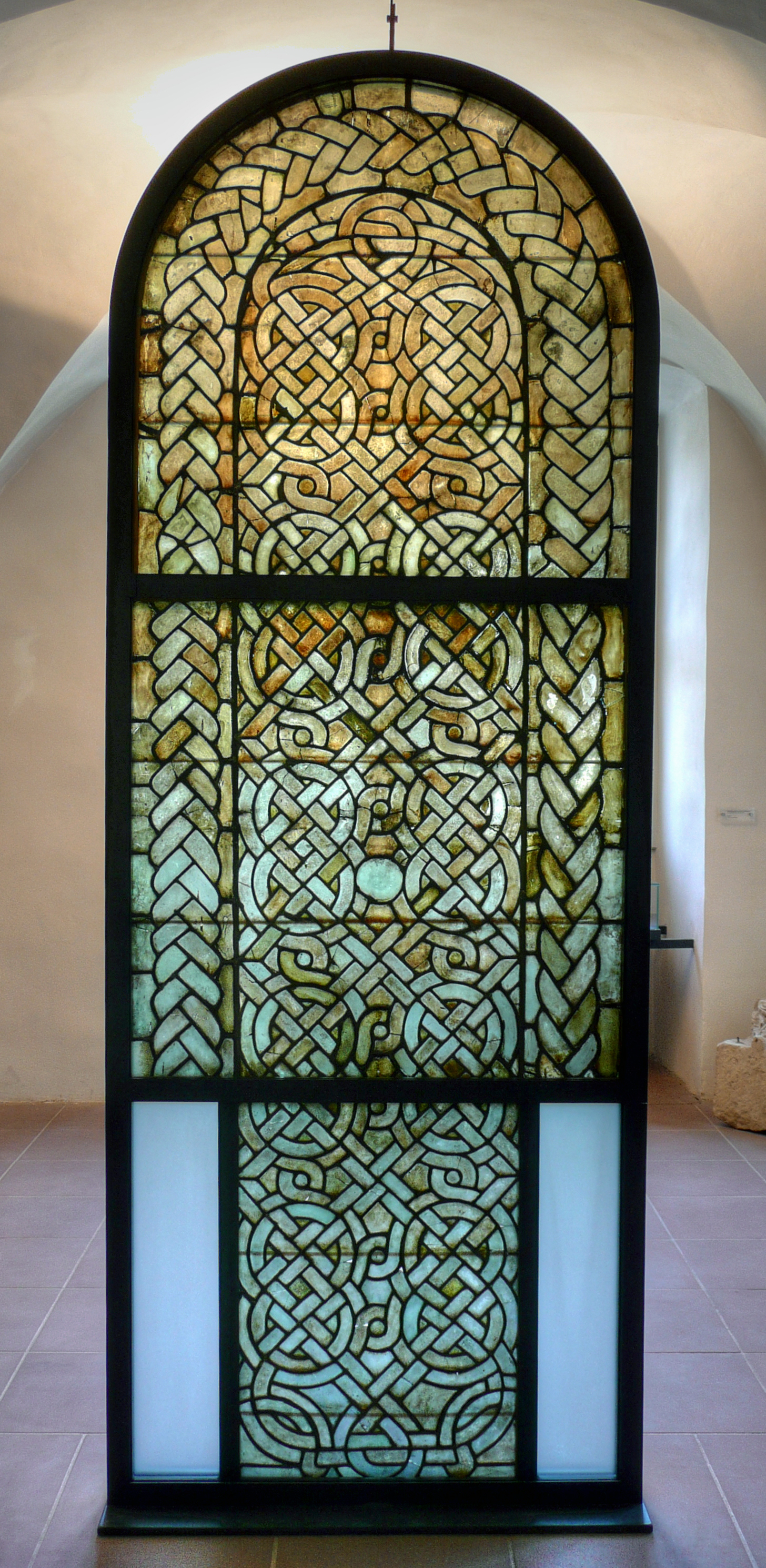
Ein Flechtbandfenster aus der Zeit um 1180, aus dem Klostermuseum

Als Zisterzienserkloster folgte Eberbach den Regeln der zisterziensischen Reformation. Diese forderte ein streng an den Benediktregeln orientiertes Klosterleben. Die Mönche sollten von der Arbeit ihrer eigenen Hand leben. Dieses Arbeitsgebot machte das Klosterleben in Eberbach für Adlige unattraktiv, so dass die Mönche über die gesamte Zeit der Klostergeschichte aus nichtadligen Schichten stammten. Aus der Notwendigkeit, Arbeit und Gebet zu organisieren, entsteht bei den Zisterziensern die Trennung in verschiedene Stände. Den obersten bildeten die Mönche/Priester (manuum/oratores). Hierbei handelte es sich um studierte Theologen. Darunter waren die Konversen/Laienbrüder (conversi/illitterati) als mönchisch lebende Mitarbeiter angesiedelt. Mönche und Konversen wohnten in getrennten Räumen und hatten getrennte Plätze in der Basilika. Ein Wechsel vom Stand des Konversen zum Mönchsstand war nicht möglich.
Für das Mittelalter liegen nur Schätzungen zur Konventgröße vor. Der Konvent umfasste demnach etwa 300 Personen, davon 100 Mönche und 200 Konversen. Ähnliche Verhältnisse lassen sich auch in anderen Zisterzienserklöstern beobachten. Der hohe Anteil von Konversen bildete die Basis der schnellen Expansion des Ordens. Den untersten Stand bildeten die zeitweise, zum Beispiel als Erntehelfer, angeworbenen Lohnarbeiter (mercenarii).
Die Konversen stammten im Mittelalter überwiegend aus bäuerlichen Familien. Sie nahmen nur eingeschränkt am spirituellen Leben im Kloster teil. Geistige Tätigkeiten wie Bücherlesen waren ihnen verboten. Bei der Abtwahl besaßen sie kein Wahlrecht. Die Stellung eines Konversen war im 12. Jahrhundert dennoch begehrt, da die Klostergemeinschaft bessere Lebensumstände bot als die Tätigkeit als einfacher Bauer oder Lohnarbeiter. Viele Konversen lebten ganz oder teilweise auf den Grangien und nicht direkt im Kloster.

#### Klosterwirtschaft

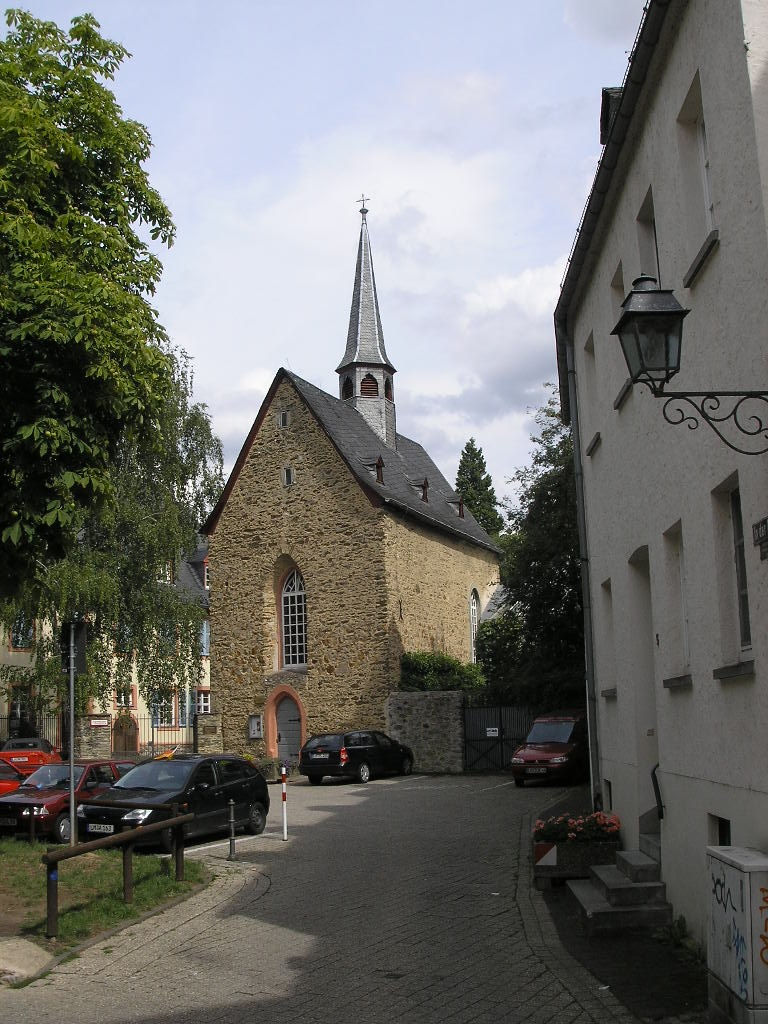
Die Johanneskapelle in Limburg gehörte zum dortigen Stadthof des Klosters

Als Folge des Gebots, von der eigenen Arbeit zu leben, lehnte das Kloster in den ersten Jahrhunderten die Verpachtung von Ländereien und Einnahmen aus Feudalrechten strikt ab. Auch Pfarreien wurden anfänglich nicht übernommen.
Stattdessen bildete ein ausgedehntes Netz von selbstbewirtschafteten Wirtschaftshöfen, die sogenannten Grangien, die Grundlage der Klosterwirtschaft. Für das Jahr 1163 sind bereits zwölf Grangien belegt, darunter der Draiser Hof, Hof Reichartshausen sowie der klosternahe Neuhof, vier weitere wurden noch im 12. Jahrhundert angelegt. Sie dienten dem Getreideanbau und der Viehzucht. In der Frühphase des Klosters wurde nur ein geringer Teil der landwirtschaftlichen Flächen für den Weinanbau verwendet. Die Reichweite der Besitzungen wird beispielsweise an der Grangie Hadamar deutlich. Diese wurde auf Grundlage mehrerer Schenkungen zwischen 1190 und 1230 in dem 50 Kilometer vom Kloster entfernten Ort aufgebaut. Auf dem Hof lebten und arbeiteten nachweislich mindestens sechs Konversen, zuzüglich saisonale Lohnarbeiter. Der Bau der St. Wendelinbrücke nahe dem Hof wird den Mönchen des Klosters zugeschrieben. Der Hof wurde 1320 an Graf Emich I. von Nassau-Hadamar verkauft, der ihn zum Schloss Hadamar ausbaute. Ab diesem Zeitpunkt verwaltete das Kloster seinen Besitz in dieser Region vom Erbacher Hof in Limburg. In Limburg erinnert heute noch der Straßenname Erbach, eine Variante des Klosternamens Eberbach, an den dortigen Hof des Klosters.
Daneben unterhielt das Kloster elf Stadthöfe, unter anderem den Eberbacher Hof in Köln, Frankfurt am Main und den Erbacher Hof in Mainz, die als Werkstätten, Handelsposten und Herbergen dienten. Der Kölner Hof und sein Weinkeller wurden in einem 1162 für Eberbach ausgestellten Privileg von Papst Alexander III. erstmals genannt. Der Hof war Ziel der jährlichen Kölnfahrt des Klosters, des zentralen Ereignisses des Wirtschaftsjahrs. Im Rahmen der Fahrt wurde die jährliche überschüssige Weinproduktion nach Köln verschifft, um sie auf dem Markt zu verkaufen. Der Kölner Hof entwickelte sich zu einem wichtigen Handelsstützpunkt des Klosters, da die Hansestadt Köln Zentrum des nordeuropäischen Weinhandels war. Die Leitung der Fahrt oblag regelmäßig direkt dem Abt des Klosters. Bei geeignetem Wasserstand erfolgte sie im Herbst, ansonsten im Frühling. Während der Fahrt wurden Ernteerzeugnisse von den stromabwärts gelegenen Höfen eingesammelt. Die Erlöse wurden genutzt, um höherwertige Waren zu erwerben, die das Kloster nicht selbst erzeugen konnte.
Auch in Boppard besaß das Kloster im 13. Jahrhundert Höfe. Da diese sehr beengt lagen, bezog es spätestens 1323 einen neuen Hof in der Bopparder Niederstadt, der zu einem großen Verwaltungszentrum für die bedeutenden Besitzungen am Mittelrhein wurde. Heute zeugt noch das Ebertor von diesem Hof.

#### Spirituelle Entwicklung

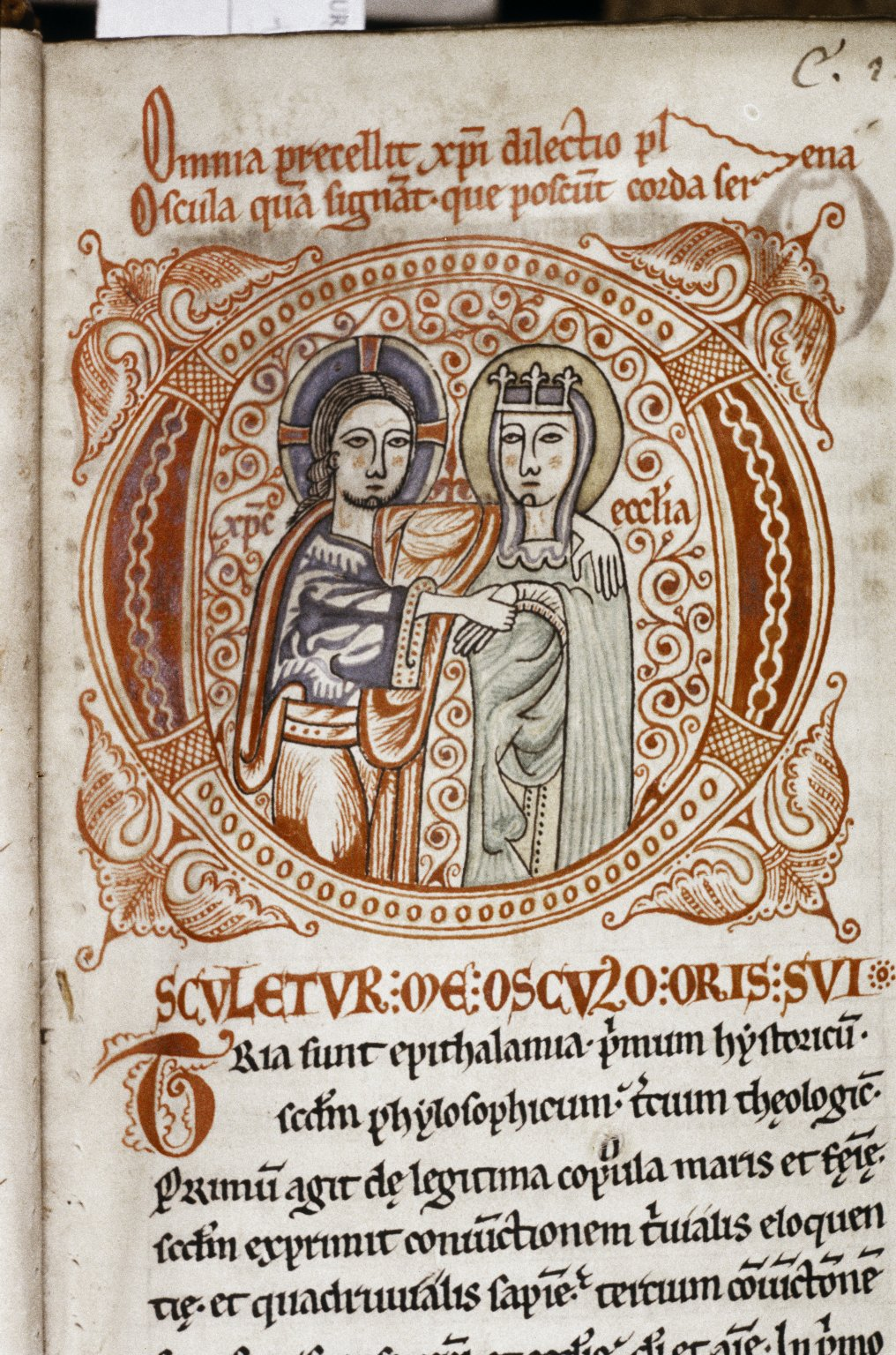
„Christus und Ecclesia“ aus einer Buchmalerei in einem Kommentar zum Hohenlied aus der zweiten Hälfte des 12. Jahrhunderts aus dem Kloster Eberbach

Obwohl es sich bei den Zisterziensern nicht um einen wissenschaftlichen Orden handelte, brachte das Kloster Eberbach im Mittelalter einige beachtliche Theologen und Gelehrte hervor.
Der 1221 gestorbene Abt Konrad stammte aus dem Mutterkloster Clairvaux. Er war Verfasser des Exordium magnum Cisterciense, eines wichtigen Werkes über die frühe Geschichte des Zisterzienserordens.
Der zeitgleich amtierende Prior Gebeno fungierte als Vermittler der Schriften der heiligen Hildegard, der Meisterin des nahe gelegenen Klosters Rupertsberg bei Bingen. Das von Gebeno zusammengestellte Werk Speculum futurorum temporum, sive „Pentachronon“ sanctae Hildegardis gilt als Wegbereiter der Popularität Hildegards. Die von ihren Zeitgenossen als Prophetin anerkannte Meisterin stand in regem Austausch mit dem Kloster Eberbach. In der Einleitung des Werkes bezieht sich Gebeno auf den Besuch des Abts Johannes vom Kloster Sambucina in Eberbach 1217 und dessen Diskussion über das eschatologische Werk des Joachim von Fiore. Joachim wird wie Bernhard von Clairvaux ausdrücklich als Prophet benannt, der wie Hildegard dem Adler des Johannes (als Verfasser der Offenbarung des Johannes) gleich sei.
Mit Abt Jakob aus Eltville wurde 1372 ein Professor der Pariser Sorbonne zum Abt gewählt. Er gilt als Verfasser bedeutender theologischer Werke.
Daneben blühte auch die Volksfrömmigkeit um das Kloster auf. Bei der Klostergründung durch Bernhard von Clairvaux soll es demnach zu Wundern gekommen sein. So soll das Wasser des Kisselbachs plötzlich bergauf geflossen sein oder ein Eber den Bauplatz abgesteckt haben. Auch wurde mehreren Eberbacher Konversen in zeitgenössischen Quellen des 12. Jahrhunderts die Gabe der Wunderheilung durch Handauflegen zugeschrieben.
Das Kloster erwarb im Laufe der Jahrhunderte eine ansehnliche Reliquiensammlung. So wurde der Kiefer des heiligen Bernhard in Eberbach aufbewahrt. Das Kopfreliquiar des heiligen Valentius der Wallfahrtskirche Kiedrich stammte aus der Eberbacher Reliquiensammlung. Bei der Säkularisation des Klosters sollen noch „zwei Schränke voll“ Reliquien im Kloster gewesen sein.

### Höhepunkt der Bedeutung (13./14. Jahrhundert)

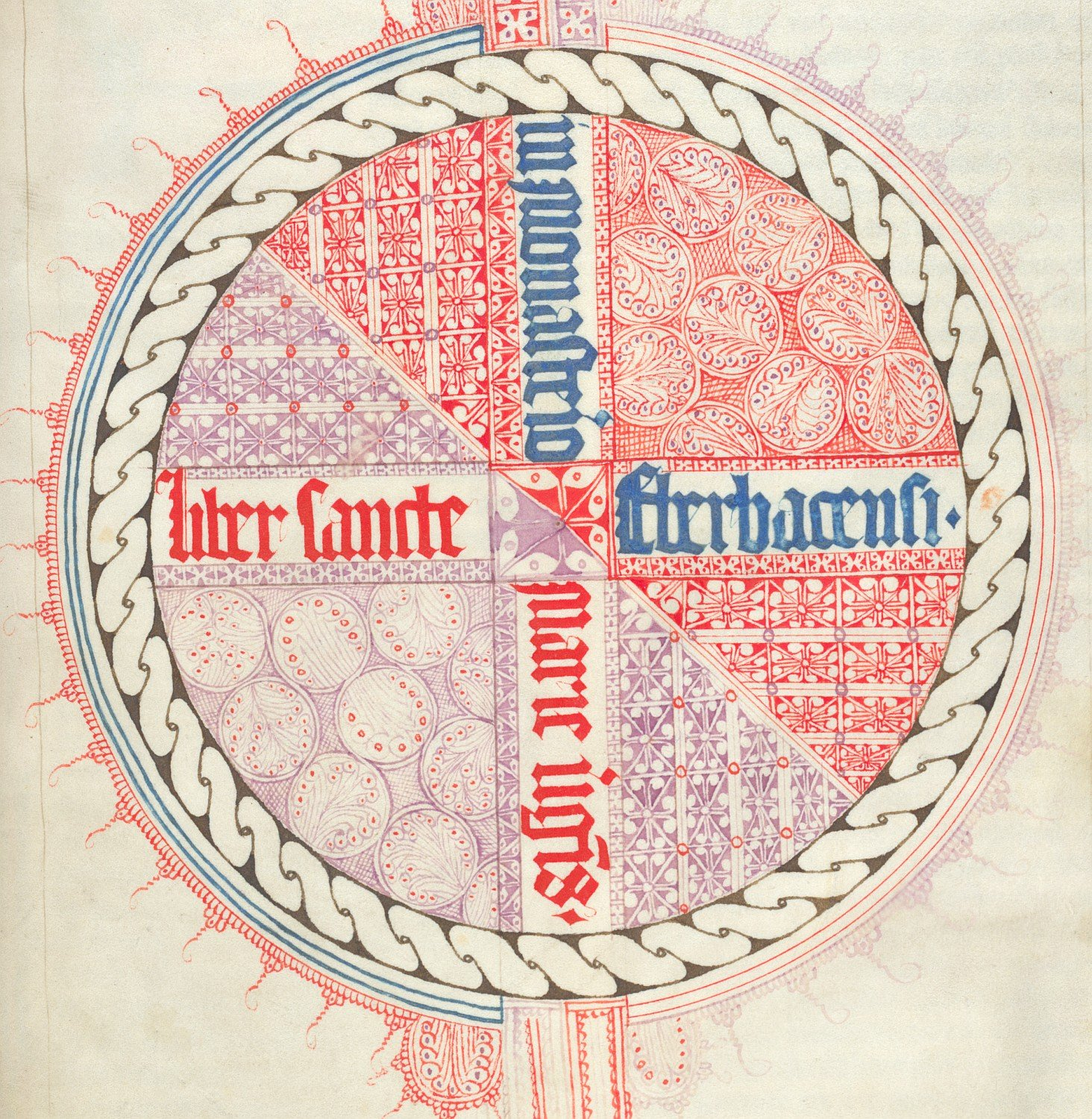
Das Eberbacher Exlibris von 1413

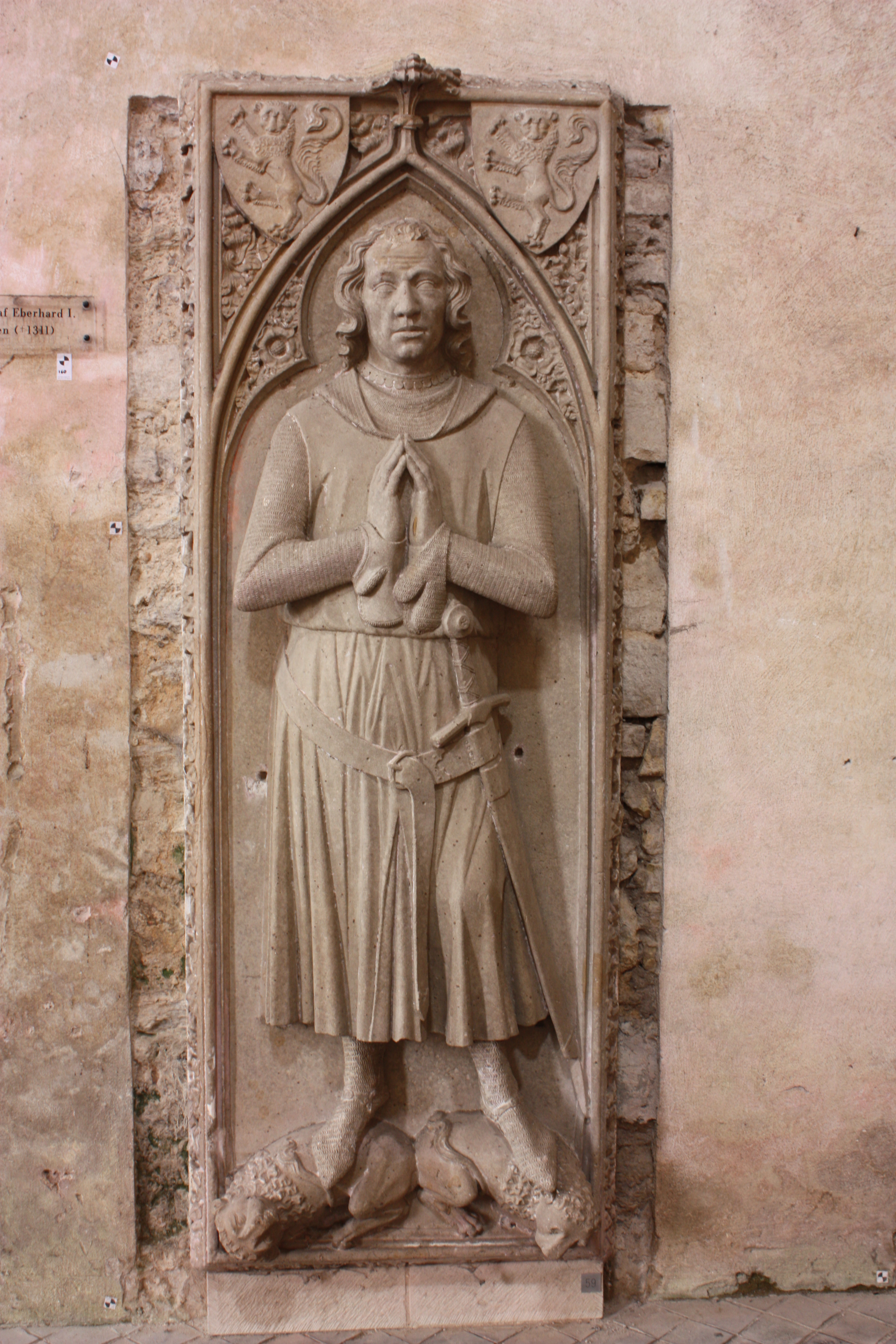
Grabplatte des Grafen Eberhard I. von Katzenelnbogen, des ersten Nichtklosterangehörigen, der in der Basilika bestattet wurde

Das Wachstum des Klosters setzte sich im 13. und 14. Jahrhundert fort. Das Prämonstratenserinnenkloster Tiefenthal im Rheingau unterstellte sich 1242 dem Kloster Eberbach und den zisterziensischen Regeln. Ein Jahr später reformierte das Erzbistum Mainz das Benediktinerinnenkloster Altmünster in Mainz und unterstellte es ebenfalls der Eberbacher Paternität. Im Laufe des 13. Jahrhunderts folgten zahlreiche weitere Frauenklöster. Insgesamt unterstanden 16 Klöster der Zisterzienserinnen der Eberbacher Paternität.
Ab dem 14. Jahrhundert erwarb das Kloster Patronatsrechte über Pfarreien. So erfolgte 1324 die Inkorporation der Pfarrkirche zu Langendiebach und 1476 zu Mosbach.
Ab dem Jahr 1256 erlaubte das Kloster die Bestattung von Nichtklosterangehörigen in der Basilika und auf dem Klosterfriedhof. Der erste bekannte Nichtklosterangehörige war Graf Eberhard I. von Katzenelnbogen. Das Haus Katzenelnbogen gehörte zu den stärksten Förderern des Klosters und nutzte die Basilika als Familiengrablege. Ein Familienmitglied, der Münsteraner Bischof Hermann II. von Katzenelnbogen, war bereits 1186 an der Weihe der Basilika beteiligt. Zu den wichtigen im Kloster bestatteten Personen gehören auch die zwei Mainzer Erzbischöfe Gerlach und Adolf II. aus dem Haus Nassau sowie der Mainzer Erzbischof Johann I. aus dem Haus Luxemburg.
Im Jahr 1401 verlieh der Papst Bonifatius IX. den Eberbacher Äbten das Recht, die Mitra zu tragen. Sie verfügten damit über einen bischofsgleichen Rang.
Am Kloster bestand eine Schule. Das Kloster entsendete regelmäßig Angehörige an die Pariser Universität und das Pariser Sankt-Bernhard-Kolleg zum Studieren. In Würzburg bestand seit 1438 ein Kolleg des Klosters zur Lehrerausbildung.

#### Weinbau

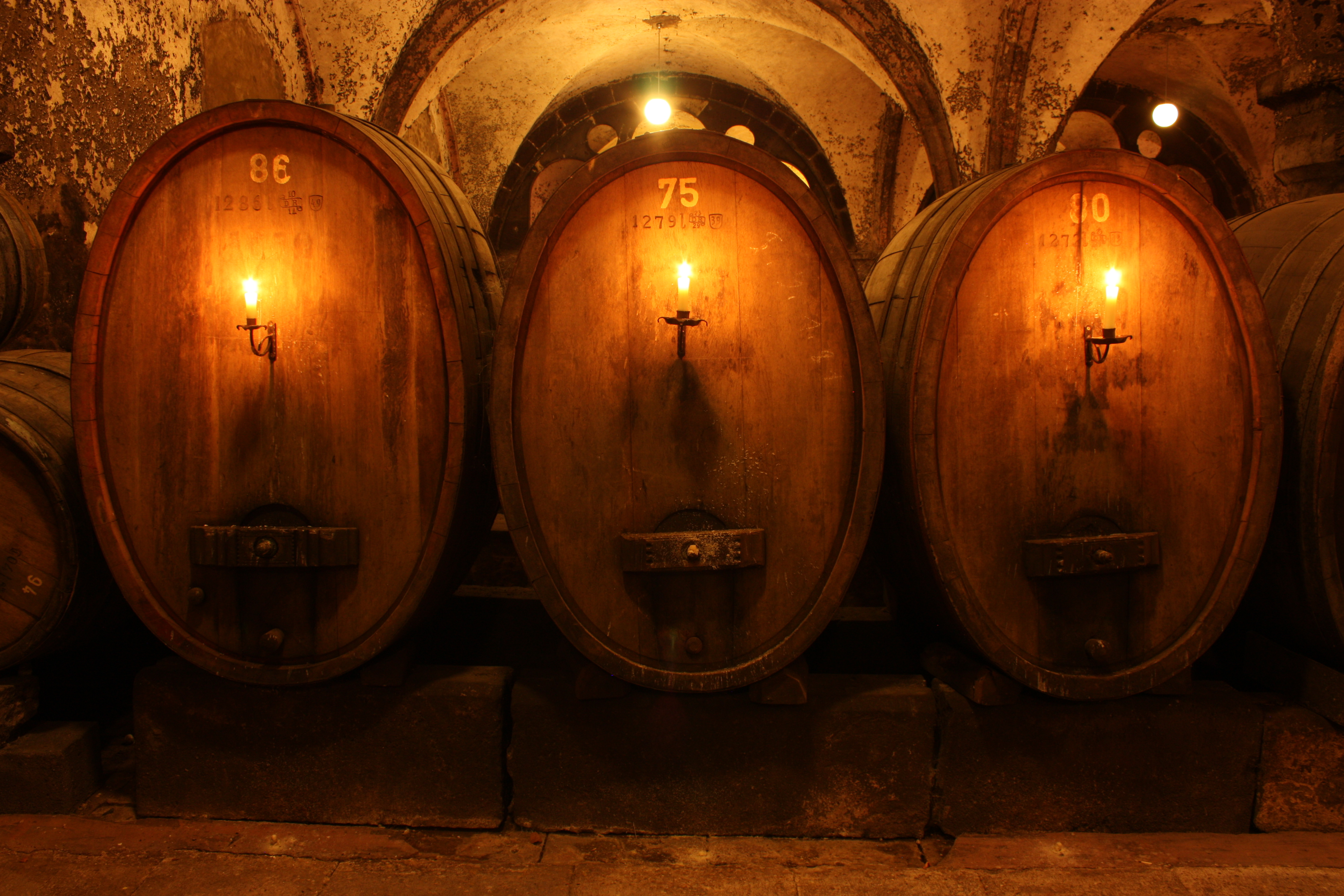
Weinfässer in der Fraternei des Klosters

Durch Schenkungen erwarb das Kloster einen ausgedehnten Besitz an Wingerten und anderen landwirtschaftlichen Gütern. Durch Zukauf oder Tausch versuchte es, diese zu zusammenhängenden Flächen zu konsolidieren. Diese wurden dann durch eigene Grangien bewirtschaftet. In Randlagen wurden vereinzelt auch Wingerte verpachtet. Weiterhin gelang dem Kloster die Erwerbung von Produktionsstätten für andere landwirtschaftliche Produkte wie Getreide und Obst. In den engen Seitentälern des Rheins wurden durch die Mönche mehrere Mühlen erbaut oder erworben und zu deren Betrieb die Bäche reguliert.
Das Kloster Eberbach war Förderer des Weinanbaus und maßgeblich an der erheblichen Erweiterung der Anbaufläche für Reben im Rheingau und im Mittelrheintal beteiligt. Von den Grangien gingen eine planmäßige Rodung von Waldflächen und die Anlage neuer Wingerte aus. Hierbei kam es wiederholt zu Konflikten mit der örtlichen Bevölkerung, deren Allmenderechte durch die Nutzungsänderung eingeschränkt wurden.
Das im Jahr 1211 begonnene Güterverzeichnis Oculus Memoriae verzeichnet Besitzrechte des Klosters in über 200 Orten.
Ab Ende des 13. Jahrhunderts wurden die Wingerte zunehmend weniger in Eigenregie oder durch Frondienstler bewirtschaftet. Das Kloster ging mehr und mehr zur Verpachtung über. Hierbei wurde zumeist ein Pachtzins in Höhe der Hälfte oder eines Drittels des Ertrages vereinbart. Neben der Pacht oblagen dem Pächter noch weitere Steuerlasten wie der Zehnte. Die Pachtleistung war meistens durch Teilpacht zu erbringen. Der Pächter musste also einen festen Teil der Ernte an das Kloster übergeben. Aber auch Pachtverträge mit ertragsunabhängiger Pacht in Naturalien wurden abgeschlossen. Die Pachtgüter wurden meist als Erbpacht an die Pächter übergeben. Obwohl diesen der Weiterverkauf der Pachtgüter verboten war, kam es wiederholt zur Verkäufen oder Verpfändungen, wodurch diese Güter dem Kloster wieder entfremdet wurden. Auf den verpachteten Wingerten wurde jährlich im Juli oder August durch eine Kommission aus einem Mönch des Klosters, einem Weinbausachverständigen und manchmal weiteren Personen der Zustand überprüft und über Beanstandungen Protokoll geführt. Diese Protokolle wurden im Visitationsregister des Klosters gesammelt und ausgewertet.
Für die Verwaltung des umfangreichen Klosterbesitzes richtete das Kloster sogenannte Syndikate in mehreren Städten ein. Diese lokalen Verwaltungszentren dienten als Sammelstelle der Naturalienabgaben. Zugleich diente der Syndikus als Repräsentant des Klosters vor Ort. Meistens war das Amt einem Konventsangehörigen übertragen, mitunter war jedoch auch eine weltliche Person hiermit beauftragt.
Im Laufe des 14. Jahrhunderts gelang es, den Besitz an Weinbergen deutlich auszuweiten. Ursache war der zunehmende Fernhandel. Für entferntere Klöster und Grundherren verloren die Weinberge die Bedeutung, da für diese nun ein Weinbezug über den Markt möglich wurde. Da diese, im Gegensatz zu Eberbach, in der Regel über keine umfassenden Rheinzollprivilegien verfügten, veräußerten sie ihre Wingerte an das Kloster Eberbach. Hierdurch gelang es diesem, mit über 300 ha Anbaufläche die größte Weinbergfläche in Deutschland zu erwerben.
Die in den frühen Jahrhunderten angebauten Rebsorten sind nicht mehr bekannt. Vermutlich dürfte zu Beginn der Anbau von Spätburgunder (Pinot noir/Klebrot) überwogen haben. Dieser Wein aus der Herkunftsregion der ersten Mönche ist seit 1460 in der Gemarkung Hattenheim belegt. Ab 1476 ist daneben der Anbau von Wein der weniger edlen Sorte Grobrot mit Hauptanbaugebiet um Assmannshausen durch das Kloster belegt. Der Anbauschwerpunkt verschob sich zunehmend zu Weißweinen, die auf dem Kölner Markt höhere Verkaufserlöse versprachen.
Die Verfahren der Weinschönung lassen sich erst für die frühe Neuzeit rekonstruieren. Zu den ältesten Verfahren gehören der Abstich (trussel wyn) nach der Gärung und Reinigung sowie die Filtration mittels eines Sacks aus dichtem Gewebe (Sackwyn). Das Kloster verwendete bereits im 16. Jahrhundert Hausenblasen zur Klärung des Weins. Die Erwähnung der vom Schwarzen Meer importierten Schwimmblase des Störs auf einer Einkaufsliste für den Kölner Markt von 1517 dürfte der älteste Beleg dieses Verfahrens sein. Die Weinbehandlung durch Schwefelung ist anhand der Rechnungen seit mindestens 1603 belegt. Auf den Einkaufslisten des Klosters werden regelmäßig große Mengen importierter Gewürze, darunter Zimtrinde, Pfeffer, Ingwer, Muskatnüsse, geführt, mit denen der Wein vermutlich zu Würzwein weiterverarbeitet wurde.

#### Handelsaktivität

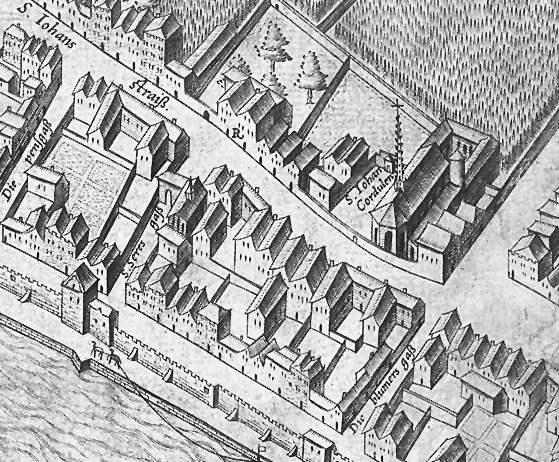
Der Eberbacher Hof in Köln lag beiderseits der Servasgasse in der Nähe von St. Kunibert (Ausschnitt der Kölner Stadtansicht von 1570)

Ausgehend von den zahlreichen Wirtschaftshöfen, baute das Kloster im 14. Jahrhundert ein Netz von Finanzdienstleistungen auf. Das Kloster bot Personen die Möglichkeit, Geldbeträge zu hinterlegen. Im Gegenzug trat es als Kreditgeber auf. Ein Zinsverbot wurde hierbei entweder durch Verpfänden von Wirtschaftsfläche umgangen oder einfach ignoriert. Geschäftspartner waren vor allem Angehörige des regionalen niederen Adels.
Aus vielen der Wirtschaftshöfe, vor allem entlang dem Rhein, entwickelten sich Gasthäuser für Reisende. Viele Stiftungen an das Kloster waren mit der Auflage verbunden, die Einkünfte zugunsten von Pilgern zu verwenden. Ein markantes Beispiel war der Hof am Rheinhafen von Boppard. Zu ihm gehörten elf Gästebetten, eine große Küche und eine „bade budden“. Die 1302 geweihte Kapelle des Hofes erhielt 1325 durch Bischof Balduin von Trier ein umfassendes Ablassprivileg für alle Besucher.
Der in Limburg bereits im Jahr 1211 bestehende Wirtschaftshof um die Johanneskapelle entwickelte sich zu einem Wirtschaftszentrum. Das Kloster verfügte über elf Gebäude in der Stadt. Der Hof diente dem wirtschaftlichen Austausch mit der Bevölkerung. So wurden bei archäologischen Grabungen zahlreiche im 13. und 14. Jahrhundert vom Kloster produzierte tönerne Bodenfliesen gefunden. Von hier aus wurde der landwirtschaftliche Besitz im Limburger Umland verwaltet.
Für den Warentransport, insbesondere für die Kölnfahrten, nutzte das Kloster bevorzugt den Wasserweg. Der „Heimathafen“ der Schiffe war Reichartshausen. Der bekannteste Schiffstyp war der „Eberbacher Bock“. Seine Ladekapazität betrug bis zu 100 Tonnen. Weitere eingesetzte Schiffstypen waren „Pinth“ und „Sau“. Das genaue Aussehen aller dieser Schiffstypen ist unklar. Neben der Weinverschiffung dienten die Schiffe dem Transport weiterer Güter zwischen den Klosterhöfen. So wurden regelmäßig Mist und Holz aus dem hessischen Ried in die Weinbaugebiete transportiert.
Für die Rheinschifffahrt des Klosters war es förderlich, dass es gelang, Zollfreiheit an allen Rheinzollstationen zu erhalten. Hierdurch besaß das Kloster einen erheblichen Vorteil gegenüber anderen Grundherren, die besonders durch die seit dem Interregnum angelegten Zollstationen belastet waren. Die jeweilige Zollbefreiung für das Kloster ist oft der älteste erhaltene urkundliche Beleg der Zollstation. Die Befreiung erfolgte:
- 1185 in Koblenz
- 1213 für alle Reichszolle, insbesondere Boppard, durch König Friedrich II.
- 1219 Sankt Goar durch Graf Dieter IV. von Katzenelnbogen
- 1226 Bacharach durch Pfalzgraf Ludwig I.
- 1251 Burg Fürstenberg durch Pfalzgrafen
- 1257 Kaub durch Philipp von Falkenstein-Münzenberg
- 1258 Sterrenberg durch Werner von Bolanden
- 1266 Oberwesel durch die von Schönburg
- 1306 Andernach/Bonn durch Kölner Erzbischof Heinrich II. von Virneburg

#### Konversenkrise

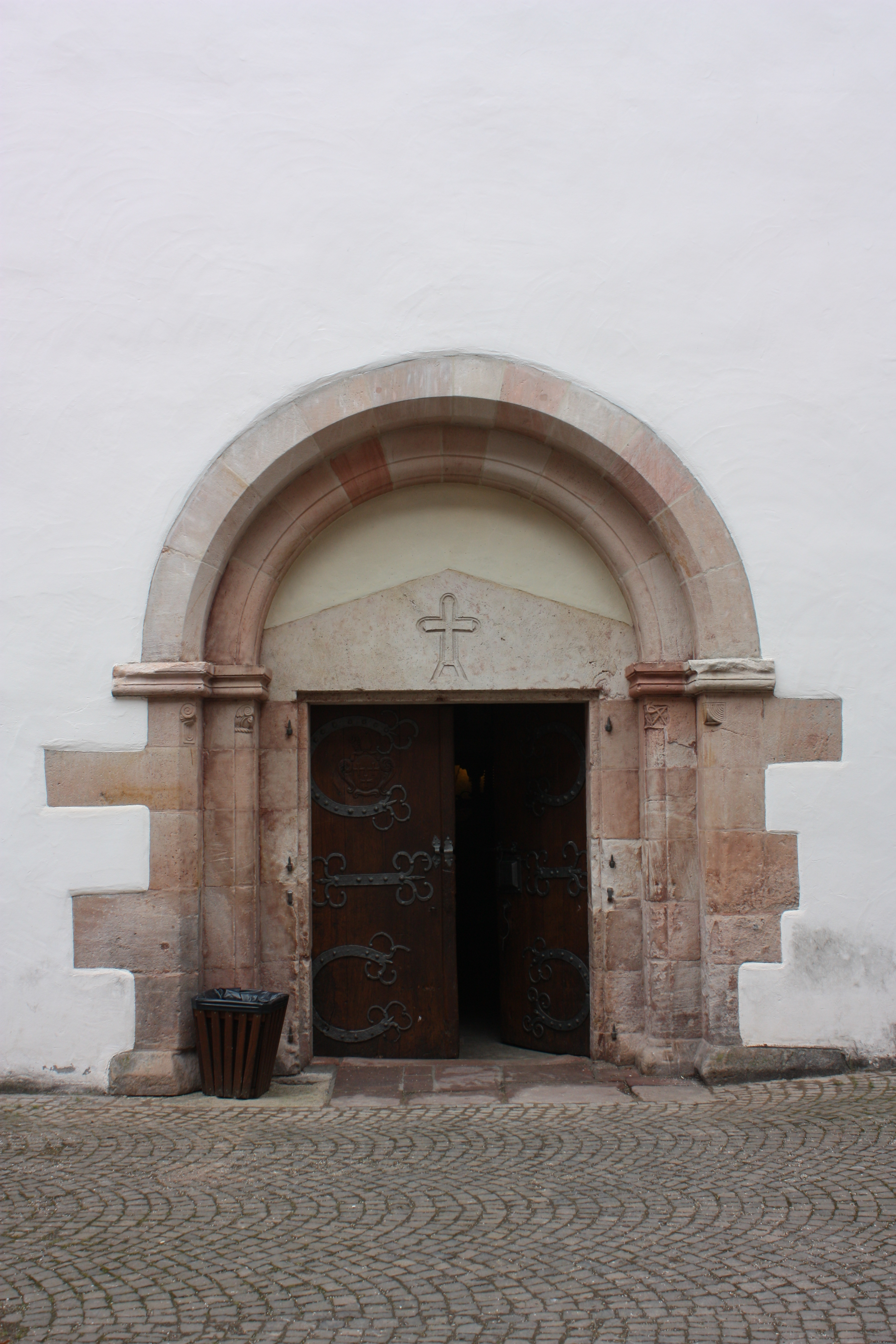
Zugang zum Laienrefektorium. In diesem Gebäude waren die Konversen des Klosters untergebracht

Die Trennung von Mönchen und Konversen führte wiederholt zu Spannungen in der Klostergemeinschaft. Grundlage der Konflikte waren wahrscheinlich mehrere Ursachen. Eine wesentliche schienen soziale Konflikte zu sein, da die Konversen nicht im gleichen Umfang vom steigenden Wohlstand profitierten wie die Mönche. Weiterhin sank die Bedeutung der Konversen durch den zunehmenden Trend zur Landverpachtung im Zisterzienserorden. Gleichzeitig führte die steigende Handelsaktivität zu engeren Kontakten zwischen Konversen und städtischem Bürgertum. Durch verbesserte Lebensbedingungen außerhalb des Klosters und neue Orden, wie die Franziskaner, waren attraktive Alternativen vorhanden, so dass die Qualifikation der Konversen sank.
Ein erster Konversenaufstand ist für das Jahr 1200 belegt. Ein weiterer Aufstand 1238 führte erstmals dazu, dass sich das Generalkapitel in Clairvaux der Zustände in Eberbach annahm. Dies hatte allerdings wenig Erfolg. Bei weiteren Unruhen 1241 wurde Abt Rimund von einem Konversen angefallen und schwer verwundet. 1261 erschlug ein Konverse den Abt Werner. Dieser Totschlag führte zu einem Aufnahmeverbot für Konversen, den das Generalkapitel der Zisterzienser über das Kloster verhängte. In den folgenden Jahren genehmigte das Generalkapitel nur wenige Ausnahmen vom Aufnahmeverbot. 1290 musste der Visitator des Generalkapitels erneut gegen Konversen disziplinarisch tätig werden.
Ähnliche Konflikte zwischen Mönchen und Konversen lassen sich im 13. Jahrhundert auch in anderen Klöstern des Ordens nachweisen und führten wiederholt zu Beratungen im Generalkapitel.

### Beginnender Niedergang (15.–18. Jahrhundert)

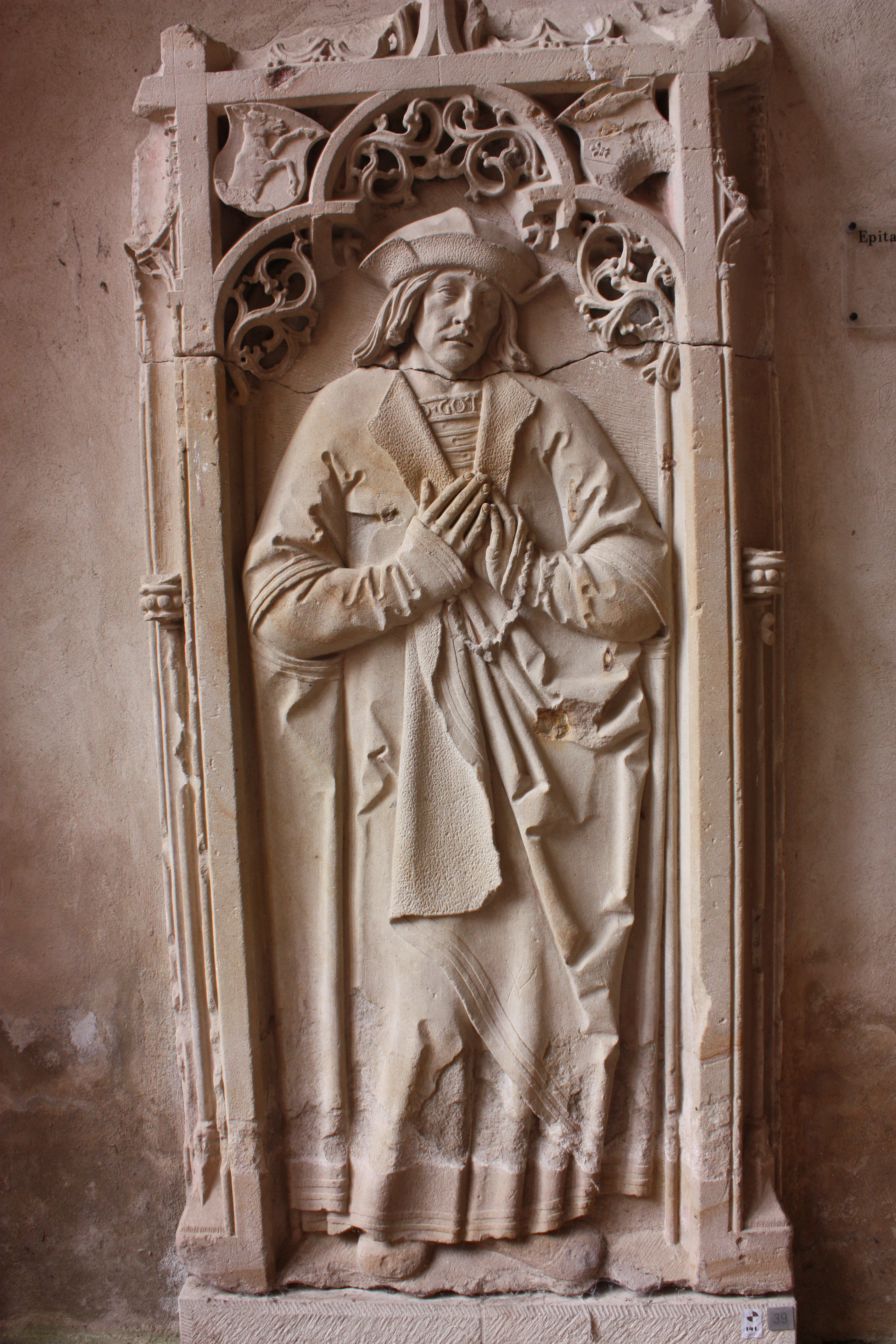
Grabplatte des Wigand von Hynsperg († 1511), von Hans Backoffen geschaffen

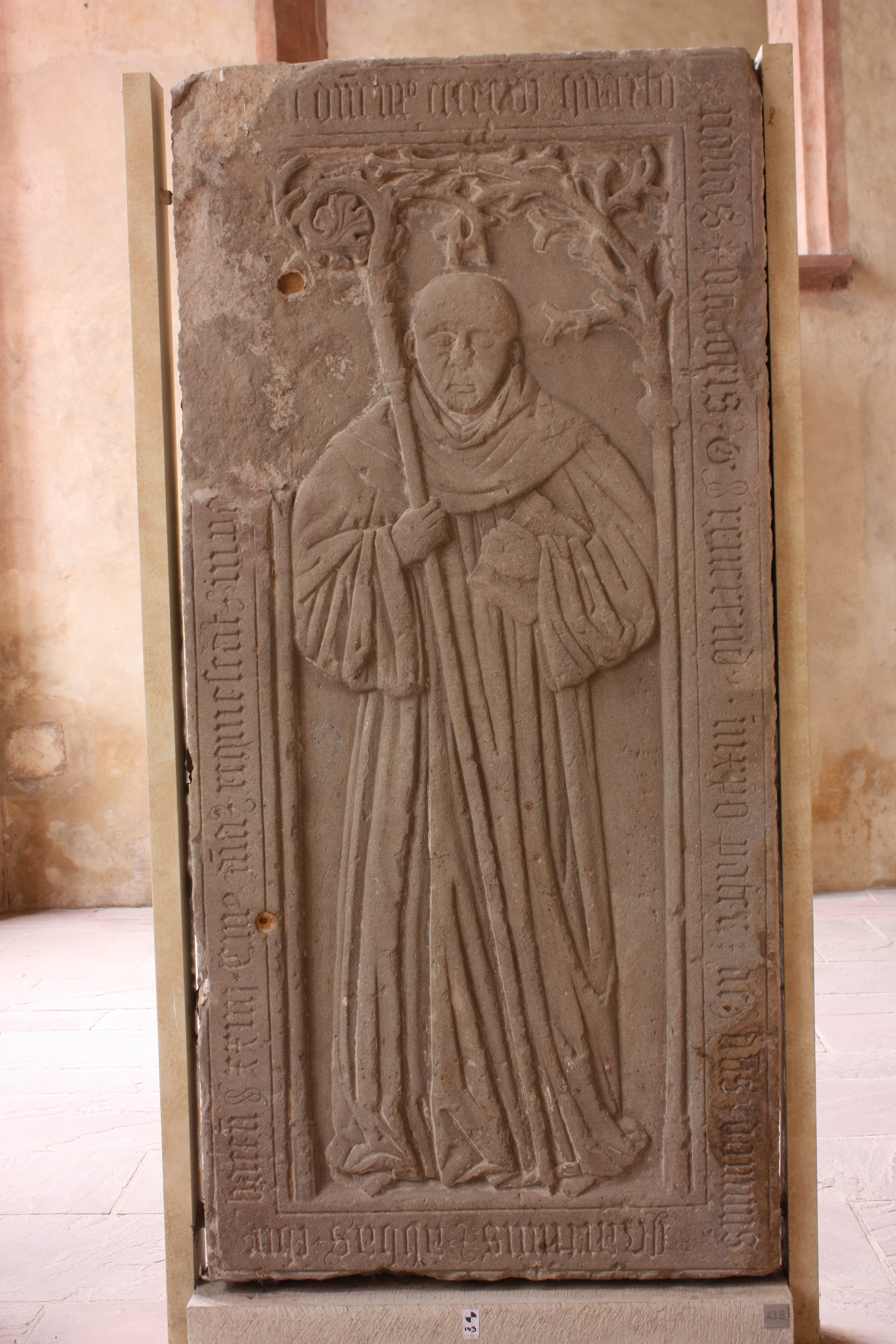
Martin Rifflinck war im Heiligen Jahr 1500 Abt des Klosters

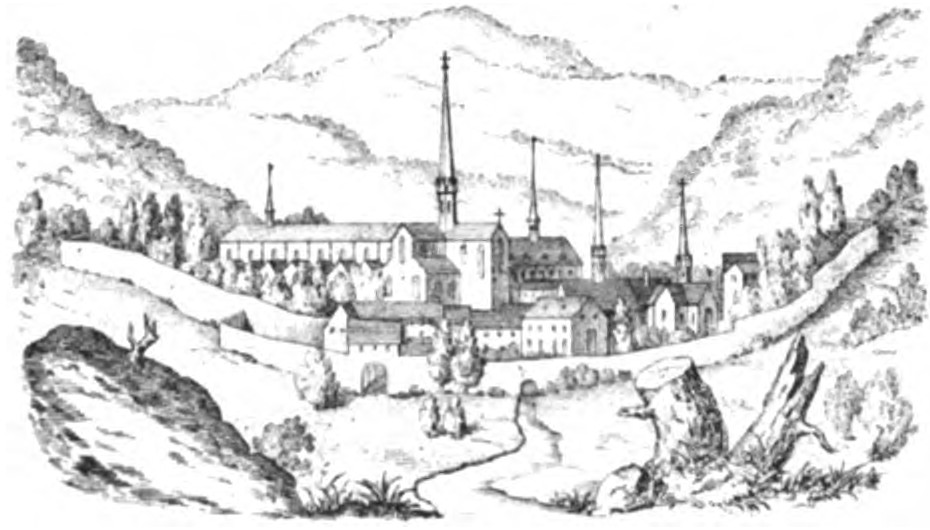
Kloster Eberbach nach Wilhelm Dilich, Zeichnung von 1857 von Karl Rossel

Im „Heiligen Jahr“ 1500 wurde das „Große Fass“ erstmals gefüllt. Es hatte ein Fassungsvermögen von ungefähr 71.000 Liter Wein (74 Fuder). Aus einer Aufstellung des Klosters für die Zeit 1506–1519 geht hervor, dass jährlich durchschnittlich 228 Fuder Wein nach Köln verkauft wurden. Das entspricht etwa 200.000 Litern. Der Jahresabsatz schwankte zwischen 98 Fudern (1516) und 440 Fudern (1507). Im Jahr 1503 überließ Kardinal Raimund Peraudi dem Abt die Eberbacher Kusstafel als Geschenk. Die geschätzte Grundfläche des Klosterbesitzes betrug ca. 25.000 Morgen Land, hiervon waren ca. 700 Morgen (etwa 2,8 % der Gesamtfläche) Weinberge. Die Schwerpunkte der Produktion lagen, regional schwankend, bei Ackerbau, Viehhaltung, Weinbau und Waldwirtschaft. Der größte Teil der landwirtschaftlichen Erzeugnisse war für den Eigenverbrauch des Klosterkonvents und seiner Bediensteten bestimmt. Nur ein geringer Teil ging in den Handel. Der Weinverkauf machte ungefähr 40 % der Handelserlöse des Klosters.
In diesem Zeitraum (1498) hatte der Gesamtkonvent aus Mönchen und Konversen noch 102 Mitglieder. Bei einer Pestepidemie 1500–1502 starben 15 Mönche.
Der Bücherkatalog von 1502, den Abt Martin Rifflinck anlegte, verzeichnet 753 Bände, die im Kloster aufbewahrt wurden. Da vielfach mehrere Bücher zu einem Band zusammengebunden waren, wird der Bücherbestand auf über 1000 Titel geschätzt. Hierbei handelte es sich überwiegend noch um Handschriften. Nur wenige Bücher waren bereits als gedruckte Bücher (Inkunabeln) besonders gekennzeichnet.
Bereits im 15. Jahrhundert begann der langsame wirtschaftliche Niedergang des Klosters. Aufgrund des anhaltenden Bevölkerungswachstums wurden zunehmend kleinere Pachtgüter vergeben. Die Folge waren sinkende Pachtraten. Lag die mittlere Pacht zu Beginn des Jahrhunderts noch bei 48 % des Ernteertrags, konnte das Kloster um 1500 nur noch Pachtraten von 32 % des Ernteertrages durchsetzen. Die Form der Pachtzahlung verschob sich zunehmend zur Geldzahlung. Durch die jährlichen Kommissionen wurde der zunehmend schlechtere Zustand der Wingerte festgestellt. Der häufigste Mangel der Pachtgüter war die unzureichende Düngung (Misten) mit Pferdemist. Durch die exzessive Ausdehnung der Anbauflächen im Rheingau und im Mittelrheintal überstieg der Bedarf an Mist die Produktionsmöglichkeiten der lokalen Viehhaltung.
Die Fürsten versuchten verstärkt die gewährten Zollprivilegien zurückzuziehen. Insbesondere die Bemühungen durch das Haus Hessen trafen das Kloster hart. Die Grafschaft Katzenelnbogen war nach dem Katzenelnbogener Erbfolgestreit zwischen der Landgrafschaft Hessen und der Grafschaft Nassau-Dillenburg 1557 an das Haus Hessen gefallen. Andere Zollherren knüpften die Verlängerungen der Privilegien an regelmäßige Geldzahlungen. Infolgedessen sank die Bedeutung der Kölnfahrt, und das Kloster ging zunehmend dazu über, die erzeugten Weine am Produktionsort an zumeist Kölner Großhändler zu verkaufen.
Das Kloster war weiterhin als Finanzdienstleister tätig. So ist bezeugt, dass der Mainzer Bildhauer Hans Backoffen 1516 vom Kloster eine Rentenversicherung erwarb. Ebenfalls bot es wohlhabenden Personen das Recht, sich als Pfründer einzukaufen, also ähnlich einem Altenheim beim Kloster zu wohnen.

#### Reformation und erste Säkularisationsbestrebungen (16. Jahrhundert)
Im Jahr 1525 erreichte der Deutsche Bauernkrieg den Rheingau. Die aufständischen Bauern forderten die Auflösung der Klöster im Rheingau. Die Bauern lagerten auf der Wacholder Heide vor dem Kloster Eberbach. Von dort aus plünderten sie Vorräte des Klosters, das Große Fass wurde zu fast zwei Dritteln geleert. Die aufständischen Bauern erzwangen eine Erklärung, der zufolge alle Rheingauer Klöster, darunter Eberbach, keine Mönche mehr aufnehmen durften. Nach dem Herannahen der Truppen des Schwäbischen Bundes ergaben sich die Bauern. Die Erklärung wurde gegenstandslos. Der Schwäbische Bund forderte jedoch eine erhebliche Sonderabgabe von den Klöstern zur Finanzierung der Kriegskosten.
Die unmittelbaren Auswirkungen der Reformation auf das Kloster waren gering. Nur wenige Mönche verließen das Kloster. In der Folge kam es zu einem deutlichen Rückgang der Zahl der Novizen. Deutlich härter trafen das Kloster die indirekten Folgen. Mit Hessen, Nassau und Kurpfalz wechselten alle wichtigen weltlichen Fürsten der engeren Umgebung die Konfession. Hierdurch unterblieben neue Stiftungen aus diesen Ländern. Die reformierten Landesherren waren bestrebt, die vollständige Kontrolle über das Kirchenwesen in ihren jeweiligen Ländern zu erhalten. Hierdurch verlor das Kloster Patronatsrecht und Einkünfte über Pfarreien (z. B. 1560 Mosbach bei Wiesbaden).
Durch die mit der Reformation begründeten Kriege wurde das Kloster wirtschaftlich schwer belastet. Es wurde wiederholt zur Zahlung erheblicher Sondersteuern verpflichtet. Aus Sicht des Klosters waren dies besonders der Schmalkaldische Krieg (1546) und der Fürstenkrieg (1552) unter Führung Markgraf Albrecht Alkibiades, bei dem mit den Aufständischen verbündete französische Truppen bis an den Rhein vordrangen. Albrecht Alkibiades ließ im Sommer 1552 während des Zweiten Markgrafenkriegs den Rheingau und das Kloster Eberbach plündern.
Bereits im selben Jahre (1552) drohte erneut die Auflösung. Infolge des erwarteten Staatsbankrotts von Kurmainz war Erzbischof Sebastian von Heusenstamm bestrebt, Klöster in Domänen umzuwandeln und in das Mainzer Domstift zu inkorporieren. Dieses erfolgte beim Kloster Johannisberg im Rheingau. Die Klöster Eberbach und St. Ferrutius in Bleidenstadt konnten jedoch ihre Unabhängigkeit bewahren.
Im Jahr 1553 lebten noch 26 Mönche und 14 Konversen im Kloster.

#### Dreißigjähriger Krieg (17. Jahrhundert)

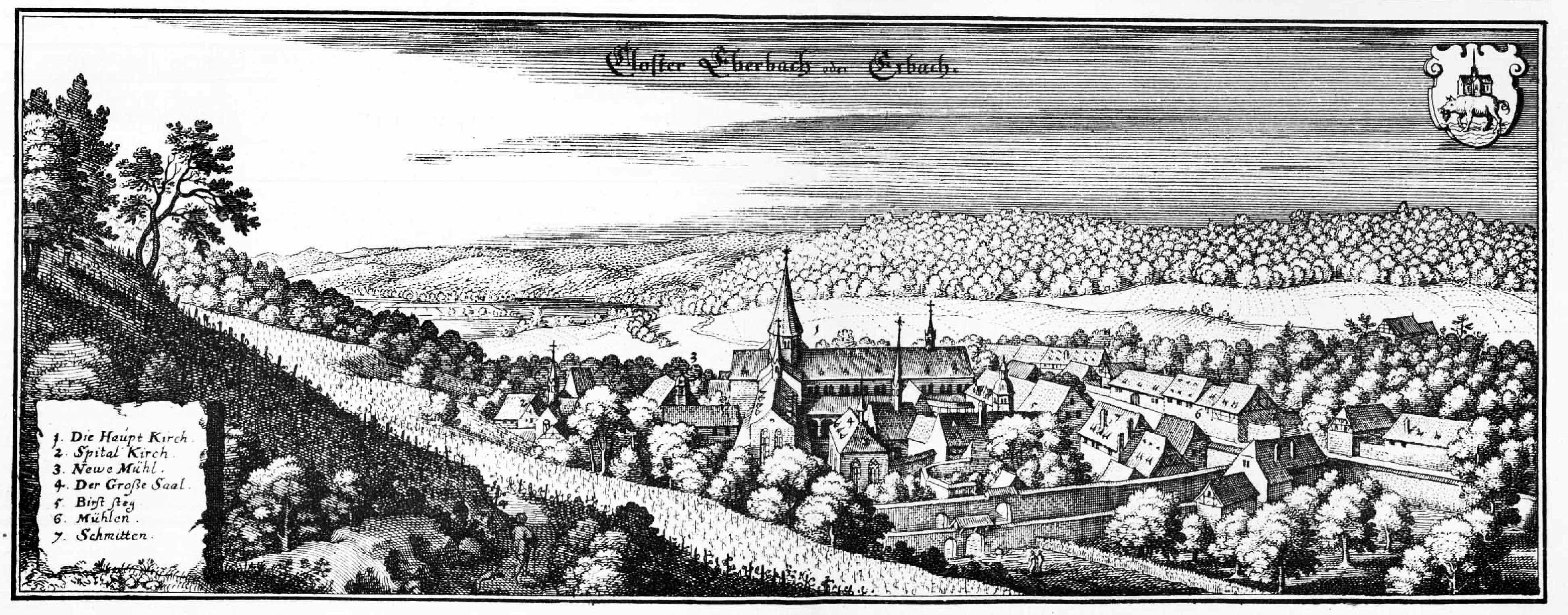
Darstellung des Klosters bei Matthäus Merian in der Topographia Archiepiscopatuum Moguntinensis, 1646

Im Dreißigjährigen Krieg rückten am 29. November 1631 schwedische Truppen in den Rheingau ein. Abt Leonhard I. Klunckard und der Konvent flohen nach Köln, das Klosterarchiv nahmen sie mit. Die Schweden besetzten im Dezember des Jahres das Kloster. Die umfangreiche Klosterbibliothek fiel der Plünderung zum Opfer. Den bedeutendsten Verlust stellt ein unbekanntes Werk des Philosophen und Theologen Meister Eckhart dar, das heute nirgendwo überliefert ist. Mit 48 Exemplaren gelangte der größte Teil der erhaltenen Eberbacher Handschriften über William Laud in die Bodleian Library, wo sie heute als Codices Laudiani verwahrt werden. Weitere Eberbacher Handschriften befinden sich in den Bibliotheken im British Museum, in Darmstadt, Marburg, Wiesbaden, Stockholm und Uppsala.
König Gustav II. Adolf schenkte das Kloster und seinen ausgedehnten Besitz seinem Kanzler Axel Oxenstierna, der ab 1631 in den Klostergebäuden residierte. 1635 kehrte der Konvent zurück.
Nach dem Dreißigjährigen Krieg befanden sich Kloster und Außenhöfe in einem desolaten Zustand. Das Kloster konnte seine frühere Bedeutung nicht zurückerlangen und sank vollständig zu einem kurmainzischen Landeskloster herab. Durch die Reunionskriege in der zweiten Hälfte des 17. Jahrhunderts wurde es erneut schwer belastet.

#### Kurmainzer Landeskloster (18. Jahrhundert)

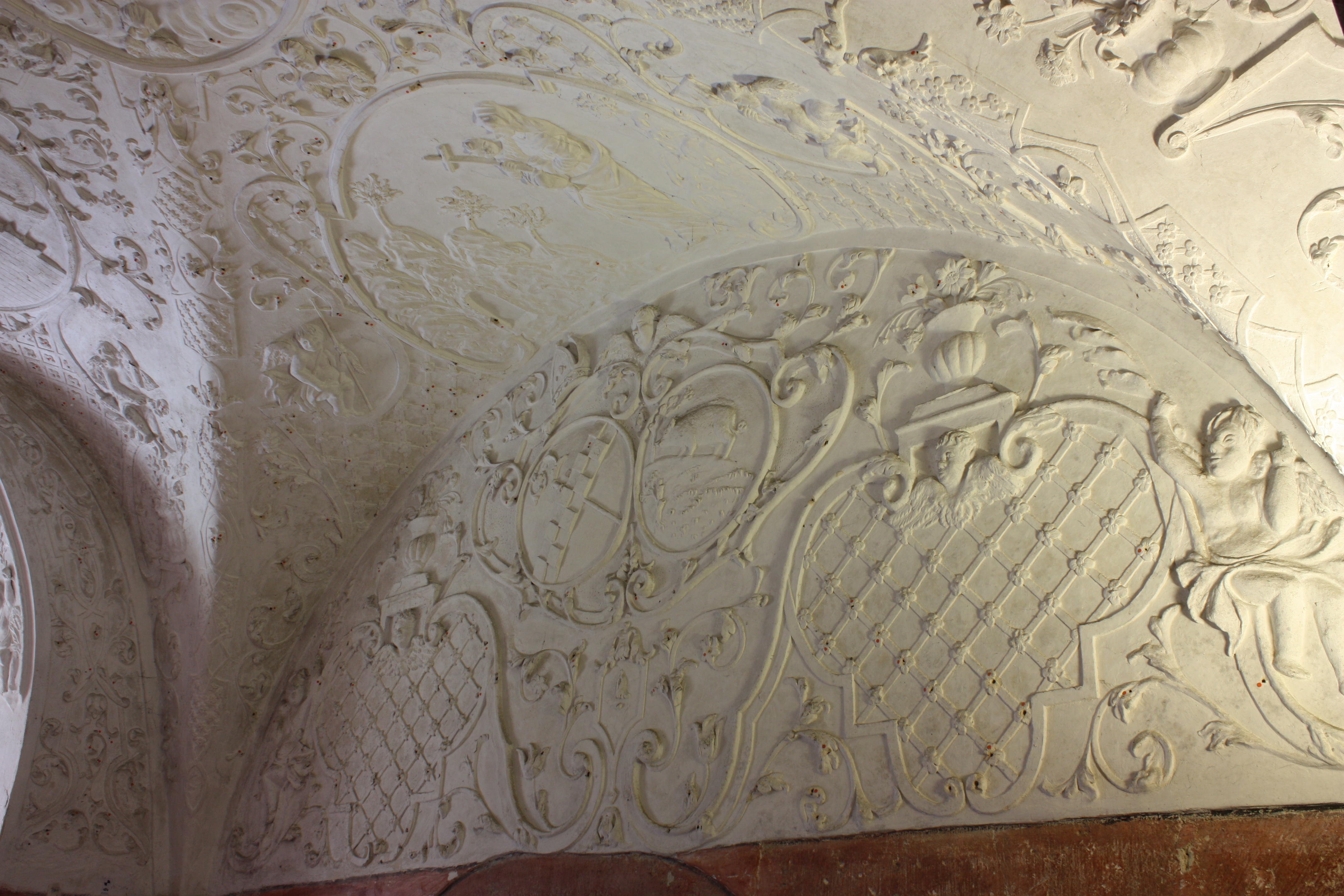
Stuckarbeiten in der Basilika. Zu erkennen sind ein Abtwappen und ein sprechendes Klosterwappen

Im Laufe des 18. Jahrhunderts umfasste der Konvent 30 bis 40 Mönche, bis zu 10 Konversen und fast 80 weitere Klosterbedienstete. In dieser Zeit erlebte das Kloster einen wirtschaftlichen Aufschwung. Jahresrechnungen belegen, dass immer wieder Überschüsse am Frankfurter Kapitalmarkt angelegt wurden. Von 1704 bis 1715 erfolgte unter Abt Michael Schnock die barocke Umgestaltung des Innenraums der Klosterkirche. Es kam auch an den Klostergebäuden zu reger Bautätigkeit.
Das Erzbistum Mainz bemühte sich mehrfach, das Kloster zu säkularisieren und die Klostergüter zu inkorporieren, das Kloster Eberbach konnte sich den Bestrebungen jedoch widersetzen. Hierbei kam ihm zugute, dass nur etwa ein Drittel des Besitzes im kurmainzischen Rheingau lag. Je ein weiteres Drittel lag linksrheinisch überwiegend in der Kurpfalz und in der Landgrafschaft Hessen-Darmstadt. Bei einer Aufhebung des Klosters drohte daher der Einzug dieses Besitzes durch andere Adlige, insbesondere durch die hessischen Landgrafen, so dass er für Kurmainz verloren gewesen wäre.
Die abhängige Zisterzienserinnenabtei Altmünster in Mainz wurde 1781 durch Erzbischof Friedrich Karl Joseph von Erthal aufgehoben.
Der katholische Aufklärungsschriftsteller Johannes Lorenz Isenbiehl wurde wegen seiner als ketzerisch geltenden Schriften 1778 zu Exerzitien im Kloster Eberbach verurteilt. Nach seinem gescheiterten Fluchtversuch wurde er in das Vikariatsgefängnis von Mainz verlegt.

### Auflösung

#### Koalitionskriege
Die Koalitionskriege brachten für das Kloster einschneidende Veränderungen. Der Rheingau und das Kloster waren Aufmarschgebiet vor der Festung Mainz. Bereits 1792 drohte der französische General Adam-Philippe de Custine mit der Besetzung des Klosters und forderte hohe Abgaben. Um diese zu leisten, war das Kloster auf erhebliche Kredite angewiesen. Die Franzosen beschlagnahmten mehrere Klosterhöfe und richteten darin Lazarette ein. Eine erneute Schatzung durch die französische Armee 1795 veranlasste die Mönche, das Kloster zu verlassen. Sie flüchteten am 19. Juli 1796. Die französische Armee plünderte im Anschluss das Kloster.
Die Mönche kehrten innerhalb eines Jahres in das Kloster zurück. 1797 kam es zu einer erneuten Schatzung durch die französische Armee. Als Druckmittel wurden angesehene Bürger und Beamte nach Frankreich verschleppt und zum Teil mehrere Jahre gefangen gehalten. Weiterhin wurden dreizehn Werke der Klosterbibliothek beschlagnahmt und nach Paris verbracht, darunter eine vollständige Ausgabe des Zedlerschen Lexikons und die Historia philosophicae doctrinae de ideis von Johann Jakob Brucker. Eine geforderte Ausgabe der Deutschen Encyklopädie musste der Konvent sogar erst erwerben, da er sie gar nicht besaß. Eine 1420 geschaffene Marienstatue wurde ebenfalls von den Franzosen beschlagnahmt. Sie befindet sich heute im Louvre in Paris.
Ab 1799 bezog das Kloster keine Einnahmen mehr aus dem linksrheinischen Besitz. Noch 1803 führte das Kloster Prozesse um Ersatz der kriegsbedingten Schäden gegen Kurmainz und später gegen das Fürstentum Nassau-Usingen.

#### Säkularisation

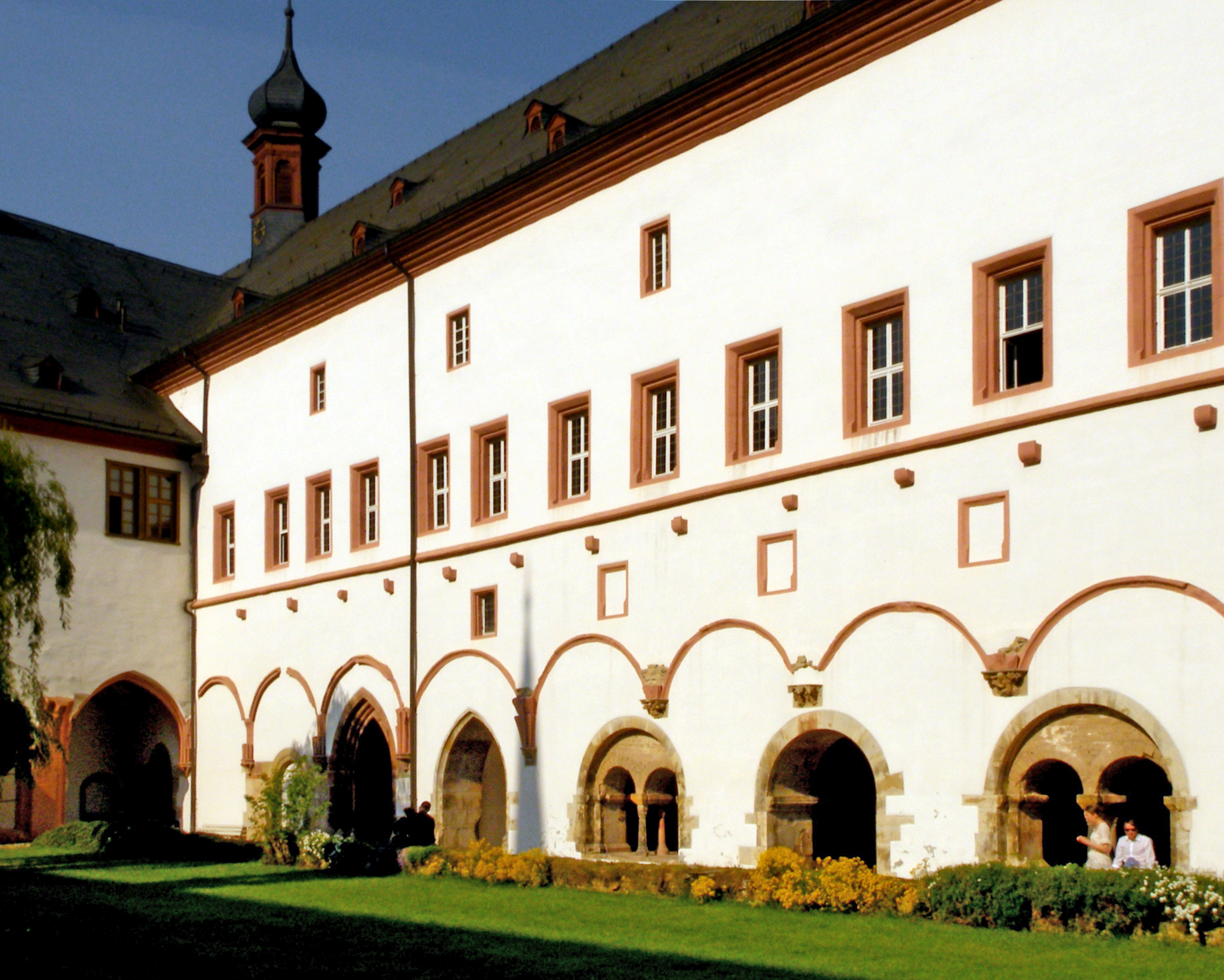
An der Ostseite des ehemaligen Kreuzgangs sind noch die Reste vom Abbruch zu sehen

Mit dem Frieden von Lunéville (9. Februar 1801) wurde der Verlust des linksrheinischen Besitzes offiziell bestätigt, und mit dem Reichsdeputationshauptschluss fielen das Kloster und der rechtsrheinische Besitz an das Fürstentum Nassau-Usingen. Das Kloster war Teil der Entschädigung des Fürstentums für dessen linksrheinische Verluste, insbesondere die Grafschaft Saarbrücken. Die nassauische Besitzergreifung des Rheingaus, und damit auch des Klosters, erfolgte am 11. Oktober 1802 im Vorgriff auf den Reichsdeputationshauptschluss durch Regierungsrat Philipp Ludwig Rößler.
Direkt nach der Besitzergreifung begann eine Kommission des Fürsten unter Regierungsrat August Ludwig Freiherr von Preuschen noch im Oktober/November 1802 mit einer Inventarisierung des Klostervermögens. Das Ziel des evangelischen Fürstentums war die zügige Kontrolle über das Klostervermögen. Die Aufhebung von Klöstern war in dieser Zeit, auch außerhalb Nassaus, allgemein üblich. Während das Fürstentum alle anderen vermögenden Klöster spätestens im Frühjahr 1803 aufhob, blieb Eberbach noch bestehen. Die Ursache war ein Streit zwischen dem Herzogtum Nassau und dem Großherzogtum Hessen über die Verteilung der Pensionskosten der Klosterangehörigen.
Gemäß einem Dekret von Fürst Friedrich August von Nassau wurde das Kloster am 18. September 1803 aufgelöst. Die verbliebenen 22 Klosterangehörigen mussten das Kloster bis zum 27. November 1803 räumen. Der Aufhebungsprozess erfolgte in Übereinstimmung mit den Vorschriften des Reichsdeputationshauptschlusses und wurde in einer beachtenswerten bürokratischen Akribie durchgeführt.

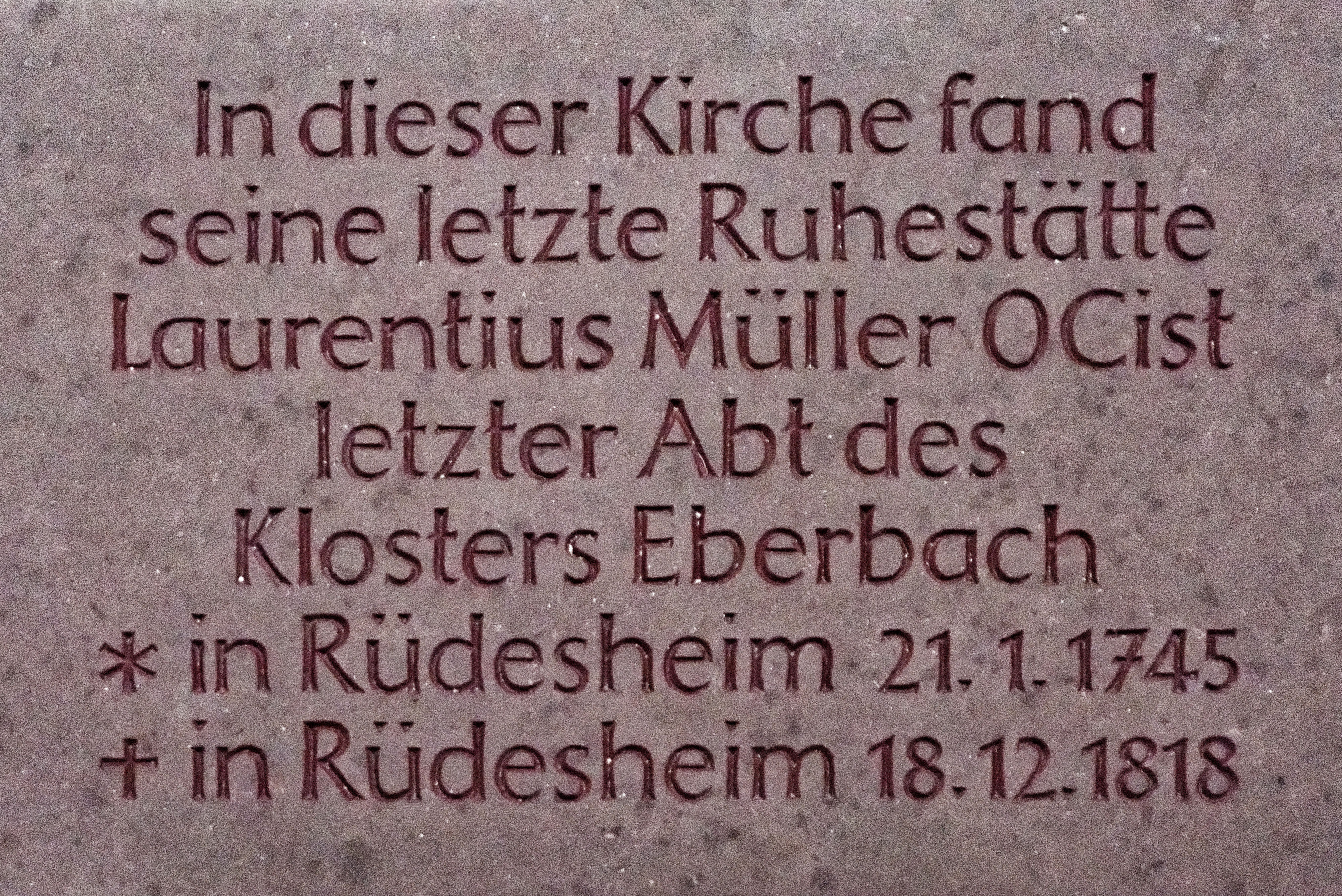
Gedenktafel für Abt Leonhard in St. Jakobus in Rüdesheim

Der letzte Abt Leonhard Müller zog in seine Geburtsstadt Rüdesheim. Von dort hielt er den Kontakt zwischen den ehemaligen Klosterangehörigen aufrecht. Er führte das Totenbuch des Klosters noch bis zu seinem eigenen Tod 1818 fort. Andere ehemalige Klosterangehörige ergriffen den Beruf des Priesters oder setzten sich aufgrund ihres Alters bei ihren Familien zur Ruhe.
Ziel der Verwaltung war die rasche Abwicklung des Klosters. Die fürstliche Verwaltung übernahm den Wirtschaftsbetrieb des Klosters. Da dieser überwiegend aus dem Verwalten von Klein- und Kleinstpachten bestand, war sie anfänglich überfordert, diesen zu organisieren. Noch vor der formalen Aufhebung des Klosters wurden die Klosterhöfe Drais und Steinheim an den nassauischen Diplomaten Hans Christoph Ernst von Gagern übertragen. Nach der Klosteraufhebung wurden weitere Wirtschaftsgüter öffentlich versteigert.

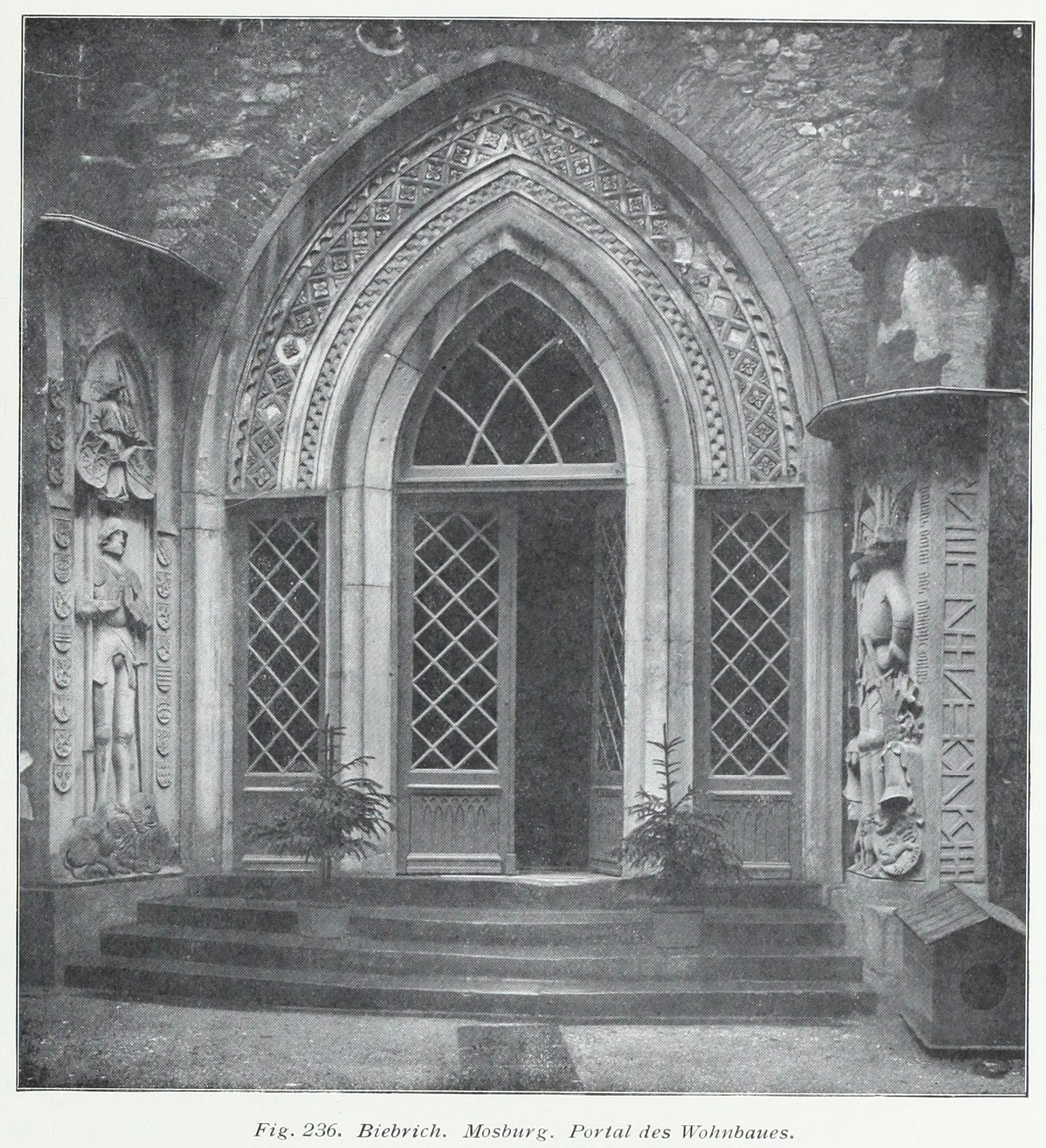
Foto des Eingangs der Mosburg (vor 1914) mit den Grabplatten

Den unmittelbaren Weinbau- und Landwirtschaftsbetrieb am Kloster übernahm die Regierung in Eigenbetrieb. Hierfür wurden einige der Gebäude umgewidmet. Aus der Klosterkirche wurde eine Scheune. Die meisten der Gebäude blieben jedoch leer stehend. Bauelemente, wie der Kreuzgang, die an die Funktion als Kloster erinnerten, wurden auf Anordnung der nassauischen Regierung abgerissen. Die Gräber der beiden Mainzer Erzbischöfe wurden vernagelt. Sechs Grabplatten der Grafen zu Katzenelnbogen bzw. Nassau und weitere Bauteile dienten der Errichtung und Verzierung der künstlichen Ruine Mosburg im Schlosspark Biebrich. Die verzierten kupfernen Dachrinnen wurden auf Veranlassung von Christian Zais im Kloster demontiert und am alten Wiesbadener Kurhaus angebracht. Wertvolles Inventar wurde in das Schloss Biebrich verbracht, das übrige schrittweise versteigert. Kirchliche Objekte wurden an zahlreiche Kirchen verteilt. Die 1706–1708 von Johann Jakob Dahm erbaute Orgel der Basilika wurde in die Mauritiuskirche Wiesbaden verbracht, wo sie 1850 verbrannte. Das Klosterarchiv wurde in das herzogliche Zentralarchiv im Schloss Idstein eingegliedert. Die verbliebenen 8000 Bände der Klosterbibliothek gingen größtenteils verloren, nur einige wenige Objekte gelangten in die Nassauische Landesbibliothek.

## Auswärtiger Besitz

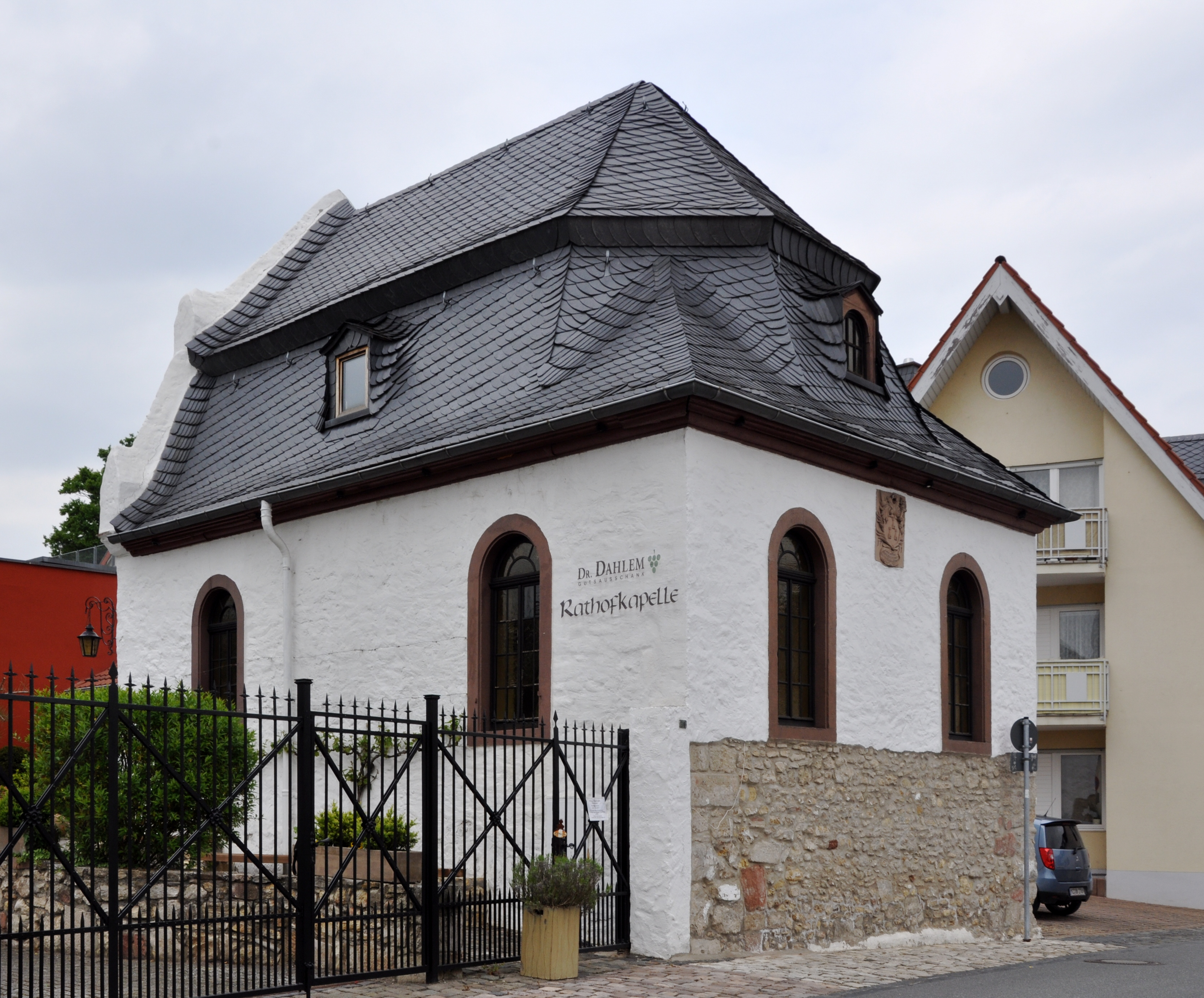
Eberbacher Kapelle (heute Rathofkapelle) in Oppenheim

Kloster Eberbach war in Oppenheim schon vor 1225 begütert und besaß dort einen Klosterhof mit Kapelle. Letztere, ein Bau aus dem 13. Jahrhundert, ist erhalten, jedoch profaniert und dient heute als Gaststube des Weingutes Dahlem (Rathofstraße 21). An der Außenseite befindet sich ein 1731 bezeichneter Wappenstein des Abtes Adolph Dreimühlen, innen ein ähnlicher mit der Jahreszahl 1733. Der Abt ließ die Kapelle offenbar nach der Stadtzerstörung von 1689 wieder renovieren; bis 1394 soll sie eine Synagoge gewesen sein.

## Äbte des Klosters Eberbach
Für das Kloster Eberbach sind 58 Äbte namentlich belegt. Ein Totenbuch des Klosters wurde erst zwischen 1369 und 1371 angelegt. Hierin sind nur die Äbte verzeichnet, die im Amt verstarben. Äbte, die zu Lebzeiten resignierten oder in ein anderes Kloster wechselten, wurden vor dem 14. Jahrhundert nicht verzeichnet. Daher wurden die Reihenfolge und die Amtszeiten der früheren Äbte anhand der erhaltenen Urkunden von Hermann Bär im 19. Jahrhundert rekonstruiert. Um Widersprüche in der Aufstellung aufzulösen, wurde die Existenz eines weiteren Abtes (Arnold I., 1152–1159) vermutet. Diese Theorie gilt jedoch inzwischen als fehlerhaft.
| Nr              | Amtszeit        | Name                      | Herkunft        | Grab-Nr         | Anmerkung                                                        | Bild            |
| 12. Jahrhundert | 12. Jahrhundert | 12. Jahrhundert           | 12. Jahrhundert | 12. Jahrhundert | 12. Jahrhundert                                                  | 12. Jahrhundert |
| --------------- | --------------- | ------------------------- | --------------- | --------------- | ---------------------------------------------------------------- | --------------- |
| 1               | 1136–1157       | Ruthard                   |                 |                 | Gemeinsames Wandnischengrab der Äbte Ruthard, Arnold und Gerhard |                 |
| 2               | 1158–1165       | Eberhard                  |                 |                 | Gemeinsames Wandnischengrab der Äbte Ruthard, Arnold und Gerhard |                 |
| 3               | 1171–1178       | Gerhard                   |                 |                 | Gemeinsames Wandnischengrab der Äbte Ruthard, Arnold und Gerhard |                 |
| 4               | 1178–1191       | Arnold                    |                 |                 |                                                                  |                 |
|                 | 1192–1196       | Gerhard                   |                 |                 | 2. Amtszeit                                                      |                 |
| 5               | 1196–1203       | Mefried                   |                 |                 |                                                                  |                 |
| 13. Jahrhundert |                 |                           |                 |                 |                                                                  |                 |
| 6               | 1203–1206       | Albero                    |                 |                 |                                                                  |                 |
| 7               | 1206–1221       | Theobald                  |                 |                 |                                                                  |                 |
| 8               | 1221            | Konrad I.                 |                 |                 |                                                                  |                 |
| 9               | 1222–1227       | Erkenbert                 |                 |                 |                                                                  |                 |
| 10              | 1228–1247       | Rimund                    |                 |                 |                                                                  |                 |
| 11              | 1248–1258       | Walter                    |                 |                 |                                                                  |                 |
| 12              | 1258–1261       | Werner                    |                 |                 | durch einen Laienbruder ermordet                                 |                 |
| 13              | 1262–1263       | Heinrich I.               |                 |                 |                                                                  |                 |
| 14              | 1263–1271       | Ebelin                    |                 |                 |                                                                  |                 |
| 15              | 1272–1285       | Richolf                   |                 |                 |                                                                  |                 |
| 16              | 1285–1290       | Heinrich II.              |                 |                 |                                                                  |                 |
| 17              | 1290–1298       | Siegfried                 |                 |                 |                                                                  |                 |
| 18              | 1298–1306       | Johann I.                 |                 |                 |                                                                  |                 |
| 14. Jahrhundert |                 |                           |                 |                 |                                                                  |                 |
| 19              | 1306–1310       | Peter                     |                 |                 |                                                                  |                 |
| 20              | 1310–1346       | Wilhelm                   |                 |                 |                                                                  |                 |
| 21              | 1346–1352       | Nikolaus I.               |                 |                 |                                                                  |                 |
| 22              | 1352–1369       | Heinrich III.             | Köln            | 1               |                                                                  |                 |
| 23              | 1369–1371       | Konrad II.                |                 | 2               |                                                                  |                 |
| 24              | 1372–1392       | Jakob                     | Eltville        | 3               |                                                                  |                 |
| 25              | 1392–1407       | Nikolaus II.              | Boppard         | 4               |                                                                  |                 |
| 15. Jahrhundert |                 |                           |                 |                 |                                                                  |                 |
| 26              | 1407–1436       | Arnold II.                | Heimbach        | 5               |                                                                  |                 |
| 27              | 1436–1442       | Nikolaus III.             | Kaub            | 6               |                                                                  |                 |
| 28              | 1442–1456       | Tilmann                   | Johannisberg    | 7               |                                                                  |                 |
| 29              | 1456–1471       | Richwin                   | Lorch           | 8               |                                                                  |                 |
| 30              | 1471–1475       | Johann(es) II.            | Germersheim     | 9               |                                                                  |                 |
| 31              | 1475–1485       | Johann(es) III. Bode      | Boppard         | 10              |                                                                  |                 |
| 32              | 1485–1498       | Johann(es) IV. Edelknecht | Rüdesheim       | 11              |                                                                  |                 |
| 33              | 1498–1506       | Martin Rifflinck          | Boppard         | 43b             |                                                                  |                 |
| 16. Jahrhundert |                 |                           |                 |                 |                                                                  |                 |
| 34              | 1506–1527       | Nikolaus IV.              | Eltville        | 12              |                                                                  |                 |
| 35              | 1527–1535       | Lorenz                    | Dornberg        | 13              | Gemeinsame Grabplatte mit Wendelin                               |                 |
| 36              | 1535            | Wendelin                  | Boppard         | 13              | Gemeinsame Grabplatte mit Lorenz                                 |                 |
| 37              | 1535–1539       | Karl Pfeffer              | Mainz           | 24              |                                                                  |                 |
| 38              | 1539–1541       | Johann(es) V. Bertram     | Boppard         | 14              |                                                                  |                 |
| 39              | 1541–1553       | Andreas Bopparder         | Koblenz         | 15              |                                                                  |                 |
| 40              | 1553–1554       | Pallas Brender            | Speyer          | 16              |                                                                  |                 |
| 41              | 1554–1565       | Daniel                    | Bingen          | 17              |                                                                  |                 |
| 42              | 1565–1571       | Johann(es) VI. Mondreal   | Boppard         | 18              |                                                                  |                 |
| 43              | 1571–1600       | Philipp Sommer            | Kiedrich        | 19              |                                                                  |                 |
| 17. Jahrhundert |                 |                           |                 |                 |                                                                  |                 |
| 44              | 1600–1618       | Valentin Molitor          | Rauenthal       | 20              |                                                                  |                 |
| 45              | 1618–1632       | Leonhard I. Klunckard     | Rüdesheim       |                 |                                                                  |                 |
| 46              | 1633–1642       | Nikolaus V. Weinbach      | Oberlahnstein   | 22              |                                                                  |                 |
| 47              | 1642–1648       | Johann(es) VII. Rumpel    | Ballenberg      | 21              | Gemeinsame Grabplatte mit Balthasar                              |                 |
| 48              | 1648            | Johann(es) VIII. Hofmann  | Miltenberg      |                 |                                                                  |                 |
| 49              | 1648–1651       | Christoph Haan            |                 |                 |                                                                  |                 |
| 50              | 1651–1653       | Balthasar Bund            | Aschaffenburg   | 21              | Gemeinsame Grabplatte mit Johann(es) VII                         |                 |
| 51              | 1653–1665       | Vinzenz Reichmann         | Eltville        | 23              |                                                                  |                 |
| 52              | 1665–1666       | Eugen Greber              | Mainz           |                 |                                                                  |                 |
| 53              | 1667–1702       | Alberich Kraus            | Boxberg         | 25              |                                                                  |                 |
| 18. Jahrhundert |                 |                           |                 |                 |                                                                  |                 |
| 54              | 1702–1727       | Michael Schnock           | Kiedrich        | 26              |                                                                  |                 |
| 55              | 1727–1737       | Adolph I. Dreimü(h)len    | Eltville        | 27              |                                                                  |                 |
| 56              | 1737–1750       | Hermann Hungrichhausen    | Mengerskirchen  | 28              |                                                                  |                 |
| 57              | 1750–1795       | Adolph II. Werner         | Salmünster      |                 |                                                                  |                 |
| 58              | 1795–1803       | Leonhard II. Müller       | Rüdesheim       |                 | zum Verlassen des Klosters gezwungen                             |                 |

## Erinnerung
Erst Jahre nach der Aufhebung setzte auf Bestreben des Direktors der Eberbacher Anstalten, Philipp Heinrich Lindpaintner, und des Vereins für Nassauische Altertumskunde und Geschichtsforschung ein historisches Interesse am hinterlassenen Kulturgut des Klosters ein.
Besonders wertvolle Objekte wie das Oculus Memorie konnten wieder erworben werden, nachdem sie in der Säkularisierungsphase als Altpapier abgegeben worden waren. Grabsteine wurden wieder in das Kloster verbracht, nachdem sie jahrelang als Baumaterial verwendet worden waren.
Die historische Forschung wurde von Friedrich Gustav Habel und vor allem Karl Rossel vorangetrieben. Rossel verfasste mehrere Bücher über das Kloster. Ebenfalls organisierte er die Herausgabe der „Diplomatischen Geschichte der Abtei Eberbach im Rheingau“. Das Werk wurde von Hermann Bär, dem letzten Bursar (Finanzverwalter) des Klosters, verfasst. Dieses bis heute genutzte Werk schildert ausführlich die Geschichte des Klosters, blendet aber besonders negative Aspekte wie die Konversenaufstände des 13. Jahrhunderts aus.

## Nach der Säkularisation

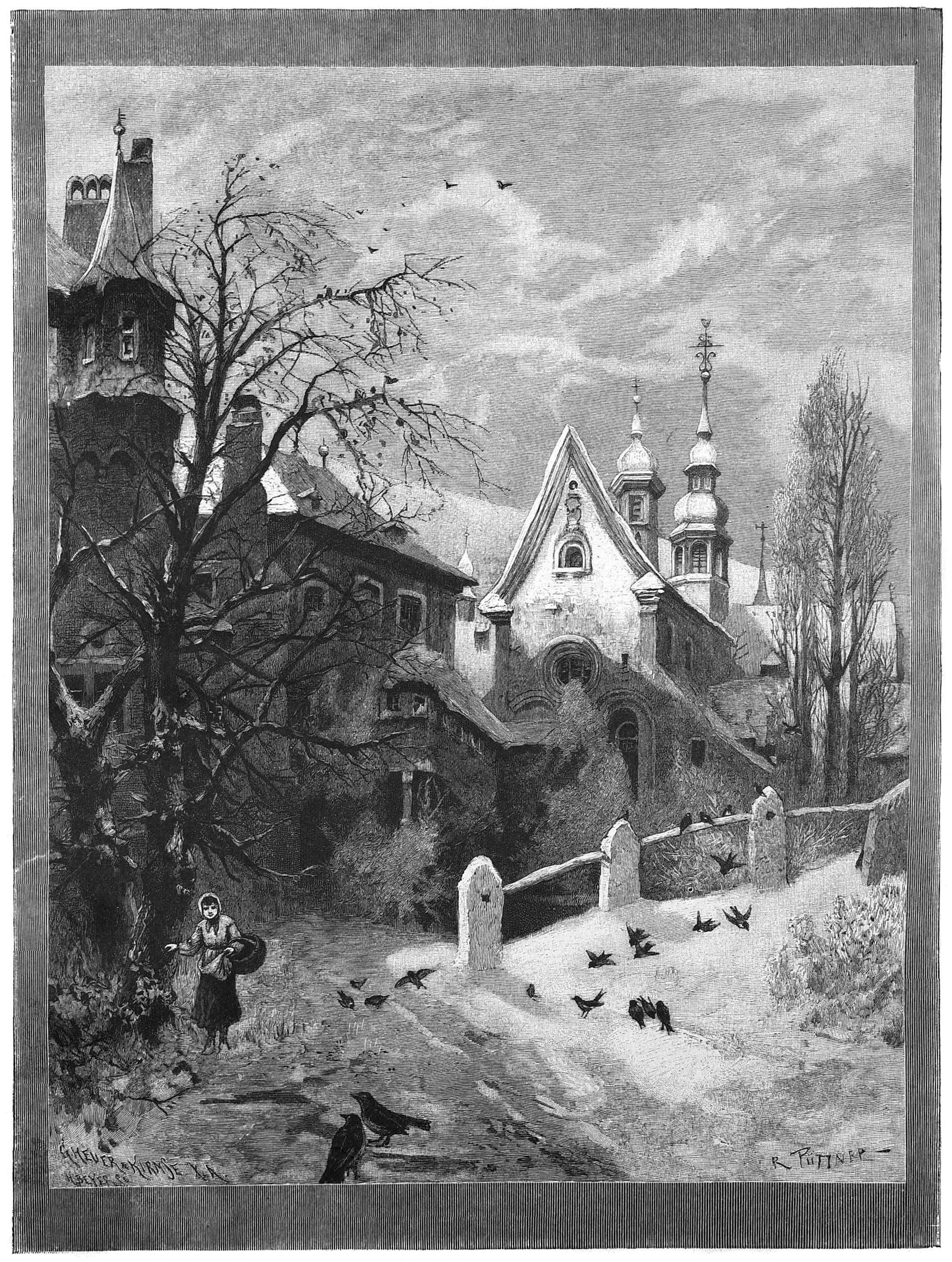
Darstellung des Klosters von Richard Püttner 1885. Der barocke Bauzustand ist deutlich zu erkennen.

Nach der Säkularisation wurde nur ein geringer Teil der Gebäude für die landwirtschaftliche Nutzung benötigt. Der größte Teil des Klosters stand leer. Die Regierung war bemüht, dieses einer Nutzung zuzuführen. Im Jahr 1808 erfolgte vorübergehend die Einrichtung eines Depots der nassauischen Armee.

### Arbeitshaus
Ab 1811 begann die Einrichtung einer Korrekturanstalt für das Herzogtum Nassau in den leerstehenden Gebäuden. In der Korrekturanstalt sollten die Insassen zur Besserung durch Arbeit zur Arbeit gebracht werden. Die üblichen Insassen waren (nach Meinung der Eltern) schwer erziehbare Kinder, (nach Meinung der Ehefrauen) untätige Ehemänner, Invalide, ledige Mütter, aufgegriffene Bettler und ähnliche Personen. Da ein Aufenthalt in der Korrekturanstalt nicht als Strafe galt, war eine Verurteilung nicht Voraussetzung der Inhaftierung. Im Jahr 1832 befanden sich insgesamt 447 Männer und 87 Frauen in der Anstalt oder wurden neu inhaftiert. Die übliche Aufenthaltsdauer betrug zwischen drei Monaten und fünf Jahren.

### Heilanstalt
Aufgrund eines Ediktes des Herzogtums Nassau wurde am 16. August 1815 aus einzelnen Teilen des Klosters das „Irrenhaus Eberbach“ eingerichtet. Es war die erste psychiatrische Klinik in Nassau und eine der ersten in Deutschland. Bei den meisten Insassen handelte es sich um familienlose Langzeitpatienten. Für die Anstalt wurde 1827 ein spezielles Haus für Tobsüchtige auf dem Klostergelände erbaut. Im Jahr 1832 befanden sich 62 Männer und 27 Frauen in der Anstalt oder wurden neu hierhin überwiesen. Im Laufe des Jahres verließen zwölf Personen die Anstalt und fünf verstarben. Die Heilanstalt und das Arbeitshaus standen unter gemeinsamer Leitung. Die Heilanstalt war bis 1849 im Kloster untergebracht. Danach erfolgte der Umzug in den neu errichteten Gebäudekomplex der Heil- und Pflegeanstalt auf dem Eichberg in der Nähe des Klosters. Von 1874 bis 1880 bestand im Kloster nochmals eine Filiale der Heil- und Pflegeanstalt auf dem Eichberg. Die Klinik für Psychiatrie und Psychotherapie Eichberg war bis 1973 Vorläufer von Vitos Rheingau.

### Verschiedene Nutzungen

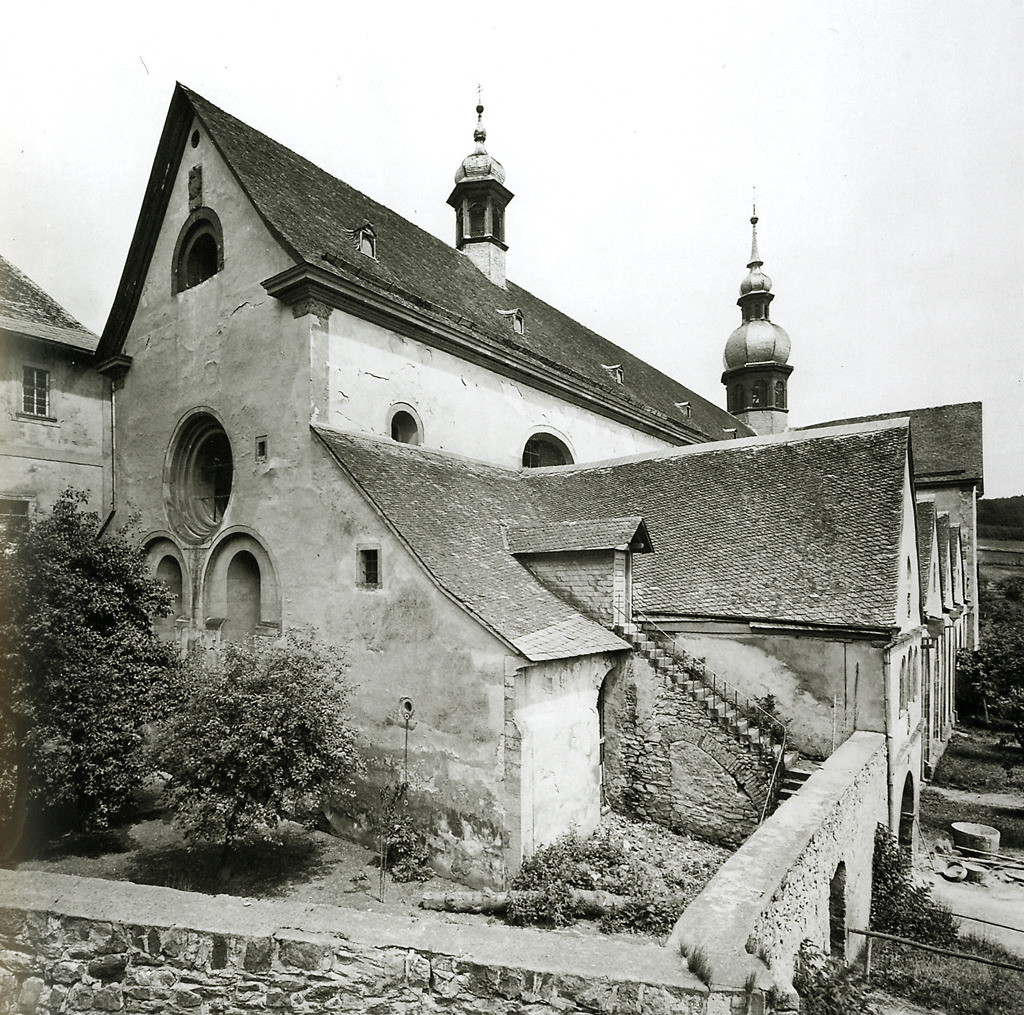
Ansicht der Abteikirche aus südwestlicher Richtung im Jahr 1885 (Foto: Albrecht Meydenbauer).

Die Korrekturanstalt in Eberbach wurde 1873 aufgelöst. Ab dem Jahr 1877 wurde in den Gebäuden des Klosters ein Zentralgefängnis eingerichtet. Ein Frauengefängnis bestand bereits von 1840 bis 1872 im ehemaligen Haus für Tobsüchtige. Mit Fertigstellung des Neubaus am Gefängnis Diez 1912 wurden alle Insassen dorthin verlegt.
Nach dem Auszug des Gefängnisses stand das Kloster der Weinbaudomäne alleine zur Verfügung. Diese vermietete es teilweise an das 18. Armeekorps zur Einrichtung eines Militärgenesungsheims. Dieses wurde ab 1914 belegt. Nach dem Ersten Weltkrieg unterstand das Kloster bis 1921 der Besatzungsbehörde. Danach übernahm es das preußische und ab 1945 das hessische Landwirtschaftsministerium.
Was sich während der Zeit des Nationalsozialismus im Kloster Eberbach ereignete, ist weitgehend unerforscht. Ein Projekt unter Leitung des Fuldaer Historikers Sebastian Koch soll dies mit Unterstützung der Stiftung klären.

### Touristische Nutzung

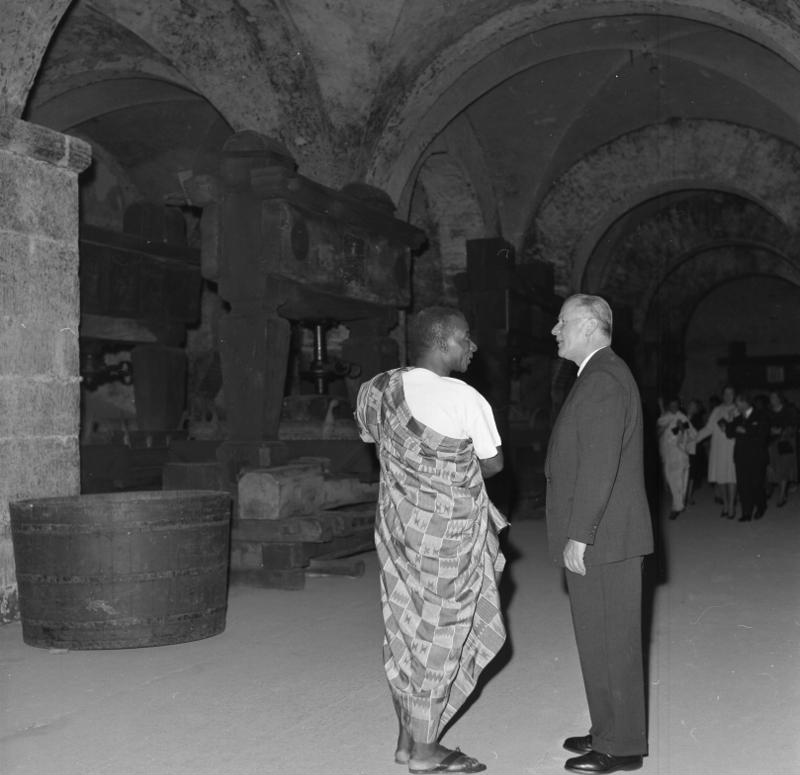
Das Kloster dient als Repräsentationsraum, so 1961 beim Staatsbesuch von Sylvanus Olympio, Staatspräsident von Togo

Ab Mitte des 19. Jahrhunderts wandelte sich das Kloster mehr und mehr zu einem touristischen Ziel. Dieses wurde von der zunehmenden Erforschung des Klosters und seiner Geschichte beschleunigt. Die touristische Nutzung stand jedoch bis zum Beginn des 20. Jahrhunderts im Widerspruch zur Nutzung als Gefängnis.
Während der Weimarer Republik erlebte die touristische Nutzung des Klosters einen Aufschwung. Sie wurde von der Domänenverwaltung gezielt als Gegenprogramm zur geplanten Wiedereröffnung gefördert. Die Maßnahmen umfassten die Gründung des Denkmalschutzvereins (1921/22), die vorübergehende Eröffnung einer Jugendherberge (1923) und die Veranstaltung regelmäßiger Führungen ab 1925. Ab 1927 organisierte die Verwaltung sogar eine vorübergehende Wildschweinzucht im Saugraben als touristische Unterhaltung.

### Pläne zur Wiedereröffnung des Klosters
Nach dem Ende des Kulturkampfs begann das Bistum Limburg mit der Wiedererrichtung von säkularisierten Klöstern. Die treibende Person war der Abt des 1888 wieder gegründeten Klosters Marienstatt und spätere Bischof Dominikus Willi. Das Bemühen fand Rückhalt bei der Bevölkerung und wurde politisch von der Zentrumspartei unterstützt. Grundsätzlich war die Regierung bereit, das Gebäude des Klosters an das Bistum zu verkaufen. Jedoch war die Regierung zu keiner Veräußerung landwirtschaftlicher Flächen aus der Domäne bereit, so dass es mangels Wirtschaftskonzepts nicht zu einer Wiedergründung des Klosters kam.
Nach dem Ersten Weltkrieg bemühten sich ab 1921 belgische Trappisten um die Wiederbesiedlung des Klosters. Die Bemühung, während der Rheinlandbesetzung, führte zu kontroversen Meinungen. Das Bistum begrüßte die Pläne, forderte jedoch, dass die Wiederbesiedlung unter Marienstätter Jurisdiktion erfolgen müsse. Die katholische Bevölkerung befürwortete die Bemühungen. Seitens der preußischen Presse, der Regierung und besonders der Domänenverwaltung wurde das Ansinnen abgelehnt. Von einem Eberbacher Kulturkampf war die Rede. Vor diesem Hintergrund erfolgte die Gründung des durch die Domänenverwaltung geförderten Denkmalschutzvereins um Ferdinand Kutsch am 5. Januar 1922. Die Bemühungen endeten durch die Wirtschaftskrise 1923. Eine Neuaufnahme erfolgte nicht, da Marienstatt durch die Wiedergründung der Klöster Himmerod (1922) und Hardehausen (1927) ausgelastet war.
Ein dritter erwogener Anlauf zur Wiederbesiedlung in den 1950er Jahren mit einem böhmischen Exilkonvent scheiterte wie die vorherigen aus finanziellen Gründen.

### Ausweichsitz
Nach dem Zweiten Weltkrieg diente das Kloster als Auffanglager für Flüchtlinge. Im Jahr 1950 lebten noch 172 Personen in seinen Gebäuden.
Während der Zeit des Kalten Kriegs diente Eberbach der hessischen Landesregierung als Ausweichsitz für den Notfall. Dabei blieben einige Räume, die mit Kartentischen, Funkanlage, Notstromversorgung und explosionssicherer Beleuchtung ausgestattet wurden, selbst der Klosterverwaltung unzugänglich.

### Jüngere Geschichte
Bei einer Überschwemmung des Klosters durch Regengüsse in der Nacht zum 26. April 2005 kam es zu immensen Schäden. Weite Teile der Klosteranlage waren überschwemmt. Zu der Überflutung kam es, nachdem durch heftigen Regen der Kisselbach über die Ufer getreten und der unter dem Kloster verlaufende Entwässerungskanal aus dem 18. Jahrhundert eingestürzt war.
Am 5. März 2008 wurde das Kloster Eberbach in die Liste der schutzwürdigen Kulturgüter im Sinne des Artikels 1 der „Haager Konvention zum Schutz von Kulturgut bei bewaffneten Konflikten“ aufgenommen.

Logo der „Charte européenne des Abbayes et Sites Cisterciens“

Am 20. März 2010 fand im ehemaligen Laiendormitorium in Eberbach die Aufnahme des Klosters in die „Charte européenne des Abbayes et Sites Cisterciens“ statt. Diese wurde 1988 von Vertretern einiger ehemaliger Zisterzienserklöster im Ursprungsland des Ordens, Frankreich, ins Leben gerufen. Inzwischen gehören der Vereinigung mehr als 160 Mitglieder an, vor allem im frankophonen Bereich; im deutschsprachigen Raum sind es inzwischen 22 Zisterzienserstätten.
Das Deutsche Weininstitut (DWI) zeichnete 2010 erstmals „Höhepunkte der Weinkultur“ in den deutschen Weinbauregionen aus. Zu den ersten 13 Höhepunkten der Weinkultur zählt unter anderem das Kloster Eberbach.
Am 20. April 2016 fand in der Klosterbasilika die Aufzeichnung einer „Motto-Show“ der RTL-Castingshow Deutschland sucht den Superstar statt.

## Heutige Nutzung

### Stiftung Kloster Eberbach
Mit Wirkung zum 1. Januar 1998 brachte das Land Hessen die gesamte Abteianlage als Grundvermögen in das Eigentum der Stiftung Kloster Eberbach, einer rechtsfähigen Stiftung öffentlichen Rechts, ein. Die Stiftung hat den Auftrag, das Bau- und Kulturdenkmal Kloster Eberbach durch eine maßvolle, dem Ort angemessene und schonende Nutzung auf Dauer zu erhalten sowie dessen historische Weinbautradition zu bewahren. Im Rahmen dieses Auftrags wurde im Jahr 2002 ein Zielsystem erarbeitet und in den Stiftungsgremien verabschiedet, das die verschiedenen Aufgaben, die zur Erfüllung des Gesamtauftrags notwendig sind, in einer hierarchisch geordneten Form darstellt.
Im Oktober 2015 wurde die Stiftung Kloster Eberbach in der Kategorie „Stiftungsmanagement – Erfolge durch professionelles Management“ für den KOMPASS-Preis vom Bundesverband Deutscher Stiftungen nominiert.

#### Stiftungsfinanzierung
Die zur Erfüllung der o. a. Aufgaben notwendigen laufenden Mittel für Unterhaltung und Betrieb der Anlage sind von der Stiftung selbst zu erwirtschaften. Diesem Zweck dienen die von den Besuchern erhobenen Eintrittsgelder und Führungsgebühren ebenso wie die Vermietung von Räumlichkeiten für Veranstaltungen, die Pachterlöse aus der Klostergastronomie oder der Erwerb von Produkten im Klosterladen. Zur Fortführung des seit 1986 laufenden Programms „Generalsanierung Kloster Eberbach“, mit dem z. T. über Jahrhunderte aufgelaufene Substanzschäden behoben werden, erhält die Stiftung Zuführungen des Landes.

#### Stiftungsgremien
Verfassungsgemäß verankerte Stiftungsorgane sind das Kuratorium und der Vorstand. Die Amtszeit aller Organmitglieder beträgt sechs Jahre. Bis auf den geschäftsführenden Vorstand sind alle Organmitglieder im Ehrenamt tätig.
Das Kuratorium ist das Aufsichtsorgan der Stiftung und hat darüber zu wachen, dass der Vorstand die dauernde und nachhaltige Erfüllung des Stiftungszwecks betreibt. Das Kuratorium besteht aus acht Mitgliedern, die von drei mit den Stiftungsaufgaben betrauten hessischen Landesministerien, der Hessischen Staatsweingüter GmbH Kloster Eberbach, der Stadt Eltville und dem Rheingauer Weinbauverband entsandt werden. Der Vorstand vertritt die Stiftung gerichtlich und außergerichtlich, führt deren Geschäfte und erledigt alle ihm zugewiesenen Verwaltungsaufgaben.

### Hessische Staatsweingüter

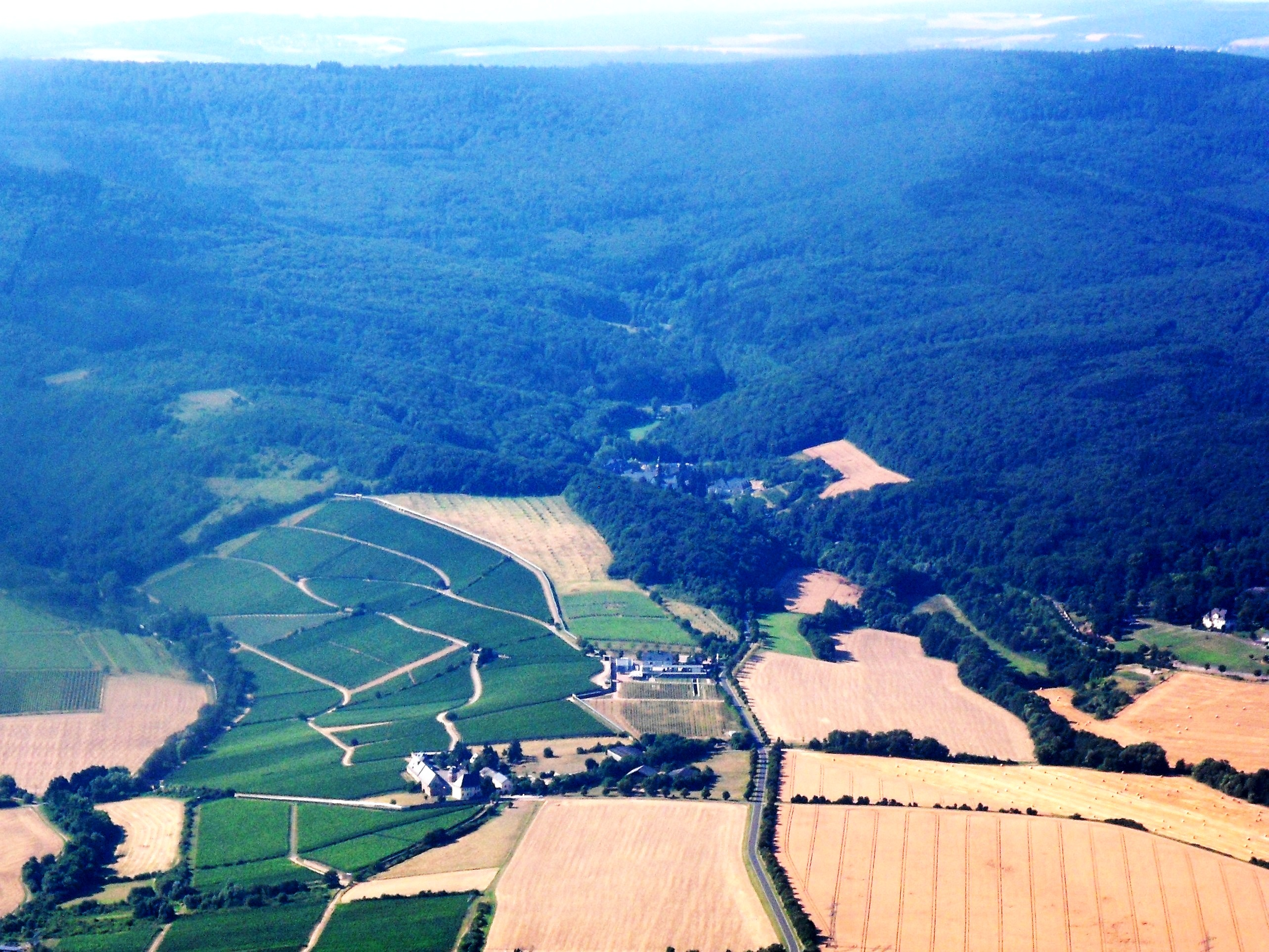
Blick über den Steinberg und das Kloster auf den Taunus

Nach der Säkularisation 1803 gingen die landwirtschaftlichen Betriebe der Abtei als Weinbaudomäne in staatliches Eigentum über (Nassau: 1803–1866; Preußen: 1866–1945; Hessen: 1945–1997). Die Hessischen Staatsweingüter GmbH Kloster Eberbach sind heute das größte deutsche Weingut. Sie betreiben in den Gebäuden des Klosters eine Vinothek. Die zentrale Kellerei und eine Vinothek des Weinguts befinden sich am Steinberg unweit des Klosters.
Die ehemals klostereigenen Weinberge – allen voran der von den Zisterziensern angelegte, umfriedete Steinberg – befinden sich heute zum überwiegenden Teil im Besitz der Hessischen Staatsweingüter. Von den ungefähr 200 ha Anbaufläche sind ¾ mit Riesling bestockt. Aber auch Chardonnay, Weißburgunder, Grauburgunder, Spätburgunder und Dornfelder werden angepflanzt. Zum Besitz gehören der Steinberg und Parzellen in besten Lagen wie dem Rauenthaler Baiken, Erbacher Marcobrunn, Assmannshäuser Höllenberg und Rüdesheimer Berg.

### Kultur

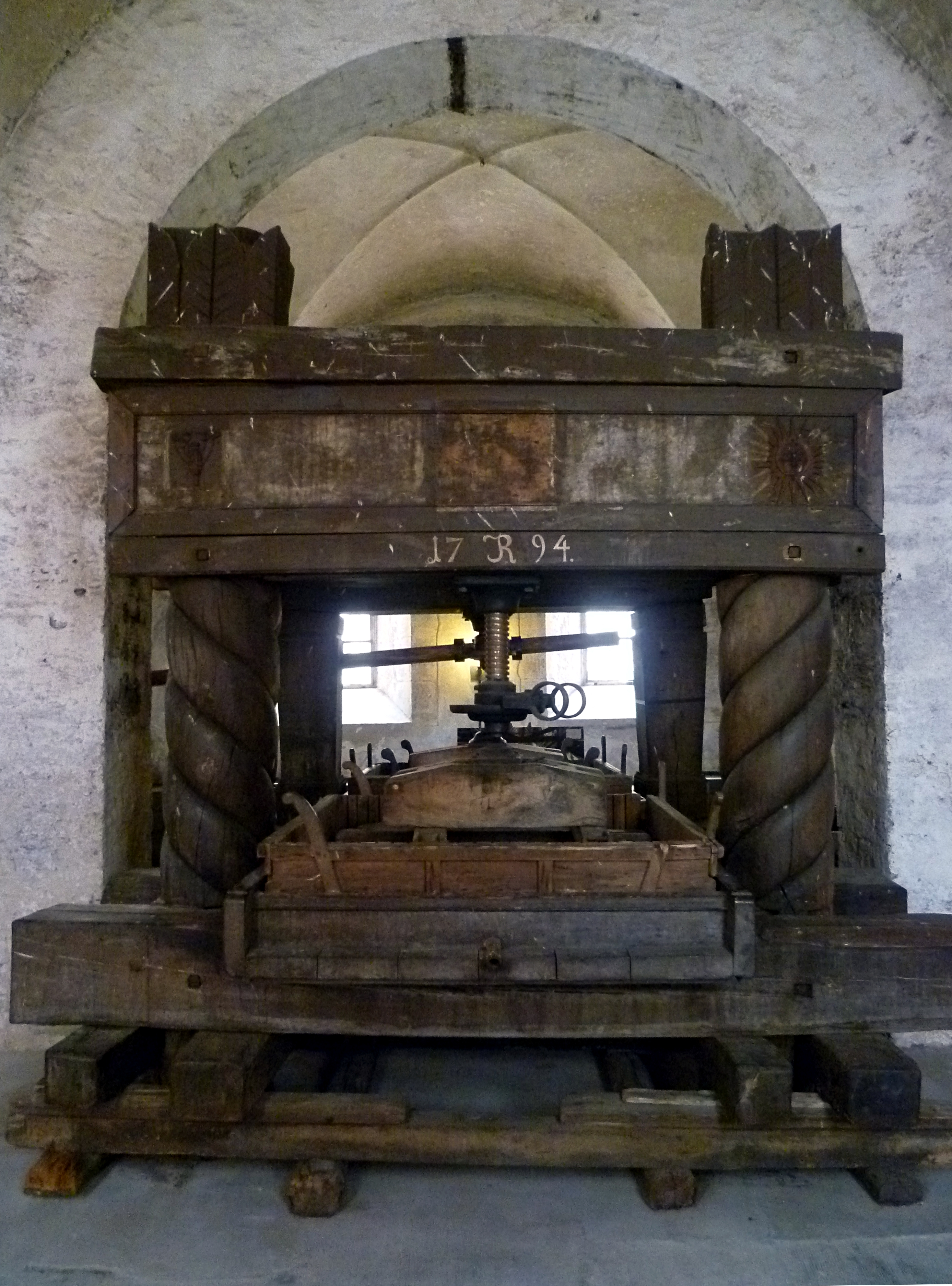
Weinkelter aus dem Jahr 1794

Nach mehrfachen Instandsetzungsarbeiten dient Eberbach als Stätte für kulturelle Veranstaltungen und als Tagungszentrum sowie als Filmkulisse. Die zugänglichen Bereiche können täglich entweder individuell oder mit Führung besichtigt werden. Für Tagungen und Veranstaltungen stehen buchbare Räumlichkeiten zur Verfügung. In den Klausurgebäuden befinden sich seit dem 16. Juni 1995 ein Museum und eine Nebenstelle des Standesamts Eltville. Auf dem Gelände befinden gastronomische Betriebe und ein Hotel. Kloster Eberbach wird jährlich von etwa 300.000 Menschen besucht.
Die Räume des Klosters, insbesondere die Basilika, sind eine der Hauptspielstätten des Rheingau Musik Festivals. So fanden während des Festivals 2013 insgesamt 30 Konzerte im Kloster statt.
Im Kloster wurden im Winter 1985/1986 fast alle Innenaufnahmen des Films Der Name der Rose gedreht.
Der Architekturforscher Hanno Hahn promovierte 1953 summa cum laude bei Harald Keller an der Universität Frankfurt am Main mit einer Dissertation über Die Kirche der Zisterzienser-Abtei Eberbach im Rheingau und die Romanische Ordensbaukunst der Zisterzienser im 12. Jahrhundert. Der Schriftsteller Berndt Schulz verwendete das Kloster als Kulisse seiner Kriminalromane Regenmord (2007) und Die verzauberten Frauen (2011).

## Gebäude

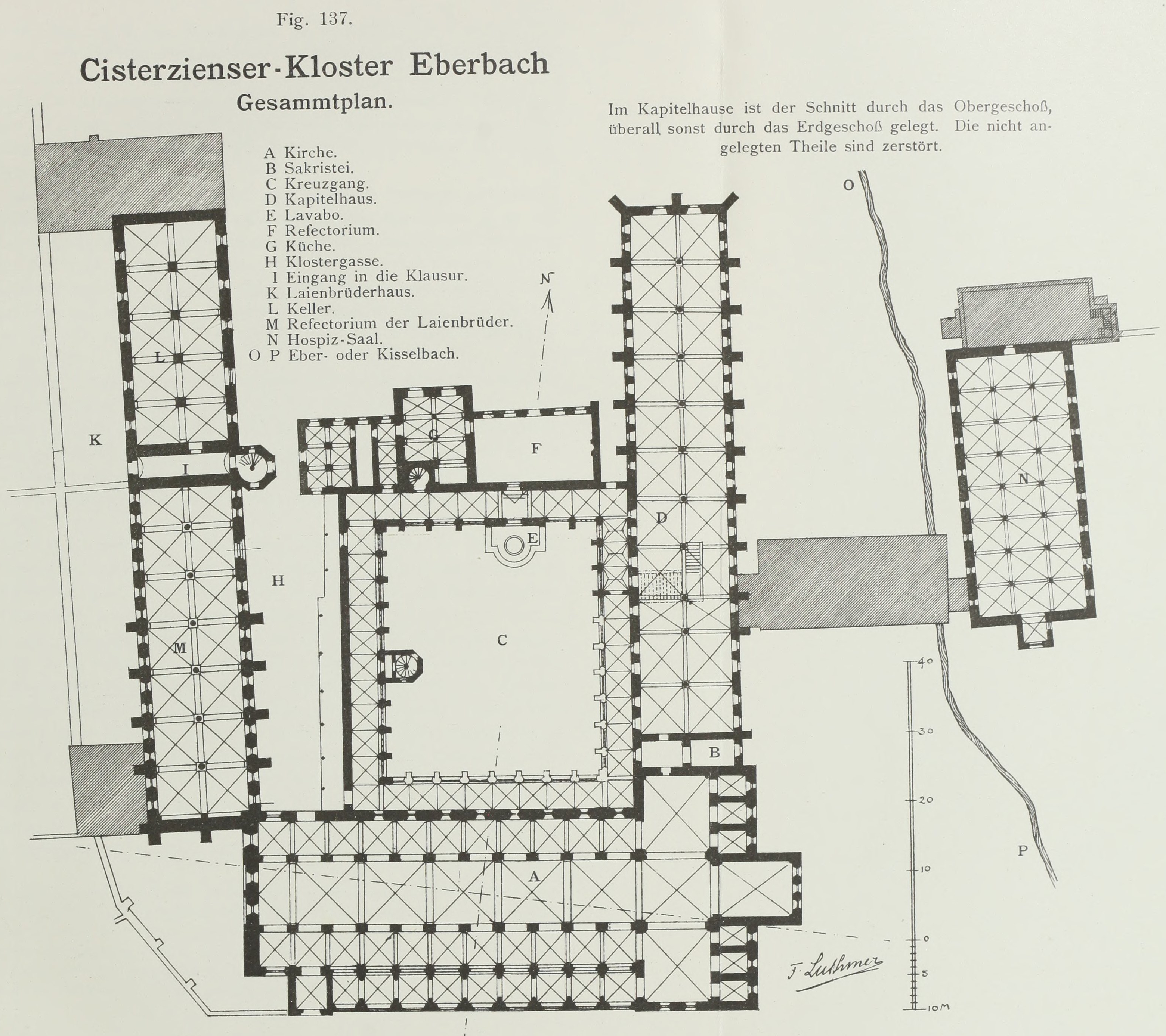
Grundriss des Klosters

Den Kernbereich des Klosters bildet eine bauliche Anlage aus Basilika, Klausur und Konversentrakt. Diese Gebäudegruppe umschließt einen rechteckigen Innenraum. Dieser wird durch den Bibliotheksbau in den größeren Kreuzgang (vor der Klausur) und die kleinere Klostergasse (vor dem Konversenbau) geteilt.
Östlich des Kernbereichs verläuft der Kisselbach. Jenseits des Bachs befindet sich das Gebäude des alten Hospitals. Nachdem dieses zu weinwirtschaftlichen Zwecken umgewidmet worden war, erfolgte eine Überbauung des Kisselbachs mit dem neuen Hospital. Westlich des Konversenbaus befinden sich die sogenannten „Säugräben“ und auf höheren Terrassen diverse landwirtschaftliche Wirtschaftsgebäude. Weitere Wirtschaftsgebäude und Werkstätten befinden sich nördlich des Kernbereichs.
Ein Zugang zur Klosteranlage besteht nur auf der Südseite. Ursprünglich war ein Betreten nur durch das Torhaus möglich. In späteren Jahrhunderten wurden weitere Tore angelegt. Die Gesamtanlage wird durch eine Ringmauer umschlossen.
Die Gesamtanlage bildet ein Kulturdenkmal von europäischem Rang. Für die Bedeutung maßgebend ist das Zusammentreffen mehrerer Faktoren. So handelt es sich um eine frühe Klosteranlage, nach zisterziensischem Ideal, die vollständig überliefert ist. Die im Original erhaltenen Bauten besitzen eine besondere künstlerische Qualität.

### Baugeschichte

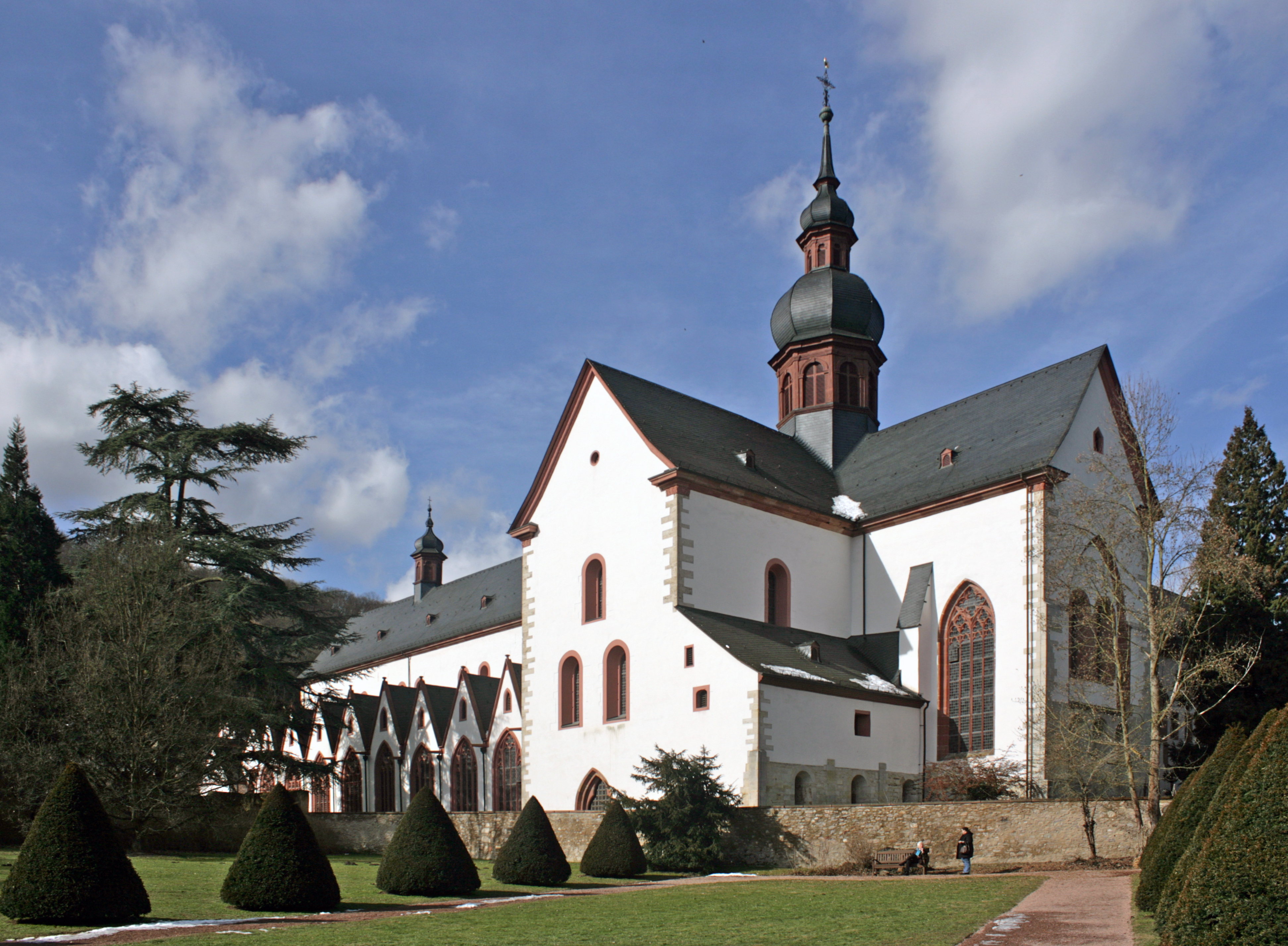
An der Südostseite der Basilika sind drei Baustile zu erkennen: romanisches Kirchenschiff mit gotischen Fenstern und barocken Dachreitern.

Die Lage des Klosters, oberhalb des Rheingaus und umgeben von bewaldeten Höhenzügen des Taunus, entsprach dem Einsamkeitsideal der frühen Zisterzienserbewegung. Die Mönche sollten sich abgeschieden von der Welt, abseits der wichtigen Handelswege, auf ein gottgefälliges Leben konzentrieren.
Ursprünglich bewohnten die Zisterzienser die aufgelassenen Gebäude des ehemaligen Augustinerchorherrenstifts. Diese befanden sich im Bereich des alten Hospitals östlich des Kisselbachs. Erst das starke Wachstum an Konventsmitgliedern machte es ab 1140 erforderlich, den romanischen Neubau des heutigen Klosters zu veranlassen. Dieser war um 1220 vollendet. In den folgenden beiden Jahrhunderten wurden die Gebäude mehrfach im gotischen Stil umgebaut und verändert.
Pläne zum Neubau des Klosters im 17. Jahrhundert unter Abt Leonhard I. Klunckhart konnten infolge des Dreißigjährigen Kriegs nicht verwirklicht werden. Im späten 17. und 18. Jahrhundert kam es zu weiteren barocken Umbauarbeiten am Kloster, die jedoch die Gesamtanlage im Kern nicht veränderten. Die alte Kirche des Chorherrenstifts wurde im 18. Jahrhundert abgerissen.
Durch die durchgehende staatliche Nutzung ohne nennenswerte Investitionen seit der Säkularisierung wurde die Gesamtanlage weitestgehend erhalten. Im 20. Jahrhundert erfolgten umfassende Sanierungen der Gesamtanlage unter Beachtung des Denkmalschutzes. Hierbei wurde der romanische Zustand teilweise wiederhergestellt. Das Haus für Tobsüchtige, die größte bauliche Veränderung des 19. Jahrhunderts, wurde hierbei wieder abgerissen.

### Basilika

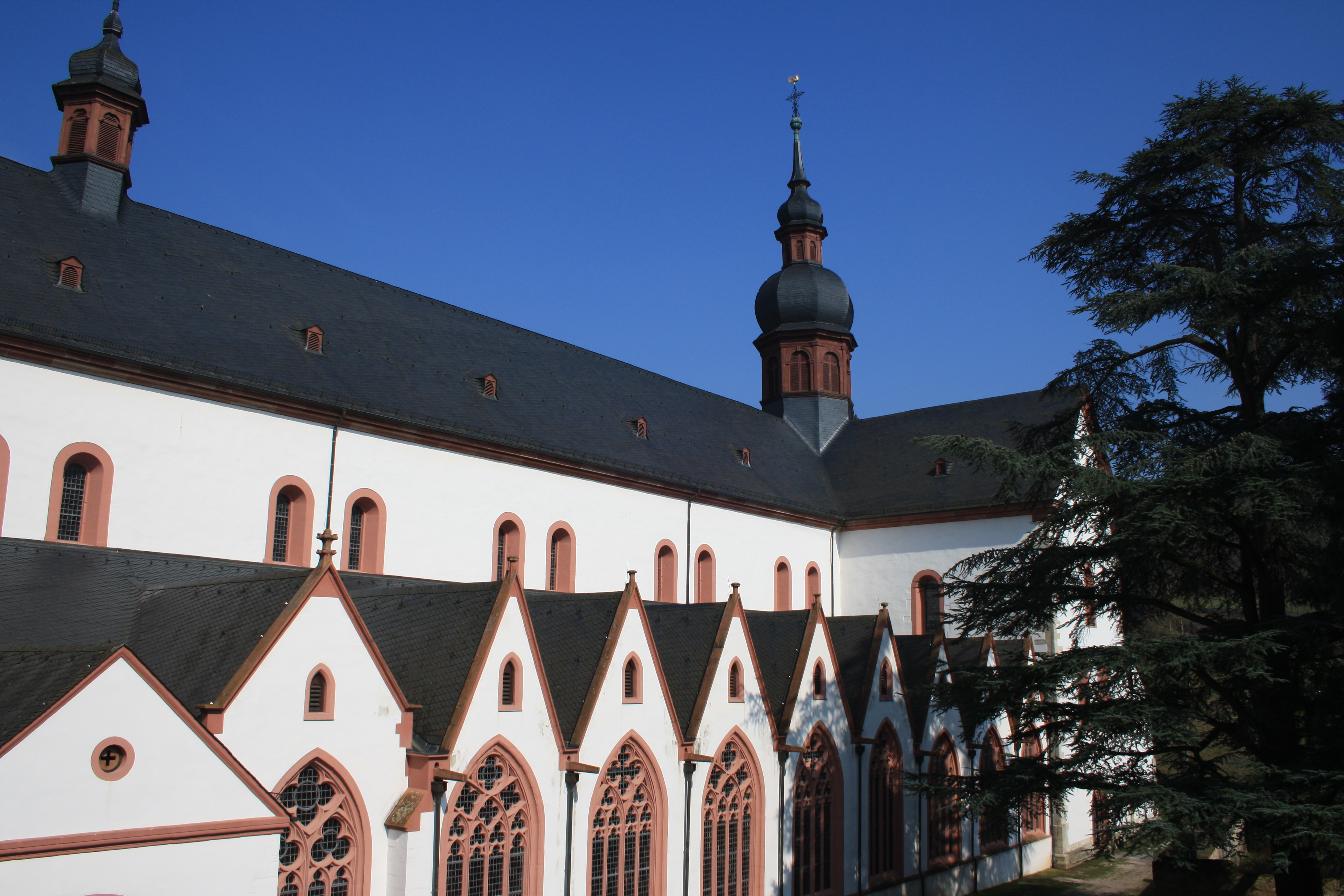
Kloster Eberbach, Basilika, Kapellen an der Südfassade

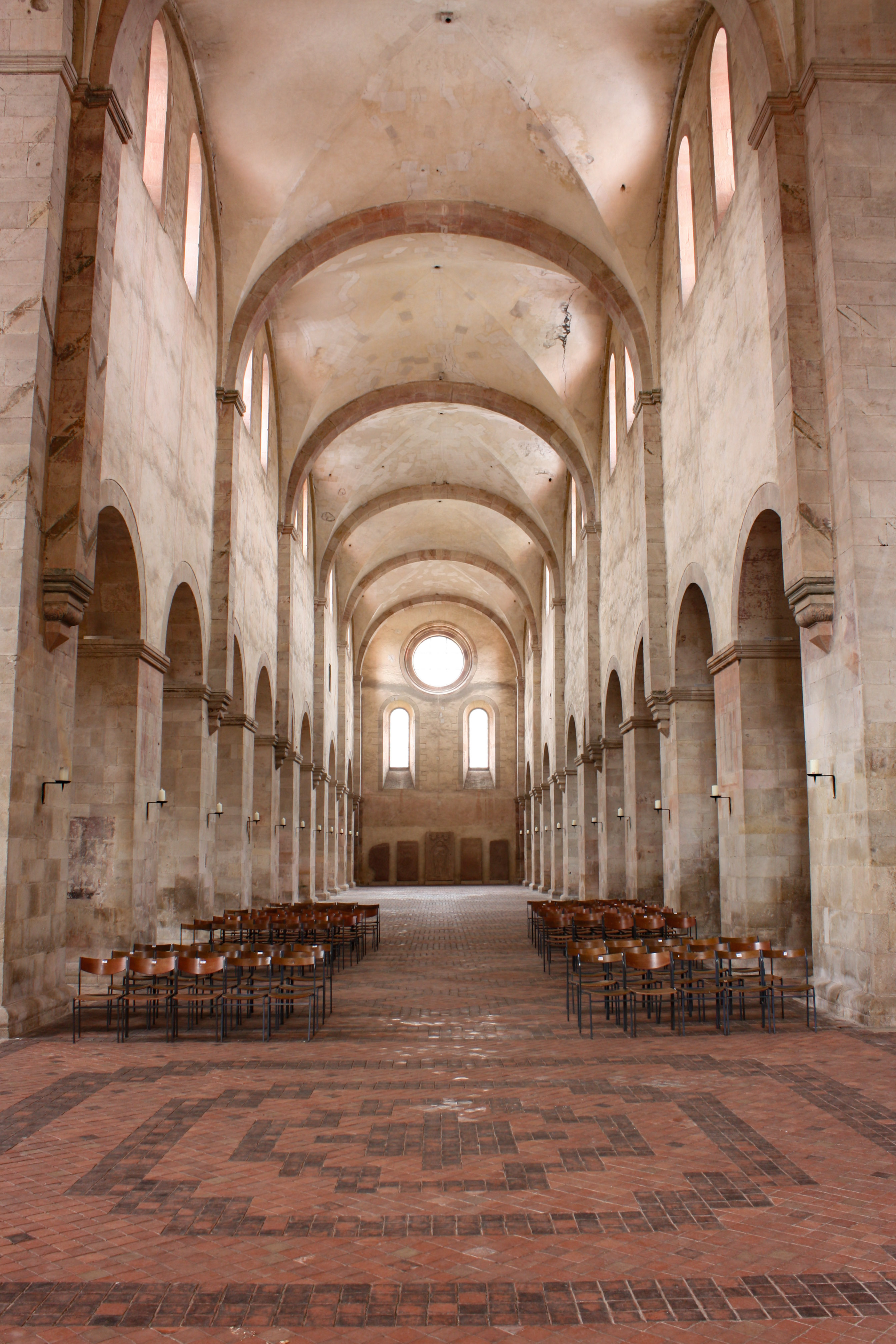
Blick nach Westen von der Vierung in das Langhaus

Die Klosterbasilika wurde am Südrand des Kernbereiches des Klosters erbaut. Sie bildet somit, für die vom Torhaus kommenden Besucher, das optisch dominierende Gebäude des Klosters. Es handelt sich um eine dreischiffige hochromanische Pfeilerbasilika mit Querhaus. Lang-, Querhaus und Chor haben einen auf einheitlicher Höhe durchlaufenden Dachfirst. Baubeginn der romanischen Basilika war 1140. Nach Bauunterbrechungen etwa 1160–1170 erfolgte 1178 die Altarweihe. Die Konsekration der Gesamtkirche erfolgte 1186 durch den Mainzer Erzbischof Konrad I. von Wittelsbach im Beisein des Münsteraner Bischofs Hermann II. von Katzenelnbogen. In der ursprünglichen Planung sollte der Chor deutlich niedriger als das Langhaus werden, aber diese Planung wurde noch während der Bauphase aufgegeben.

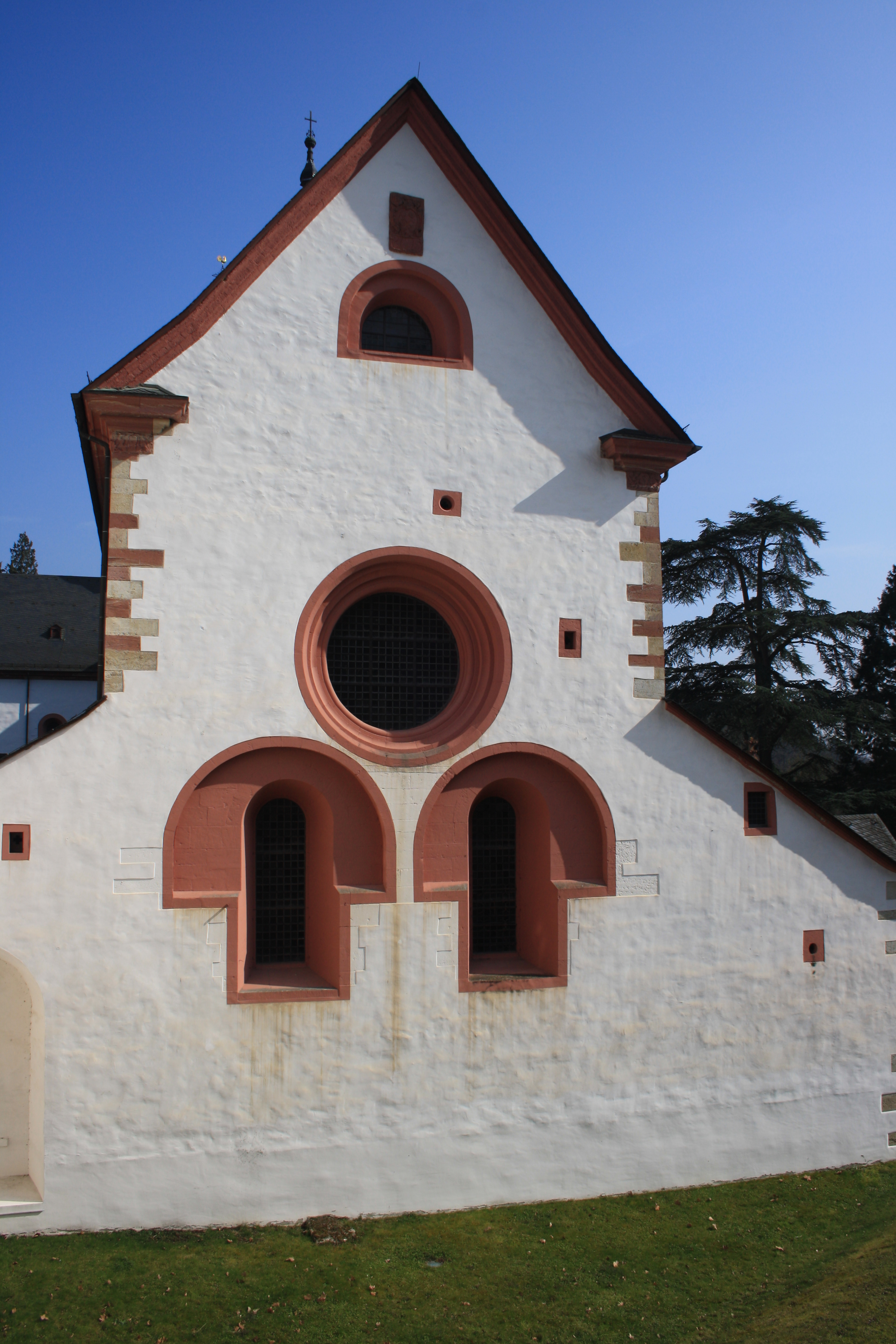
Außenansicht der Westfassade der Basilika

Dem südlichen Seitenschiff sind neun gotische Kapellen vorgelagert. Sie wurden in mehreren Bauphasen zwischen 1313 und 1340 ergänzt und dienten ursprünglich als gestiftete Grabkapellen. In dieser Bauphase wurden große gotische Fenster in den Chor gebrochen, hiervon ist das südliche erhalten.
Bei barocken Umbauarbeiten im Kloster wurde die Neigung des Dachs von Lang- und Querhaus erhöht. Die Kirche wurde mit zwei Dachreitern mit zwiebelförmiger Haube bekrönt. Der größere befindet sich über der Vierung, ein kleinerer über dem westlichen Langhaus. Weitere barocke Modifikationen des romanischen Baukörpers wurden bei der Restaurierung 1935–1939 wieder zurückgebaut.
Im Inneren des 76,2 × 33,4 Meter großen Baus dominiert der geschlossene romanische Gesamteindruck. Die Basilika ist auf der Grundrissform des lateinischen Kreuzes errichtet. Schlichte Rundbögen tragen das Kreuzgratgewölbe. Das Langhaus verfügt über sechs Bögen, nördliches und südliches Querhaus sowie der Chor sind durch einen Bogen von der Vierung abgetrennt. Die Wände sind glatt und schmucklos. Ausgehend von der gotischen Phase, waren die Wände bemalt und der Fußboden mit ornamentalen farbigen Fliesen belegt.
Auf der Ostseite des Querhauses befinden sich je drei Kapellen am nördlichen und südlichen Querhaus. In ihrem Inneren haben sich Reste des Stucks aus der barocken Umgestaltung des frühen 18. Jahrhunderts erhalten.
Das ursprünglich den Kirchenraum prägende Chorgestühl und die Chorschranke im Langhaus sind nicht mehr vorhanden. Die im Innern der Kirche aufbewahrten gotischen Grabplatten wurden, durch die Nutzung des Gebäudes als Stall, schwer beschädigt. Fast alle Grabplatten befinden sich nicht mehr an ihrem ursprünglichen Ort.
Heute wird die Kirche für Konzerte, insbesondere des Rheingau Musik Festivals, genutzt. Die Kirche bietet Platz für 1400 Zuhörer. Gottesdienste finden nur zu besonderen Anlässen statt.

### Klausurbauten

#### Östlicher Klausurbau
Direkt nördlich der Basilika befinden sich die Klausurgebäude des Klosters. Die Entstehungszeit der Gebäude ist unbekannt. Die ältesten Gebäudeteile dürften auf den Neubau von 1140 zurückgehen. Die Gebäude sind im romanischen Stil errichtet, jedoch im 13. Jahrhundert im frühgotischen Stil umgestaltet worden.
Der Ostflügel der Klausurbauten bildet die Verlängerung des Querhauses der Basilika. Im Rahmen der gotischen Umgestaltung um 1250 ist das Gebäude verlängert worden und ragt seitdem weit über den Kreuzgang hinaus. Er beherbergt im Erdgeschoss von der Basilika aus das Armarium, die Sakristei, den Kapitelsaal, den Auslass, das Parlatorium und die heute als Weinkeller genutzte Fraternei. Nach Verlagerung der Bibliothek in den Bibliotheksbau wurde das Armarium zur Grabstätte umgewidmet.
Der Kapitelsaal ist vom Kreuzgang aus zu betreten. Seine hochgotische Form erhielt er um 1350. Der aus der einzelnen zentralen Säule heraussteigende Gewölbestern trägt schirmartig den Raum. Der Raum ist ringsum mit zwei aufsteigenden Reihen Steinbänken umgeben. Um 1500 wurde er mit Ranken- und Blumenmalereien ausgeschmückt.
Der 48 Meter lange zweischiffige Saal der Fraternei nimmt den größten Teil des Erdgeschosses des östlichen Klausurbaus ein. Der über drei Meter hohe Raum wird von einem Kreuzgratgewölbe überspannt. Da hier das umliegende Gelände bereits ansteigt, befindet er sich teilweise unterhalb des Geländeniveaus. In der heutigen frühgotischen Form wurde er im Rahmen einer Klostererweiterung um 1250 errichtet. Ursprünglich war es ein Arbeitsraum, vermutlich die Schreibstube der Mönche. Seit dem späten Mittelalter diente der Raum als Weinkeller des Klosters. Da hier die wertvollen Weine lagerten, wurde er als Cabinettkeller bezeichnet. Die Bezeichnung Kabinett bei deutschen Prädikatsweinen leitet sich von hier ab.
Im Obergeschoss befindet sich das Mönchsdormitorium, ein 74 Meter langer und 14 Meter breiter zweischiffiger Saal. Dieser frühgotische Raum ist mit über 1000 m² einer der größten nichtsakralen Räume des Mittelalters. Sein Kreuzrippengewölbe stützt sich auf niedrige Säulen mit skulptierten Kapitellen. Da der Boden Richtung Norden leicht ansteigt, wirkt er optisch noch beeindruckender. Das Dormitorium ist über eine Treppe direkt mit dem Querhaus der Basilika verbunden. Heute gehören die Räume zum Abteimuseum. Im Kloster diente er als Schlafsaal für bis zu 150 Mönche.

#### Nördlicher Klausurbau

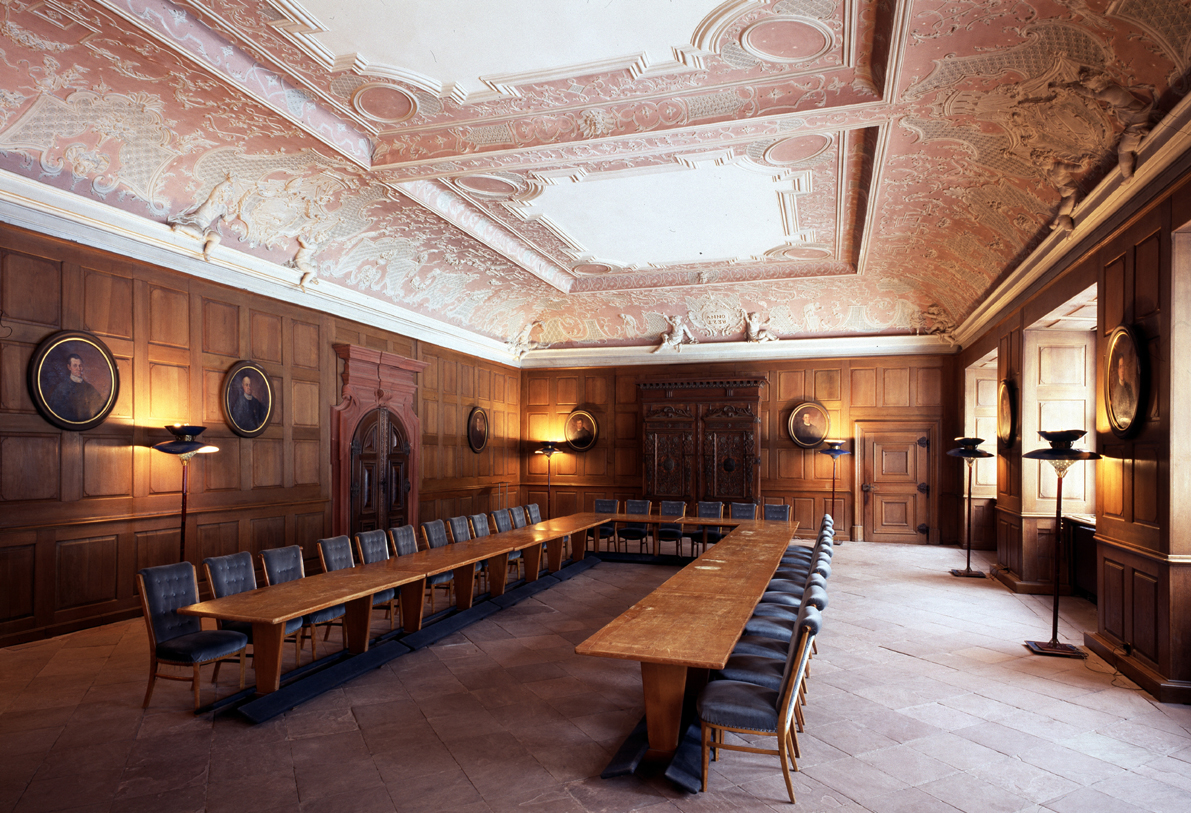
Das Mönchsrefektorium im Nordbau

Im Bereich des nördlichen Klausurbaus wurden um 1186 mehrere Gebäude errichtet. Das eigentliche Refektorium erstreckte sich längsgerichtet nach Norden. Nach mehreren Umbauten im 13. und frühen 16. Jahrhundert wurde zwischen 1720 und 1724 das Gebäude in barocker Form neu errichtet. Hierbei wurde im Erdgeschoss teilweise die vorhandene Bausubstanz einbezogen. Es handelt sich um ein zweigeschossiges Gebäude mit Satteldach, das auf der Nordseite über einen Mittelrisalit verfügt.
Der Nordbau umfasst im Erdgeschoss das Mönchsrefektorium, den Küchenbereich und den Portikus. Im Obergeschoss befinden sich der Winterkapitelsaal, die Wärmestube und kleinere Einzelräume. Heute wird das Gebäude als Abteimuseum verwendet.
Den Hauptraum im Erdgeschoss bildet das barock gestaltete Mönchsrefektorium. Bei der Sanierung im 20. Jahrhundert wurde die Wandvertäfelung teilweise erneuert. Die barocke Stuckdecke von Daniel Schenk hat sich erhalten. Von der vermutlich vorhandenen Deckenbemalung ist nichts mehr nachweisbar. Der Saal dient heute als Raum für festliche Veranstaltungen. Neben dem Mönchsrefektorium befindet sich die ehemalige Klosterküche. Der Raum wird heute als Foyer des Mönchsrefektoriums verwendet.

#### Kreuzgang

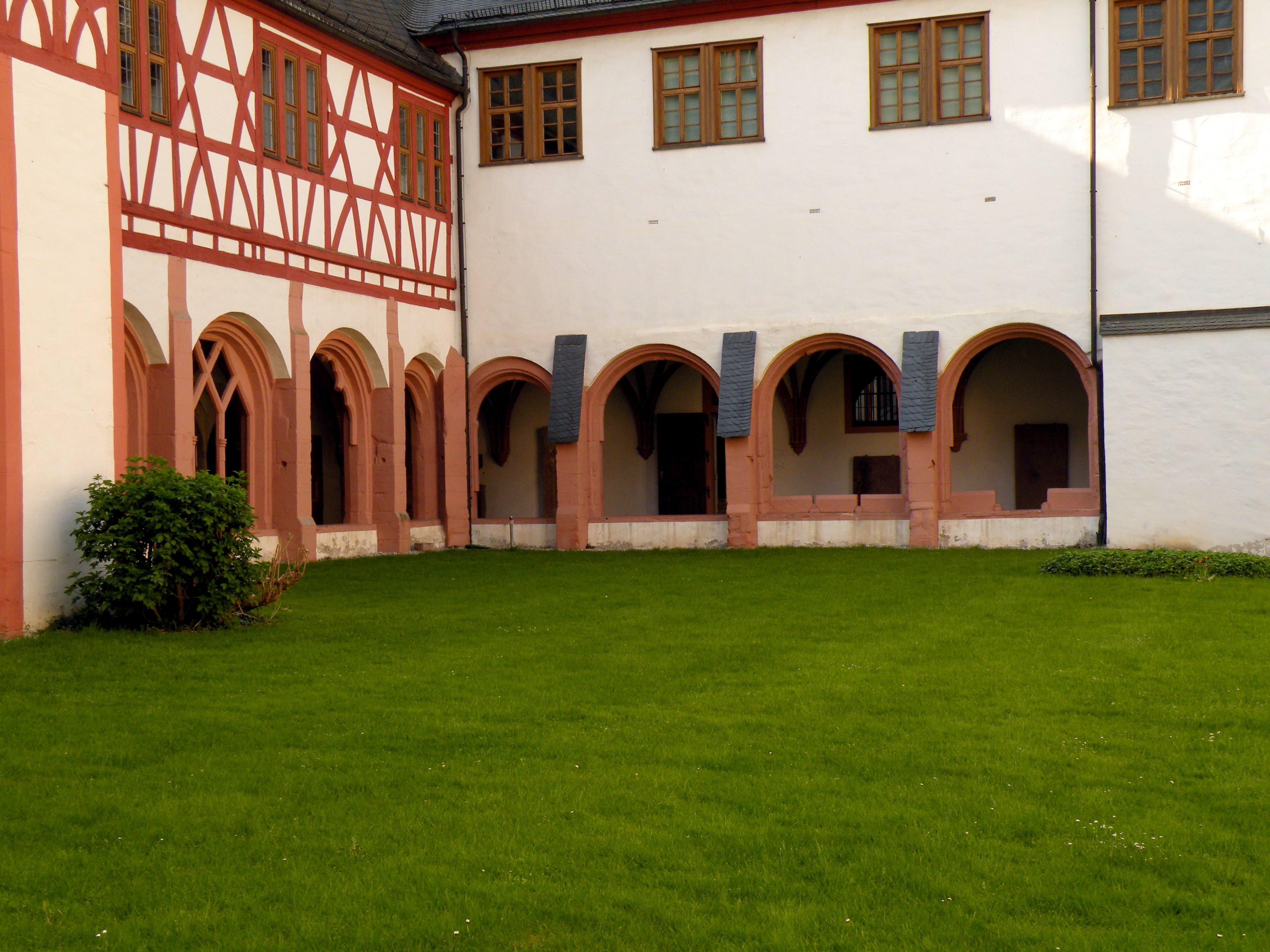
Erhaltene Teile des nordwestlichen Kreuzgangs

Östlicher, nördlicher Klausurbau und Bibliotheksbau umschließen einen Innenhof, der als Kreuzgang und Klostergarten genutzt wurde. Die Nordseite ist teilweise romanisch, teilweise wie die Westseite gotisch. Teile des romanischen Kreuzgangs wurden nach der Säkularisation 1804 abgebrochen. Sie fanden Verwendung als Spolie in Bauten wie der Moosburg im Schlosspark Biebrich oder der Pfarrkirche von Kelkheim-Münster. Die sich im Inneren des Klostergartens befindende Brunnenkapelle wurde ebenfalls abgebrochen. Der Brunnen konnte im Rahmen der Klostersanierung im späten 20. Jahrhundert unter teilweiser Verwendung von Originalteilen wiederhergestellt werden.

#### Bibliotheksbau

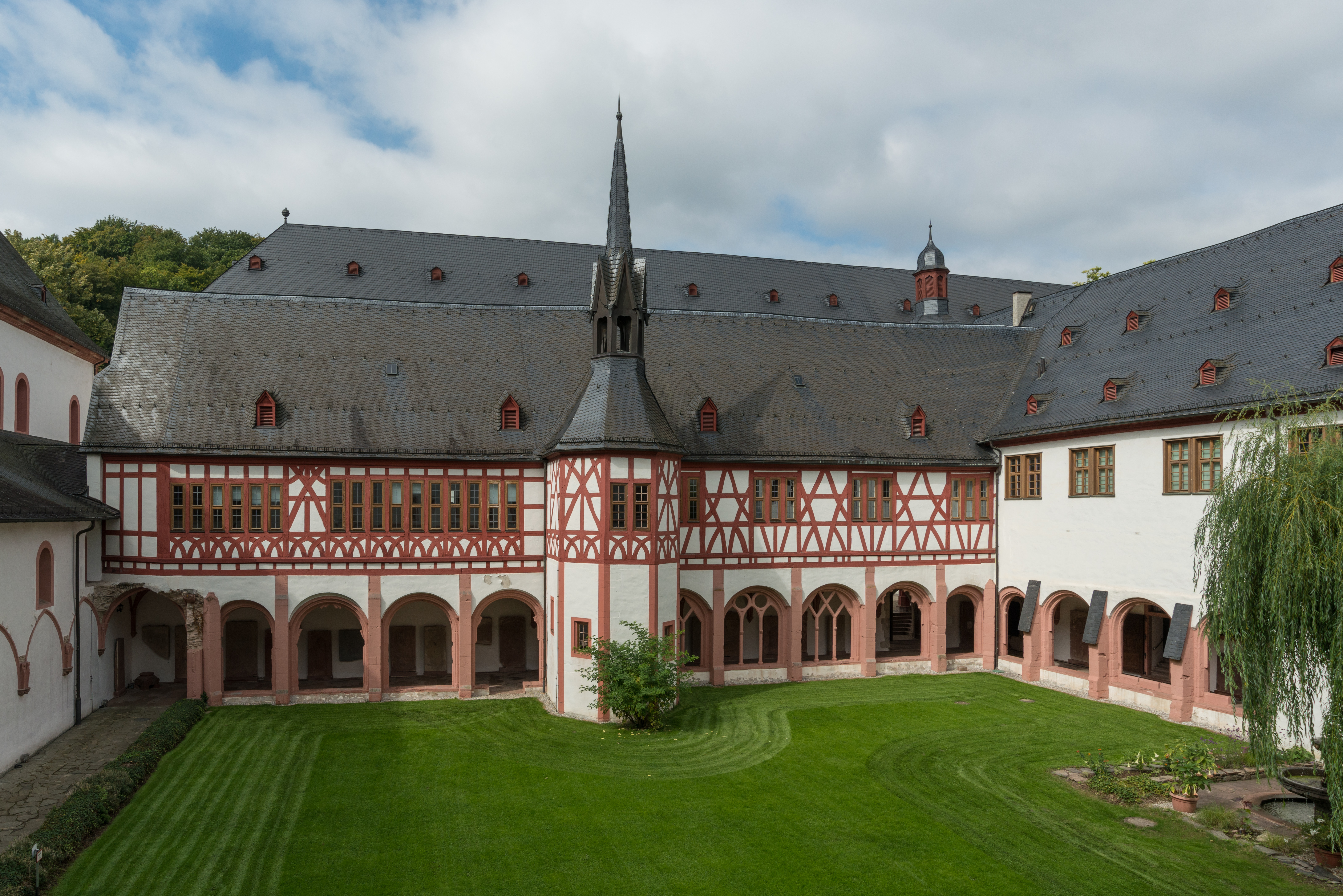
Der Bibliotheksbau des Klosters

Beim Bibliotheksbau handelt es sich um ein Fachwerkgeschoss, das den westlichen Teil des Kreuzgangs überbaut und teilweise in die Klostergasse hereinragt. In den Klostergarten des Kreuzgangs springt ein fünfseitiger Treppenturm vor. Bei der Sanierung im 20. Jahrhundert wurde das spätgotische Fachwerk wieder freigelegt. Der 1478–1480 erstellte Bau diente als Bibliothek des Klosters, als infolge der Verbreitung des Buchdrucks das Armarium, im östlichen Klausurbau, dieser nicht mehr ausreichend Raum bot. Der Bau ist einer der ältesten erhaltenen Bibliotheksbauten in Deutschland. Der Treppenturm wurde um 1500 erbaut. Die Baudaten konnten bei der Sanierung im späten 20. Jahrhundert dendrochronologisch überprüft werden. Seit 1995 ist das Abteimuseum im Obergeschoss eingerichtet. Dieses enthält das älteste innerhalb der deutschen Zisterzienserkultur erhaltene Glasfenster (um 1180), die Original-Kapitelle aus dem Kreuzgang, die durch Kopien ersetzt wurden, ferner diverse Skulpturen, Gemälde, barockes Mobiliar und archäologische Funde. Die Bezeichnung Schwedenbau für dieses Gebäude wurde nur im 19. Jahrhundert verwendet, in älteren Unterlagen ist sie nicht nachweisbar.

#### Konversenbau

Das Laienrefektorium dient heute als Ausstellungsraum.

Der Konversenbau wurde ab 1190 erbaut. Mit 109 Meter Länge, einschließlich des Anbaus, ist der Konversenbau das längste Gebäude des Klosterbereichs. Vom inneren Klausurbereich ist er durch die Klostergasse getrennt. Über den Treppenturm und den Portikus besteht jedoch ein Übergang zum nördlichen Klausurbau. Ursprünglich war der Bau ein zweigeschossiges Gebäude, im Rahmen der Umgestaltung des 16. Jahrhunderts wurde er jedoch um eine weitere Etage erhöht, durch das Backhaus und das Brunnenhaus verlängert und mit einem Walmdach versehen.
Im Erdgeschoss befinden sich zwei jeweils zweischiffige Hallen. Zwischen beiden Hallen verläuft ein Gang, der den ursprünglichen Zugang zum inneren Klosterbereich darstellte. Die nördliche war von Beginn an als Weinkeller (Cellarium) des Klosters vorgesehen. In der südlichen befand sich das Laienrefektorium. Dieser 47 Meter lange Raum ist fast unverändert in seiner ursprünglich romanischen Form erhalten. Im Laienrefektorium sind heute zwölf historische Weinkeltern aus der Zeit von 1668 bis 1801 ausgestellt.
Im Obergeschoss befindet sich das Laiendormitorium. Dieser zweischiffige Saal des beginnenden 13. Jahrhunderts ist mit 85 Meter Länge und 13 Meter Breite der größte erhaltene nichtsakrale Saal des Mittelalters in Europa. Bei den Renovierungsarbeiten der 1960er Jahre wurde er in seinen ursprünglichen romanischen Zustand zurückversetzt. Heute dient der Saal als Ort kultureller Veranstaltungen und für die traditionelle Weinversteigerung.
Seit dem 17. Jahrhundert befindet sich im Obergeschoss die Burse (Zentralverwaltung der Klostergüter). Diese Räume sind nicht öffentlich zugänglich. Sie werden von der Stiftung Kloster Eberbach vermietet.

#### Hospitalbauten

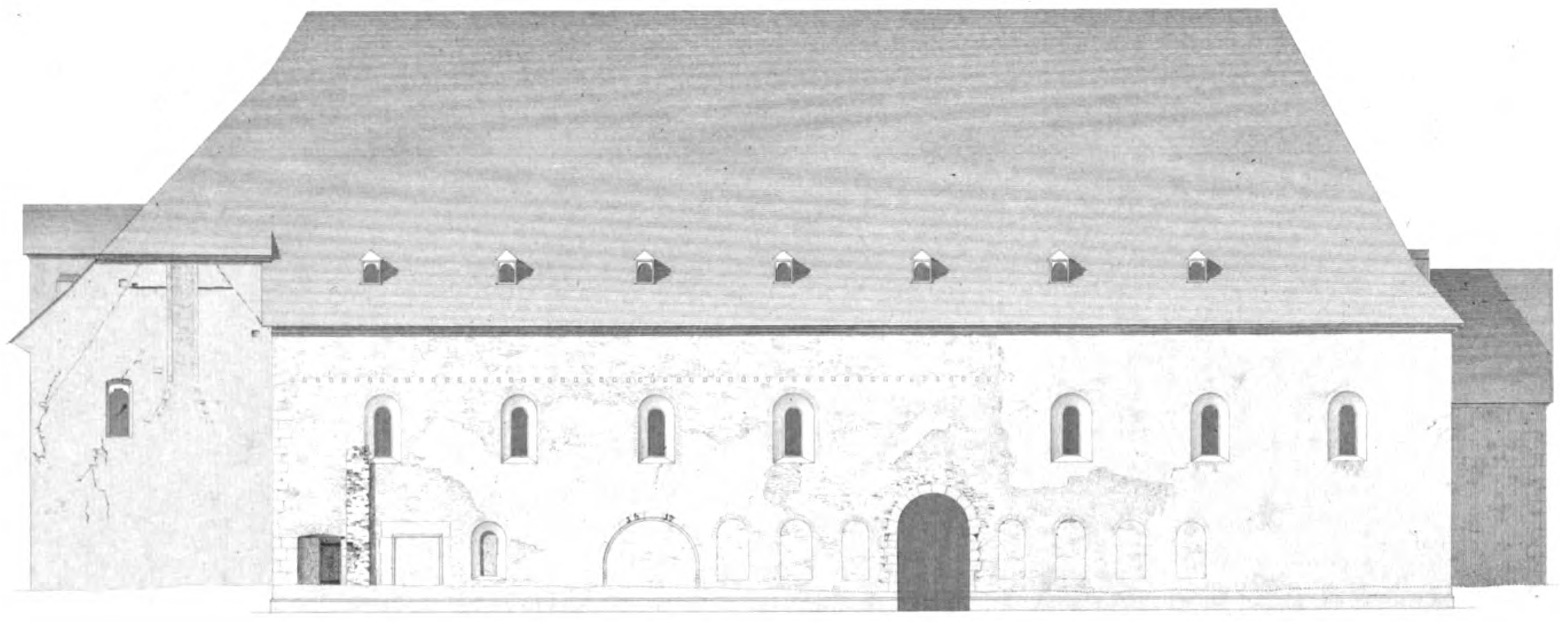
Seitenansicht des alten Hospitals (Lithographie des 19. Jahrhunderts)

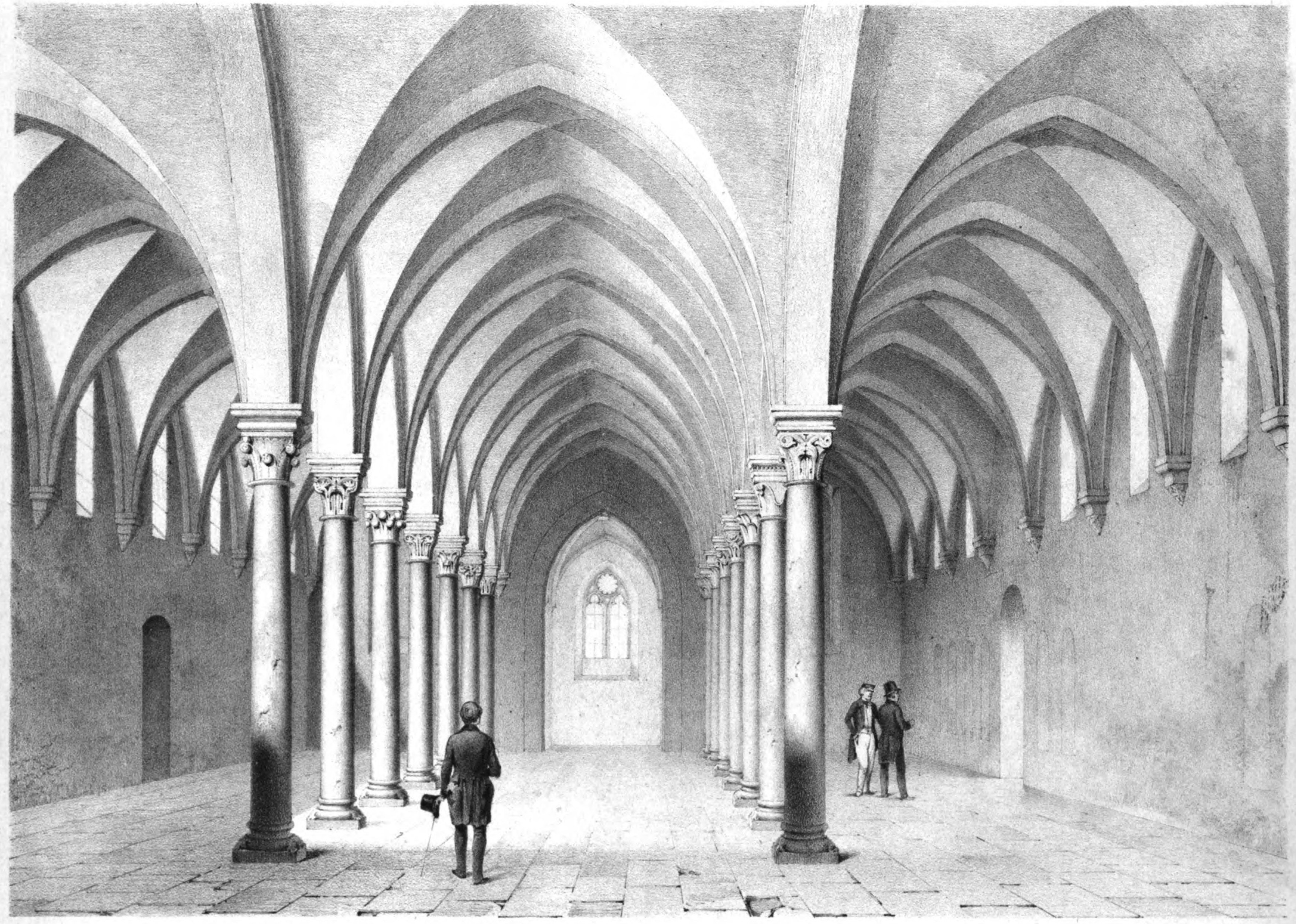
Innenansicht des alten Hospitals, vor der Umwandlung in einen Weinkeller (Lithographie des 19. Jahrhunderts)

Östlich des Kernbereichs des Klosters, auf der anderen Seite des Kisselbachs, befindet sich das alte Hospital. Der spätromanische Bau diente ursprünglich der Unterbringung von Gästen des Klosters sowie der Krankenpflege. In der barocken Phase wurde das Haus 1721/22 umgebaut und mit einem Walmdach versehen. Im Inneren handelt es sich um einen dreischiffigen 39 Meter langen und 16 Meter breiten Saal. In diesem tragen Säulen das spätromanische Kreuzgratgewölbe. Die Säulenkapitelle weisen sehr starke gestalterische Ähnlichkeit zu denen des etwa zeitgleich errichteten Limburger Doms auf, so dass davon ausgegangen wird, dass an beiden Bauten dieselben Künstler tätig waren.
An der Nordseite des Hospitals wurde ein zweigeschossiges Wohnhaus im hochgotischen Stil ergänzt.
Auf der Ostseite des Hospitals befindet sich ein Neubau der Staatsweingüter von 1927, dieser beherbergt heute die Vinothek der Hessischen Staatsweingüter.
Zwischen altem Hospital und östlichem Klausurbau wurde in der barocken Phase das neue Hospital 1752/53 als Verbindungsbau errichtet. Mit diesem zweigeschossigen Gebäude wurde der Kisselbach überbaut. Heute dient dieses Haus als Gebäude für den Einlass in den Klosterbereich.

### Nebengebäude

#### Nördliche Wirtschaftsgebäude
Die Gebäude nördlich des Kernbereiches der Klosteranlage umfassten die Werkstätten, die für den Betrieb des Klosters erforderlich waren.

#### Westliche Wirtschaftsgebäude

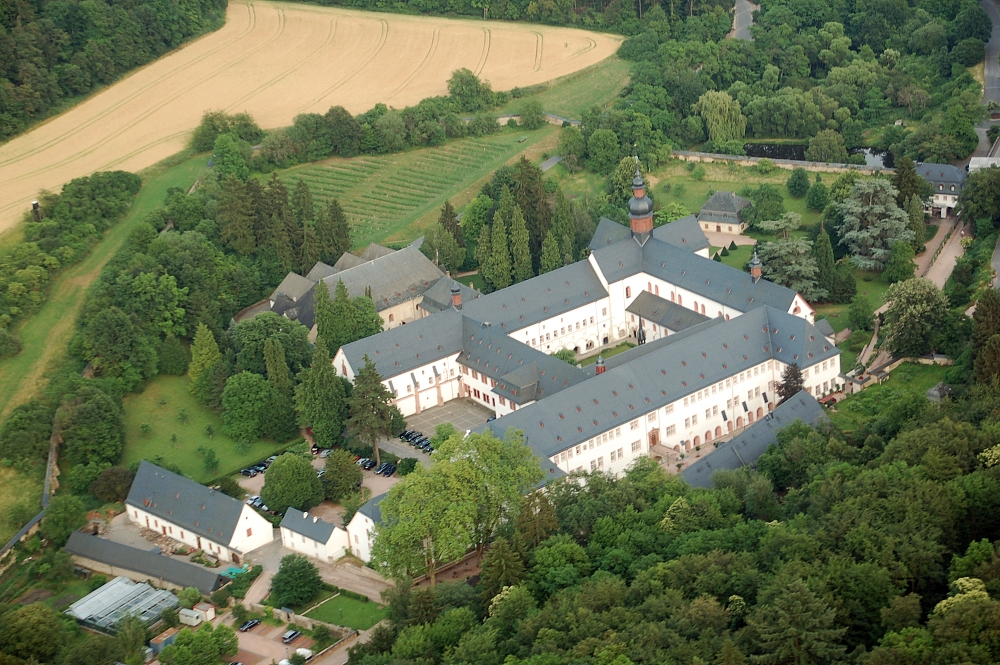
Luftbild mit Ansicht aus Nordwesten

Die Gebäude westlich des Konversenbaus des Kernbereiches dienten ursprünglich überwiegend der landwirtschaftlichen Nutzung. Hier befanden sich Ställe, Scheunen, Mühlen und das Kelterhaus. Die hier erhaltenen Gebäude stammen ausschließlich aus dem 17./18. Jahrhundert. Sie dienen heute der Unterbringung des Hotels und eines gastronomischen Betriebes.

#### Tor und Torhaus

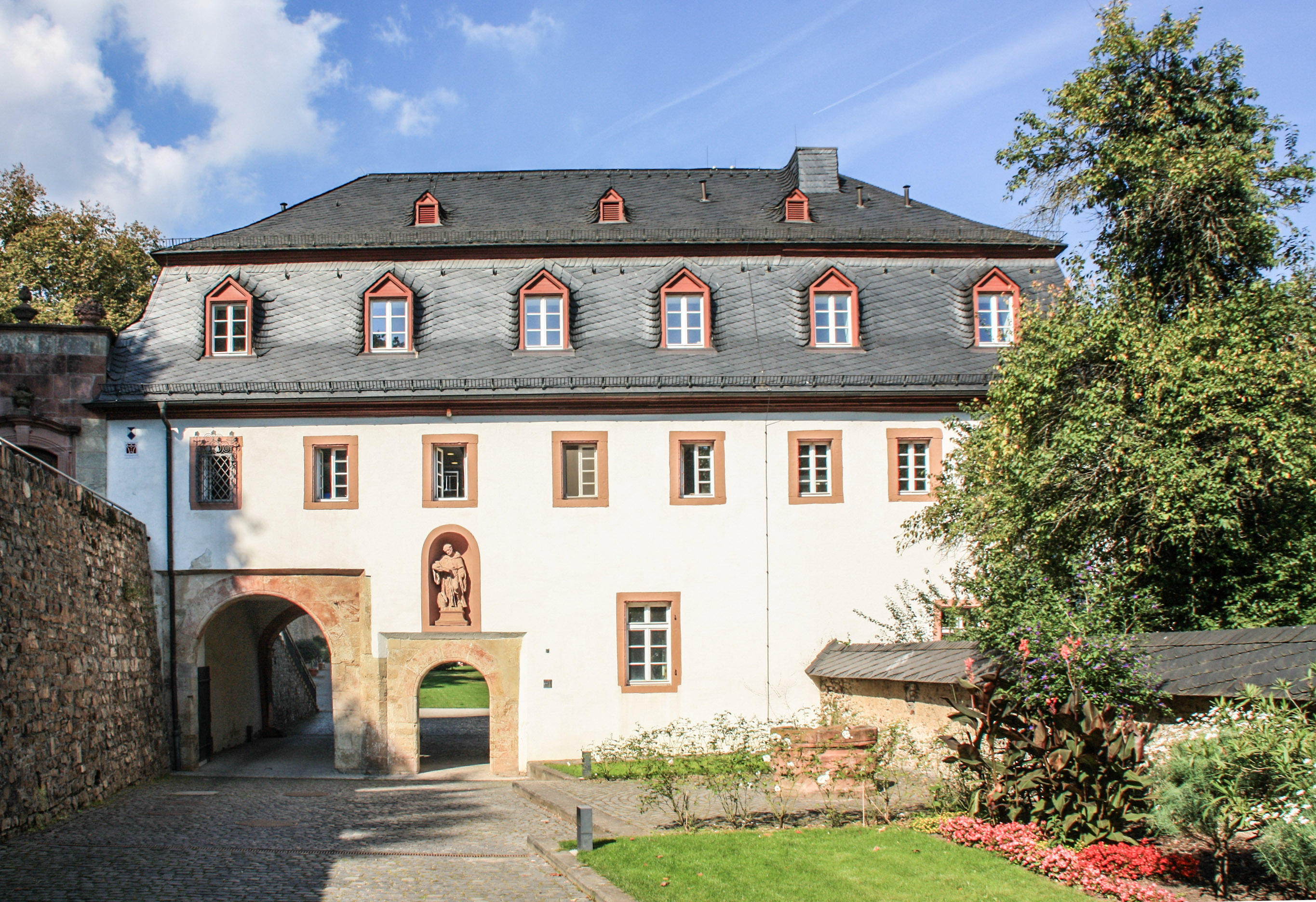
Das Torhaus war für ungefähr sechs Jahrhunderte der einzige Zugang zum Kloster

Das Torhaus war im Mittelalter der einzige Zugang zum Kloster, dessen Gesamtanlage seit dem 12./13. Jahrhundert durch eine 1100 Meter lange Ringmauer umschlossen wird. Die Mauer ist stellenweise über einen Meter dick und bis zu fünf Meter hoch.
Das romanische Torhaus entstand noch im 12. Jahrhundert. Im Haus befinden sich zwei unterschiedlich große Rundbogentore für Fußgänger und Fuhrwerke. Im Haus befanden sich eine Stube für den Pförtner, Gästezimmer und eine Kapelle. Das Torhaus wurde um 1740 barock umgestaltet und mit einer Statue des heiligen Bernhard versehen. Vor dem Torhaus wurde ein Platz mit einem Brunnen angelegt. Im Torhaus befindet sich der Sitz der Rheingau-Taunus Kultur und Tourismus GmbH.
Oberhalb des Torhauses befindet sich ein 1774 errichtetes spätbarockes Tor in der Mauer. Über dem Torbogen befindet sich das Wappen von Abt Adolf II. Werner. Es wird von Statuen der Klosterpatrone und des Gründers gekrönt. In der Mitte befindet sich die heilige Maria Immaculata, links Johannes der Täufer und rechts der heilige Bernhard.

### Gärten
Im Jahr 2004 lobte die Stiftung Kloster Eberbach einen beschränkten Wettbewerb für die Neugestaltung der 7,5 ha großen Außenanlagen aus. Das siegreiche Entwurfskonzept vom Berliner Büro Bernard und Sattler Landschaftsarchitekten basiert auf einer grundsätzlichen Auseinandersetzung mit dem Wesen der ursprünglichen zisterziensischen Gedankenwelt und deren grundlegenden Prinzipien. Ziel für die Neugestaltung der Freianlagen im Kloster Eberbach sollte sein, dem Besucher die schlichte Klarheit des zisterziensischen Weltbildes zu vermitteln, sowie die Besonderheit des Gebäudeensembles zu betonen. Die bauliche Umsetzung der Außenanlagen erfolgte ab 2006 schrittweise, die Fertigstellung erfolgte im Januar 2014. Die Maßnahme kostete insgesamt ca. 4,9 Millionen Euro.
Im April 2011 wurde die Neugestaltung der Außenanlagen mit dem vom Land Hessen gemeinsam mit der Architekten- und Stadtplanerkammer Hessen ausgelobten Architekturpreis „Auszeichnung vorbildlicher Bauten im Land Hessen“ aus 84 eingereichten Arbeiten mit einer von sechs vergebenen Auszeichnungen prämiert.

#### Abteigarten und Orangerie
Südlich der Basilika bis zum Torhaus erstreckt sich der Abteigarten. In dessen Mitte wurde 1755/56 die heutige Orangerie erbaut. Hierbei handelt es sich um ein barockes Gebäude mit Walmdach. Ursprünglich befand sich in diesem Bereich der Mönchsfriedhof.

#### Prälatengarten und Abthaus
Südwestlich der Basilika befinden sich der Prälatengarten und der etwas höher gelegene Abtgarten. Hierbei handelt es sich um barocke Ziergärten, die über mehrere Terrassen ansteigen. Die Gärten werden vom Abthaus beherrscht. Dieses Fachwerkgartenhaus wurde im Jahr 1722 erbaut.

#### Hospitalberg
Der sich östlich vom alten Hospital befindende Hang wurde bei der Sanierung im 20. Jahrhundert wieder als Weinberg gestaltet. Bis zum 17. Jahrhundert war auf dem Hospitalberg der Weinanbau bezeugt, danach wurde er als Obstgarten verwendet.